# Версальский договор
Верса́льский ми́рный догово́р (фр. Traité de Versailles, англ. Treaty of Versailles) — важнейший из серии мирных договоров, завершивших Первую мировую войну; документ, подписанный в Версале 28 июня 1919 года, положил конец войне между Германией и антигерманской коалицией.
Положения Версальского мира вырабатывались в течение полугода после Компьенского перемирия, в том числе в рамках Парижской мирной конференции: различные, зачастую противоречащие друг другу, цели руководителей стран-победительниц привели к длительным дебатам по основным пунктам договора — о необходимости суда над кайзером Вильгельмом II, о численности и структуре будущей германской армии, о судьбе территорий бывшей Германской империи и о величине репараций.
Договор предусматривал передачу Франции Эльзаса и Лотарингии, создание «Польского коридора» и предоставление статуса вольного города Данцигу, передачу Саара под управление Лиги Наций, формирование Рейнской демилитаризованной зоны, ликвидацию германских колоний и проведение серии референдумов о самоопределении в спорных регионах, включая Верхнюю Силезию; он также обязывал правительство послевоенной Германии соблюдать независимость Австрии, выплачивать репарации странам-победительницам за ущерб, нанесённый мировой войной, и не препятствовать свободной торговле. Согласно статье 231-й, на Германию была возложена вся ответственность за развязывание войны; в дальнейшем это положение породило многочисленные споры и конфликты — оно также активно использовалось национал-социалистической пропагандой как доказательство несправедливости условий «Версальского диктата».
Советская Россия не была приглашена на Парижскую конференцию, а Китай, участвовавший в работе конференции, договор не подписал. Из государств, подписавших Версальский договор, США, Хиджаз и Эквадор в дальнейшем отказались его ратифицировать. Сенат США отклонил договор в связи с нежеланием связывать страну участием в работе Лиги Наций, устав которой был составной частью договора. В 1921 году США заключили с Германией отдельный договор, почти идентичный Версальскому, но не содержавший статей о Лиге Наций и об ответственности Германии за развязывание войны. Версальский договор вступил в силу 10 января 1920 года, после ратификации его Германией и четырьмя основными союзными державами — Великобританией, Францией, Италией и Японией.
Договор, ставший одной из основ Версальско-Вашингтонской системы международных отношений, получил широкое и разноречивое освещение в мировой историографии: предметом дебатов историков и экономистов стала как степень эффективности предусмотренных экономических мер, так и роль Договора в возникновении реваншистских настроений в Германии. После многочисленных нарушений Договора властями Веймарской республики и изменений его условий, произошедших в 1920-е и 1930-е годы, документ окончательно утратил юридическую силу в 1937 году.

## Подготовка

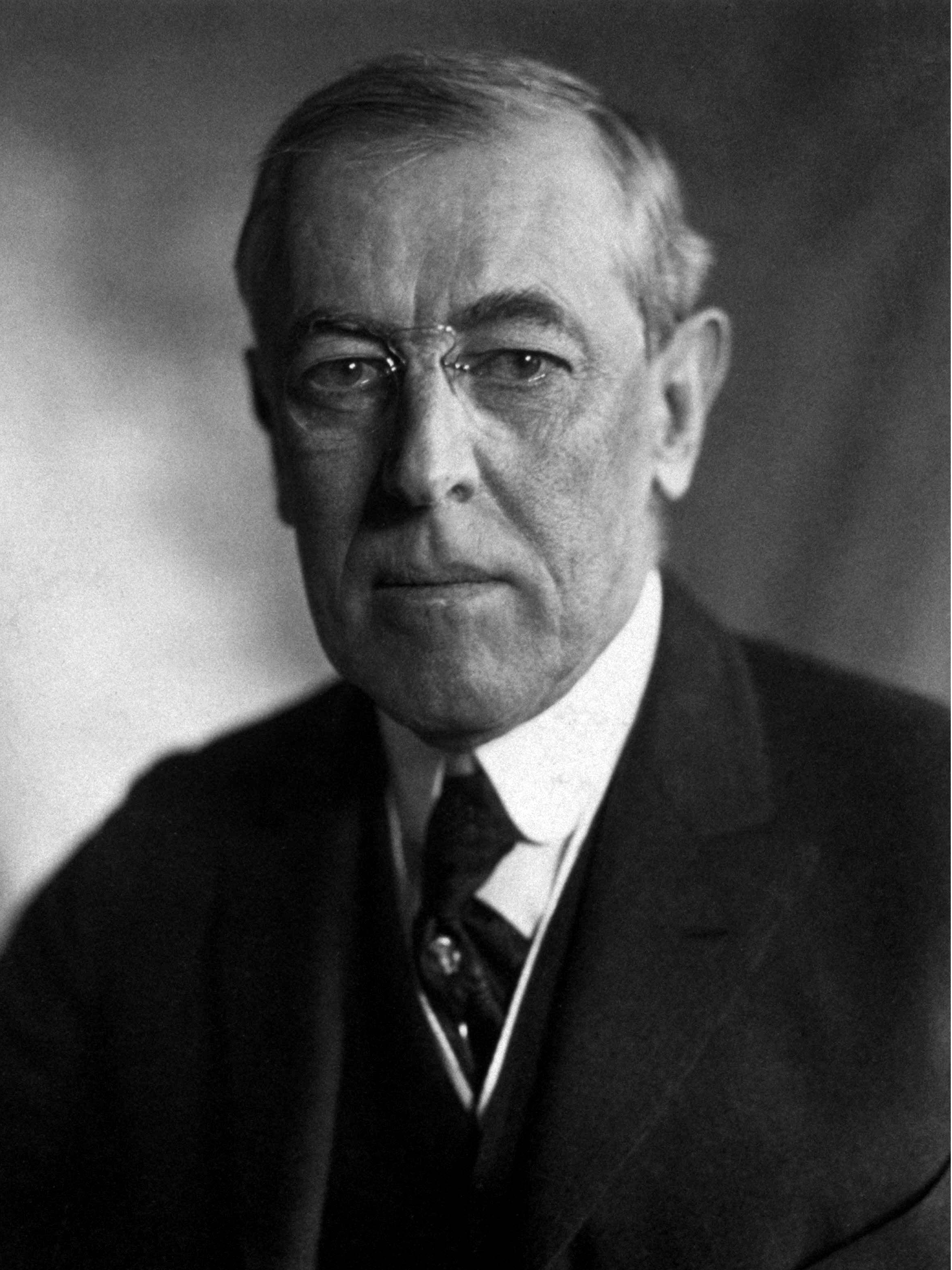
Вудро Вильсон в 1919 году

Версальский договор стал основным документом, подписанным в ходе Парижской мирной конференции, созванной после завершения активных боевых действий Первой мировой войны. См. Контекст Парижской конференции.

### Наказание и превенция
Хотя сама конференция в Париже официально началась в январе 1919 года, только возвращение президента Вудро Вильсона из США в Париж в марте открыло период наиболее активной работы над мирным договором с Германией, завершившейся к началу мая окончательным согласованием условий мира представителями государств антигерманской коалиции. Четырёхмесячная задержка между подписанием Компьенского перемирия и началом выработки мирных условий поставила перед делегатами в Париже «неудобный» вопрос о соотношении сил между антигерманской коалицией и Германией: если в ноябре 1918 года союзники обладали подавляющим военным преимуществом, то к маю 1919 года, в связи с демобилизацией, ситуация была совсем не такой однозначной. Ответ на этот вопрос требовался для того, чтобы понять, в состоянии ли союзники «навязать» Германии любые условия.

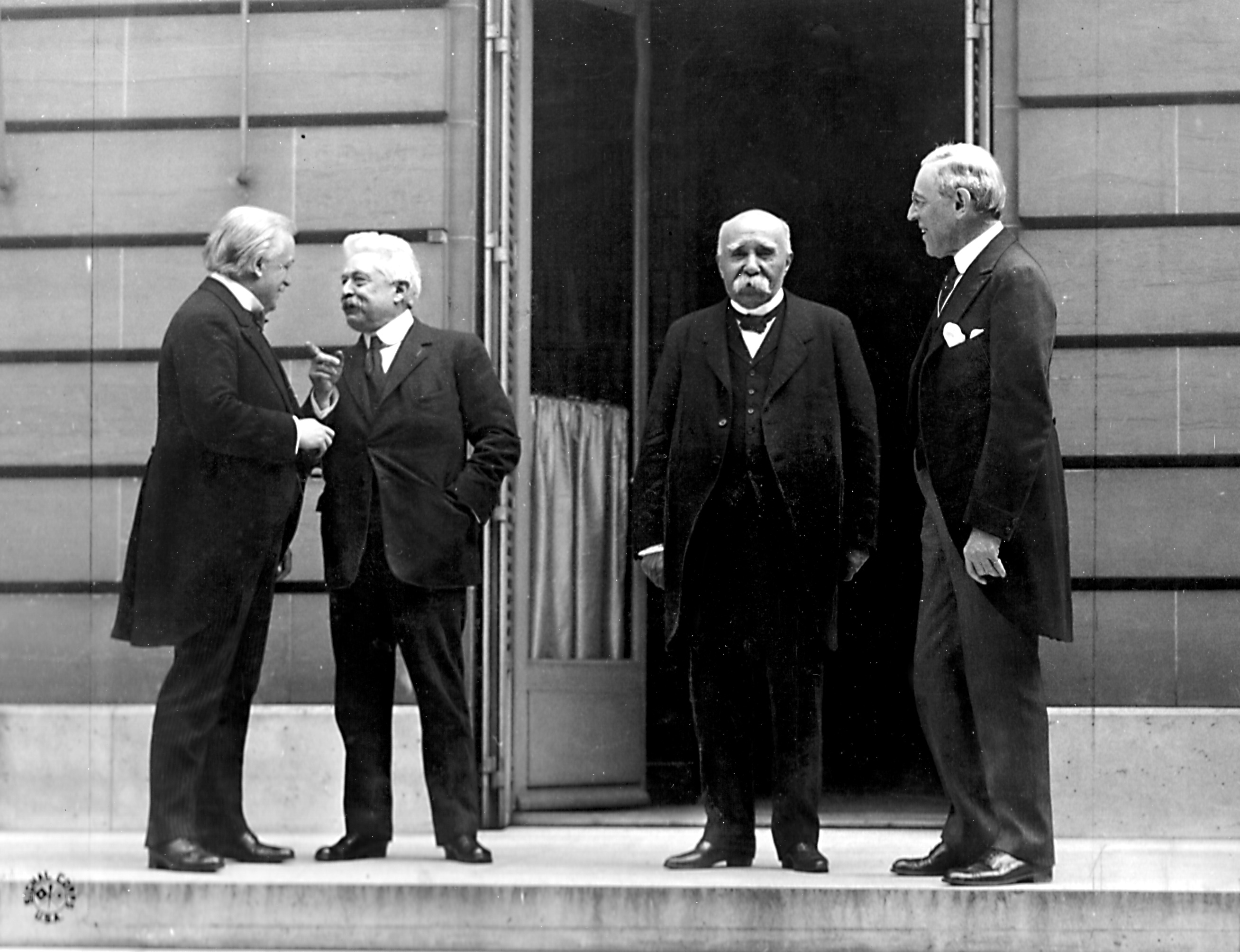
Совет четырёх в Версале (слева направо): Дэвид Ллойд Джордж, Витторио Орландо, Жорж Клемансо и Вудро Вильсон

Германская армия — несмотря на то, что впоследствии утверждали как генералы Эрих Людендорф и Пауль Гинденбург, так и ефрейтор Адольф Гитлер, — потерпела сокрушительное поражение на поле битвы ещё до того, как правительство Германии запросило перемирия, — и до того, как старый кайзеровский режим был свергнут в самой Германии. Если в течение четырёх предшествовавших лет сдвиги линии фронта на Западе измерялись метрами, то в последние месяцы и недели перед перемирием германские солдаты отступали на километры, бросая артиллерийские орудия и сдаваясь в плен. Ещё 14 августа 1918 года Людендорф сообщил кайзеру Вильгельму II, что Германской империи следует задуматься о переговорах с союзниками; к 29 сентября Людендорф уже требовал от кайзера заключения мира любой ценой.
К моменту начала парижской дискуссии Германия вывела свои войска как из Эльзаса и Лотарингии, так и из всей Рейнской области; войска Антанты занимали три плацдарма на восточном берегу Рейна. Помимо гражданской техники — локомотивов, вагонов и грузовиков — Германия также передала союзникам большую часть своей военной техники: подводные лодки, тяжёлые артиллерийские орудия, миномёты, самолёты и 25 тысяч пулемётов. Германский флот перешёл в британский порт Скапа-Флоу на Оркнейских островах. Союзники воспринимали ситуацию как капитуляцию, хотя формально, в отличие от ситуации в мае 1945 года, капитуляция не была объявлена.
Среди лидеров союзников только генерал Джон Першинг считал необходимым продолжать наступление за Рейн. Маршал Фердинанд Фош опасался ожесточённого сопротивления в случае вступления войск союзников на основную территорию Германии и, как следствие, — крупных потерь. Британские военные хотели заключить мир как можно скорее, чтобы в Европу не потребовалось направлять дополнительные американские войска. Среди лидеров союзников также была популярна мысль о том, что «солдат на фронте преследует мрачный призрак большевистской анархии» (см. «Большевизм» на Парижской мирной конференции).
Благодаря заключению перемирия в конце 1918 года подавляющему большинству немцев не пришлось испытать поражение Германии на собственном опыте: за исключением Рейнской области, немцы не видели на своей территории оккупационных войск. В 1918 году германские солдаты возвращались по домам строем, а толпы на улицах приветствовали их; в Берлине президент Фридрих Эберт обратился к солдатам словами: «Ни один враг не покорил вас!» Учредительное собрание в Веймаре завершило свою работу хоровым пением «Deutschland über Alles».
Заключив перемирие, союзники приступили к сокращению своих армий: если в ноябре 1918 года у них насчитывалось 198 дивизий, то к июню 1919 года их осталось только 39. Энтузиазма по поводу возможного возобновления боевых действий солдаты союзников не испытывали, а режим блокады германских портов, формально продолжавшийся и после перемирия, утратил как свою жёсткость, так и популярность в странах-победителях — из-за тяжёлых последствий для гражданского населения Германии. Американская администрация подвергала блокаду критике ещё в годы войны.
Поставки продовольствия в Германию шли медленно — во многом в связи с нехваткой тоннажа торгового флота, а также из-за позиции британских властей (в частности, адмиралтейства), в руках которых находились продовольственные запасы. Союзники настаивали на том, чтобы Германия предоставила свои суда, которые всю войну провели в немецких портах, — германское правительство под влиянием состоятельных судовладельцев тянуло время, опасаясь, что суда не вернутся в порты приписки. Правительство Германии также надеялось оплачивать свои гуманитарные закупки за счёт американского займа, что вызвало недоумение в Конгрессе США, в котором после выборов в ноябре 1918 года большинство получили республиканцы (сам Вильсон представлял Демократическую партию, поэтому ему приходилось действовать с оглядкой на оппозицию). Когда же власти Германии согласились использовать для оплаты свои золотые запасы, это встревожило уже французских делегатов, которые видели в немецком золоте источник средств для будущих репараций. Только после жарких дебатов в Верховном совете — благодаря активности Ллойд Джорджа, пытавшегося убедить своих коллег, что Германия находится на грани голода, — французские представители неохотно уступили. В итоге к концу марта 1919 года в германские порты были доставлены первые грузы продовольствия.
Маршал Фош не уставал повторять две цифры: Германия, даже лишённая вооружений, насчитывала 70 миллионов непрерывно растущего населения, в то время как Франция имела всего 40 миллионов населения, притом почти не увеличивавшегося. Французскому маршалу поэтому казалось непринципиальным то, как будет называться немецкое государство, — «империя», «республика» или «конфедерация». Франция рассчитывала на создание на восточных границах Германии блока государств, которые могли бы сменить прежнего союзника, — Российскую империю. Польша, Чехословакия, Румыния и Югославия должны были составить цепь союзников Франции по ту сторону Германии и одновременно «санитарный кордон» между Германией и Советской Россией. С помощью репараций и ликвидации германских колоний Франция надеялась подорвать экономическую мощь Германии.

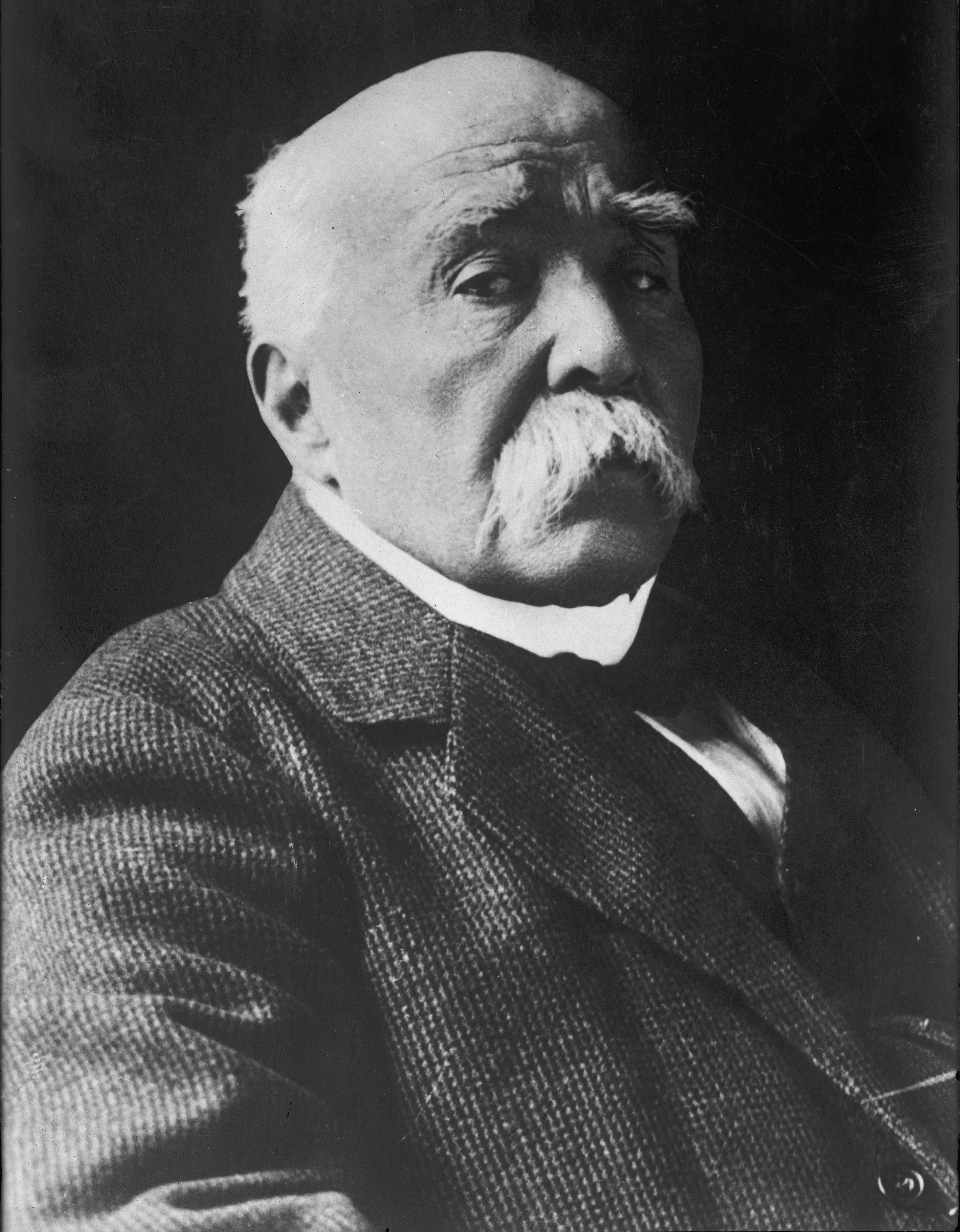
Жорж Клемансо около 1919

Различия в позициях и подходах союзников отразились на дискуссии членов «Большой четвёрки» по вопросу о судьбе Германии: если глава французского правительства Жорж Клемансо полагал, что любые уступки Германии будут истолкованы как «проявление слабости» союзников, то Вудро Вильсон и премьер-министр Британской империи Дэвид Ллойд Джордж были более склонны заявлять об обеспокоенности внутриполитической ситуацией в Германии, которая «скатывалась всё далее к анархии и большевизму», «распространяя [большевистскую] заразу по всей Европе».
Газетчики рисовали упрощённую картину отношений между членами антигерманской коалиции: «мстительные французы» противостоят «всепрощающим американцам» (в то время как британцы занимают промежуточную позицию). Подобная трактовка оказала влияние и на последующую историографию Версальского договора.
Все участники дискуссии в Париже поддержали возвращение Эльзаса и Лотарингии в состав Франции — с 1914 года это была самая обсуждавшаяся во Франции цель войны. Все участники дискуссии соглашались с тем, что ущерб, нанесённый Бельгии и северным районам Франции, подлежит компенсации. Все соглашались и с тем, что Германия как государство и немцы как его граждане заслуживали наказания: Вильсон, который во время войны настаивал, что германская агрессия стала результатом действий правящих классов немецкого общества («сил империализма»), в 1919 году был на грани того, чтобы обвинить в развязывании войны немецкий народ в целом. Все соглашались с необходимостью превентивных мер, которые бы не позволили Германии втянуть Европу в новую войну.

Приблизительная территория, перешедшая под контроль Германской империи и Австро-Венгрии по Брест-Литовскому договору (март 1918)

Почти все в Париже в 1919 году считали, что войну начала Германия: сомнения по этому поводу стали появляться позже. Кайзеровское правительство само нанесло себе большой репутационный ущерб в глазах союзников двумя договорами, которые оно заключило в 1918 году: Бухарестским и Брест-Литовским. «Германия может что угодно говорить о своих целях, — сказал Вильсон в апреле 1918 года, — но её действия показали её реальные захватнические намерения»; многие немецкие социалисты были согласны с подобной оценкой Брестского мира. По мнению профессора Маргарет МакМиллан, религиозно-этический мотив — «наказание нечестивых» — также присутствовал в словах и действиях как Ллойд Джорджа, так и Вильсона — хотя они оба верили и в возможность для Германии «искупить грехи».
В то время как по общему вопросу о «наказании, репарациях и превенции» был достигнут консенсус, детали будущего мирного договора вызывали разногласия. Суд над кайзером и его главными советниками по обвинению в военных преступлениях, размер и структура репарационных выплат, пенсии для вдов и сирот погибших союзных солдат, размер будущих вооружённых сил Германии, масштабы её территориальных потерь, сама справедливость наказания Веймарской республики за деяния кайзеровской Германии — всё это было предметом дискуссий в Париже, как между делегациями разных стран, так и внутри самих делегаций. Вопросы были взаимосвязаны: можно ли было ожидать от Германии, потерявшей значительную часть территории, выплаты крупных репараций? Год 1919 существенно отличался от времён Венского конгресса и тем, что популярны были «демократические принципы»: «никаких аннексий и никакого наказания»; самоопределение народов, а не насильственное установление границ. В то же время одним из ключевых элементов новой, «тотальной», войны являлась необходимость «демонизации врага», что значительно затрудняло переговоры с ним после окончания боевых действий.

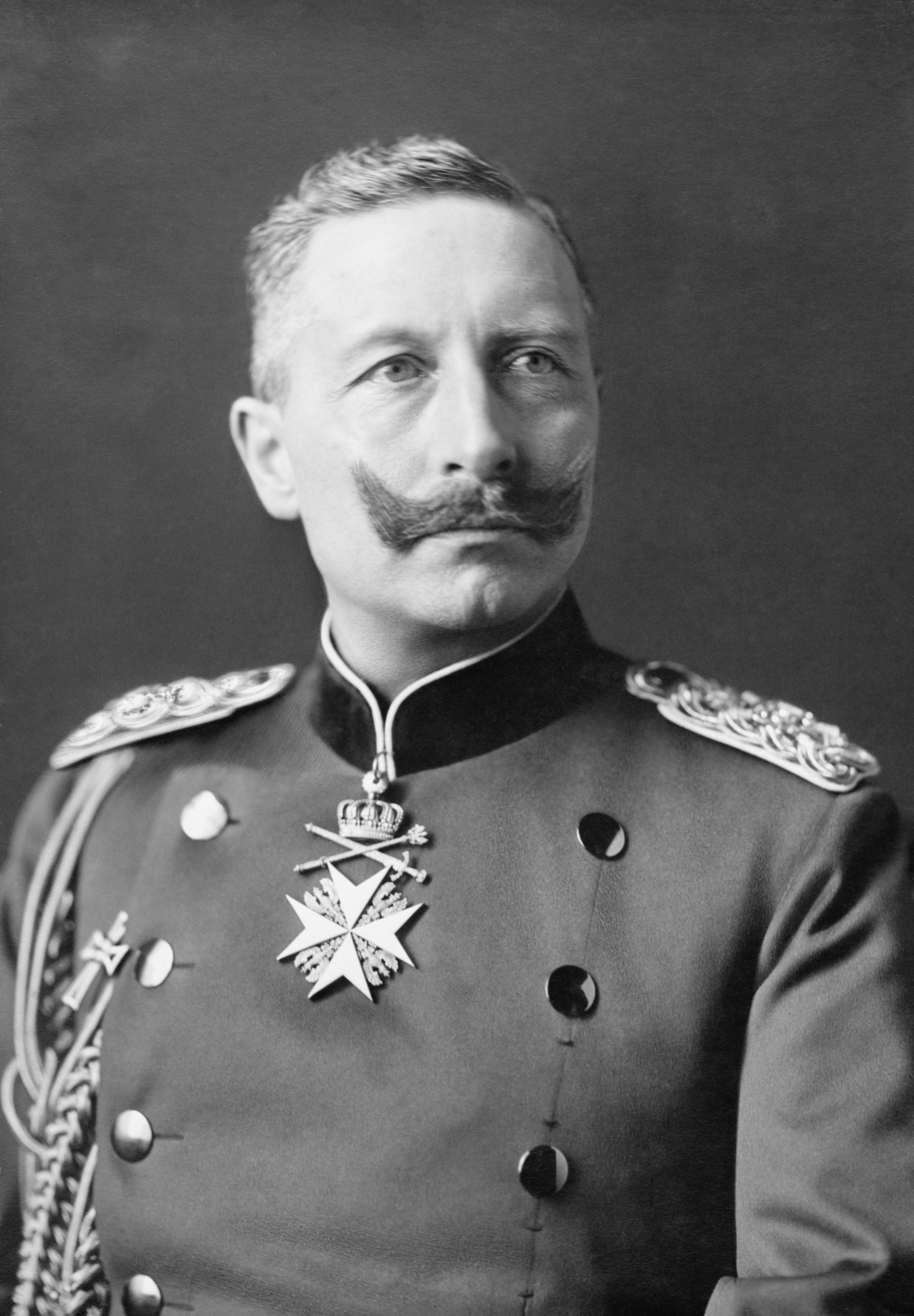
Император Вильгельм II в 1902 году

Если ещё в декабре 1918 года британская общественность требовала казнить кайзера, то четырьмя месяцами позже у неё уже не было уверенности в правильности такого решения. И судьба кайзера стала первым вопросом в повестке дня парижских делегатов.
[Вильгельм II] полностью разрушил свою страну и себя. Я считаю его величайшим преступником, известным тем, что он погрузил мир в эту ужасную войну, которая длилась более 4 лет…— король Георг V, двоюродный брат Вильгельма II; ноябрь 1918

### Суд над кайзером Вильгельмом
Как перед войной, так и в начале её Вильгельм II регулярно давал понять мировому сообществу, что отождествляет себя с германским государством, армией и флотом. Однако в конце войны, в то время как германские армии таяли на глазах, кайзер, в последний раз громогласно заявив о намерении разделить смерть в бою со своими солдатами, перебрался в нейтральную Голландию, где во время Парижской конференции проживал в замке недалеко от Утрехта. В этот же период Ллойд Джордж, чья коалиция после всеобщих выборов в Британии заняла 523 из 707 мест в парламенте, «в шутку» выдвигал планы организации публичного суда над кайзером, с последующей ссылкой бывшего монарха на Фолклендские острова.
Глава министерства иностранных дел Италии Сидней Соннино — в начале войны поддерживавший, а затем расторгший договор Италии с Центральными державами (см. Италия в Первой мировой войне), — неоднократно высказывал свои возражения против публичного суда, опасаясь создать прецедент. Клемансо не разделял сомнений своего итальянского коллеги. Американский президент не имел твёрдых убеждений по данному вопросу: неоднократно выступая с критикой германского милитаризма, символом которого являлся кайзер, Вильсон всё же не был уверен в персональной ответственности Вильгельма. Хотя в число обвинений для потенциального судебного разбирательства входило уничтожение культурных ценностей и ведение Германией неограниченной подводной войны, американские эксперты во главе с Робертом Лансингом были обеспокоены формальной стороной подобного «беспрецедентного» судебного преследования.
В итоге Вильсон заявил в Совете четырёх, что делегатам стоит отказаться от эмоций и оставить бывшего кайзера «наедине со своим позором» — поскольку даже Карл I, «величайший лжец в истории», превратился в героя, когда после казни поэты сделали его мучеником. В качестве компромиссного решения Вильгельма формально обвинили в «величайшем преступлении против международной морали и неприкосновенности договоров» (п. 227) и постановили сформировать особые трибуналы для рядовых немецких военных преступников с требованием к новому правительству Германии выдать их.

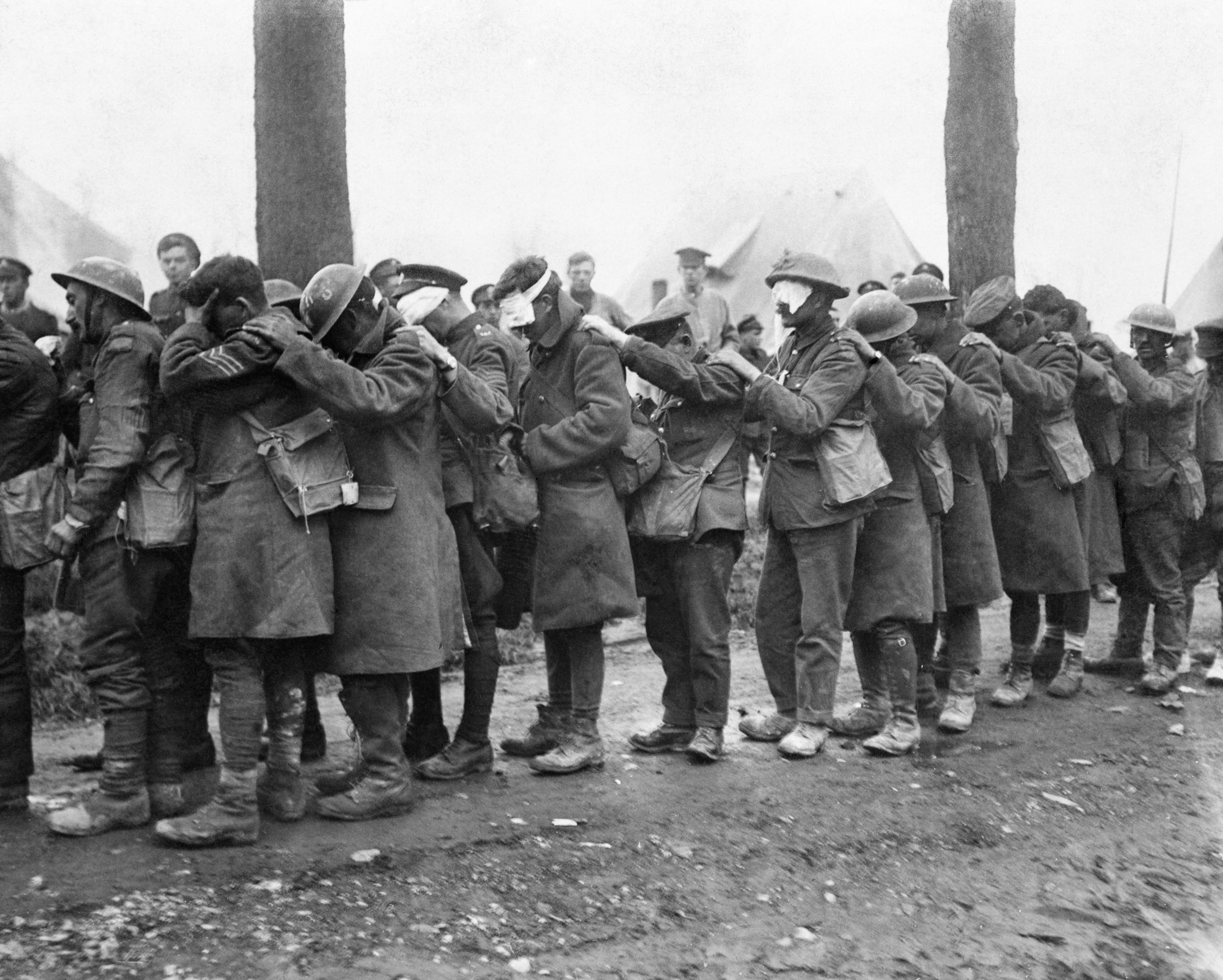
Британские солдаты, ослеплённые в ходе газовой атаки во время битвы на Лисе (апрель 1918)

Когда Нидерланды отказались выдать бывшего кайзера, представители союзников посчитали вопрос закрытым. 25 июня, незадолго до подписания Версальского договора, Совет четырёх в последний раз обсудил данную проблему, в «юмористическом ключе». На вопрос Ллойд Джорджа о том, на какой остров можно было бы сослать кайзера «после суда», Вильсон заметил: «Пожалуйста, только не отправляйте его на Бермуды. Я хочу поехать туда сам!» В итоге Вильгельм II дожил до 1941 года и умер незадолго до вторжения Третьего Рейха на территорию СССР: бывший кайзер писал мемуары и активно боролся против «международного еврейского заговора», который, как он полагал, нёс ответственность как за развязывание Первой мировой войны, так и за его собственное свержение с трона.
Союзники отказались и от попыток судить рядовых немецких военных преступников. Они составили список имён (более 2000 человек), включавший Гинденбурга и Людендорфа, и передали его правительству Германии, которое учредило специальный суд. Из нескольких сотен лиц, указанных в списке, под суд в Лейпциге в итоге попали двенадцать человек; большинство было оправдано, а несколько офицеров подводных лодок, которые отдавали приказы потопить спасательные шлюпки с ранеными, получили по четыре года тюрьмы; офицеры, однако, бесследно скрылись из тюрьмы через несколько недель.

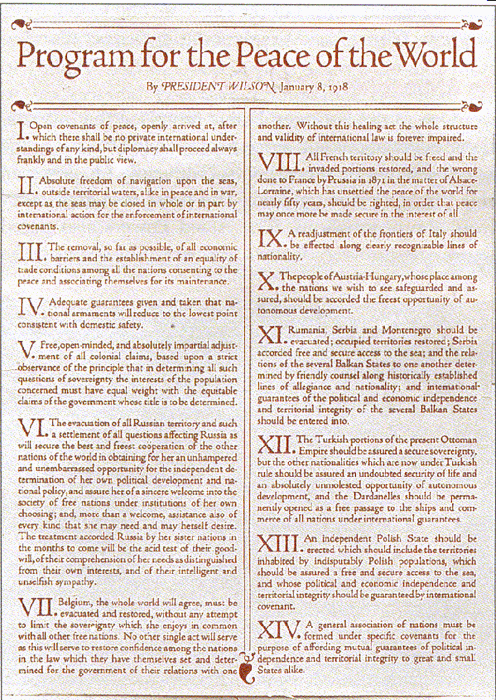
«Программа мира» из Четырнадцати пунктов Вильсона

### Ограничения в отношении вооружённых сил Германии
Обсуждение ограничений, касающихся вооружённых сил Германии, начатое Советом четырёх ещё до перерыва в середине зимы, сразу показало, что иметь дело с Германией как государством значительно сложнее, чем обсуждать судьбу её бывшего лидера. Большинство людей уже в 1919 году было согласно с тем, что милитаризм и наличие значительных вооружённых сил (особенно когда речь идёт о Германии) угрожают миру в Европе: к этому времени уже стали появляться работы, авторы которых утверждали, что именно гонка вооружений привела к Великой войне. В одном из своих «Четырнадцати пунктов» Вильсон прямо говорил о необходимости сокращения вооружений «до предельного минимума, обеспечивающего государственную безопасность».

#### Сухопутные войска
Вопрос об установлении предельной численности новой германской армии требовал от союзников тщательного анализа, поскольку им надо было оставить германским властям возможности для подавления революционных волнений. Большевистская угроза с Востока также не ослабевала, а новые государства Центральной Европы скорее «боролись за выживание», чем выполняли функцию «санитарного кордона». Кроме того, их правительства не проявляли никаких признаков готовности к сотрудничеству. «Организованность», которая, как считали в те годы, была свойственна немцам, оставляла надежду на то, что Германия выступит барьером на пути у сторонников Владимира Ленина и Льва Троцкого. Несмотря на это, Фош опасался оставлять в руках германского правительства сколь-либо значимые вооружённые силы, предлагая ограничить немецкую армию численностью 100 тысяч человек. Именно Фош в своё время настоял на том, чтобы в ноябрьском (1918) соглашении о перемирии на германскую армию были наложены жёсткие ограничения.

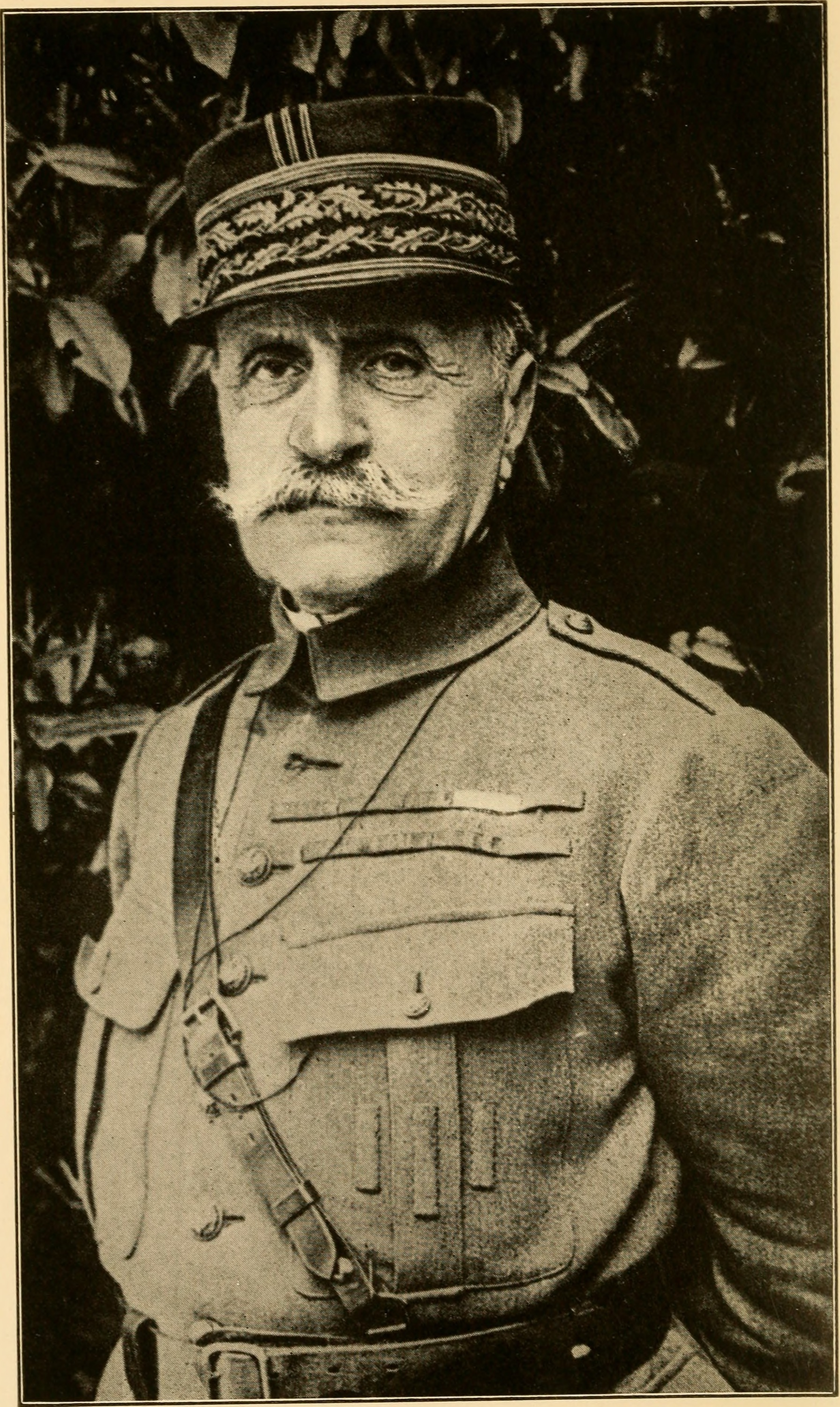
Маршал Фош в 1919 году

Президент Вильсон считал Фоша, имевшего в тот период высокую репутацию как в армейской среде, так и во французском обществе, «воплощением французской мстительности и слепоты». Клемансо, который знал Фоша многие годы, всегда проявлял двойственные чувства к маршалу: отмечая военные таланты Фоша и его готовность сражаться, Клемансо говорил и о том, что во время войны ему приходилось встречаться с Фошем практически каждый день — «чтобы он не наделал глупостей». Религиозность Фоша также не находила понимания у Клемансо, известного своими антиклерикальными воззрениями; Клемансо отказал Фошу в статусе официального делегата на мирной конференции, и Фош присутствовал на заседаниях Совета только по приглашению.
Оставьте людям их кумиров, они должны их иметь.— Клемансо о Фоше
Однажды, когда соглашение о перемирии подошло к дате своего очередного ежемесячного подтверждения, Фош попытался выставить Германии новые условия. 12 февраля 1919 года, после долгих дебатов, Верховный совет Антанты пришёл к компромиссу: продлить перемирие на неопределённый срок, без каких-либо существенных изменений, назначив Фоша главой комитета по разработке военных положений мирного договора. 3 марта комитет предложил Совету свой проект решения: небольшая германская армия без генерального штаба, танков и самолётов. Фош настаивал на незамедлительном принятии своего предложения по сокращению армии Германии до 140 000 призывников, которые будут служить только один год: профессиональная армия, по мнению Фоша, могла стать ядром для быстрого развёртывания более многочисленных вооружённых сил.
Во время заседания Ллойд Джордж отвел Клемансо в сторону и убедил его отказаться от идеи призывной немецкой армии. Фош был поставлен перед фактом только на следующем заседании, и его яростные протесты не подействовали на Клемансо, который уже согласился на сокращение германской армии до 100 000 кадровых военнослужащих. Окончательное решение было отложено до возвращения Вильсона. В итоге Германия осталась скорее с полицейскими силами, чем с армией: со ста тысячами человек в сухопутных войсках и с военно-морским флотом численностью 15 тысяч человек — без военно-воздушных сил, танков, бронированных машин, тяжёлых орудий, дирижаблей и подводных лодок.

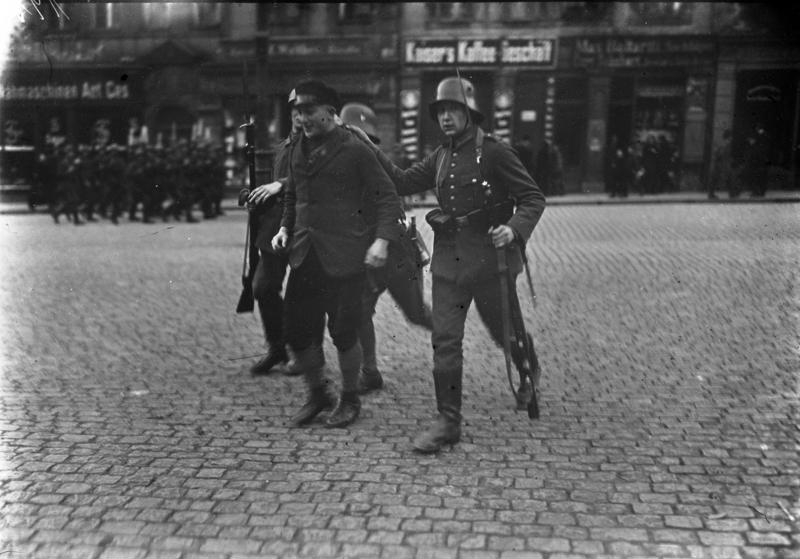
Солдаты рейхсвера участвуют в подавлении рабочих волнений в Саксонии (октябрь 1923)

Большая часть имеющихся у Германии запасов оружия и все укрепления к западу от Рейна — а также вдоль его восточного берега — подлежали уничтожению. Лишь нескольким германским заводам разрешалось производить оружие и боеприпасы, а любой импорт военного снаряжения был запрещён. Численность гражданских чиновников и полиции должна была оставаться на довоенном уровне, а частным обществам — туристическим клубам, ассоциациям ветеранов и иным подобным организациям — запрещалось проводить военную подготовку своих членов. В средних школах и университетах Германии студенты больше не являлись курсантами. Соблюдение наложенных ограничений возлагалось на правительство Германии — под надзором специальной международной контрольной комиссии.

#### Военно-морские силы и береговые укрепления. Гельголанд
Детали военных ограничений обсуждались уже после возвращения Вильсона. Так, британское адмиралтейство предлагало уничтожить Кильский канал, который связывал Балтику и Северное море и таким образом позволял Германии перебрасывать свои крупные корабли, минуя проливы. Передача канала датчанам была исключена, поскольку они не проявили энтузиазма в отношении потенциального источника будущих проблем. Американцы же возражали против передачи канала под международный контроль, опасаясь создавать прецедент для Панамского канала. Компромиссное решение, которое вошло в итоговый договор, заключалось в требовании свободного прохода по каналу для кораблей и судов всех стран, которые находились в состоянии мира с Германией.
Британское предложение разрушить укрепления вдоль всего побережья Германии также вызвало вопросы у американской делегации. Ллойд Джордж предложил решение: разрешить оборонительные укрепления и запретить наступательные. В конце концов, все немецкие береговые укрепления были классифицированы как оборонительные — за исключением тех, которые действительно вызывали беспокойство у британского адмиралтейства.

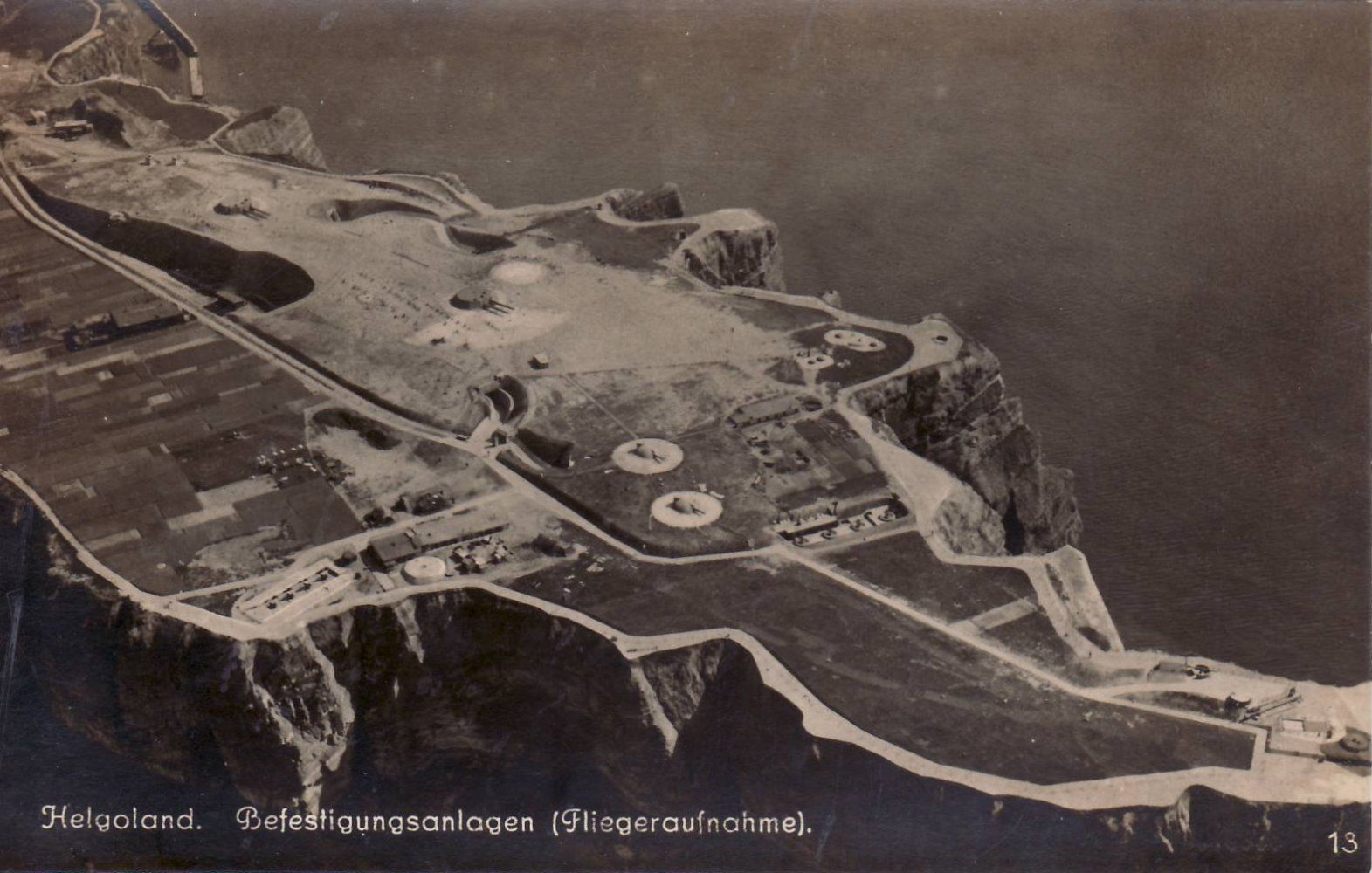
Остров Гельголанд в 1918 году

В Северном море у Германии были два небольших острова — Гельголанд и Дюне (Düne) — которые они получили от англичан в 1890 году в обмен на Занзибар. С появлением самолётов, подводных лодок и дальнобойных орудий и началом англо-германской морской гонки вооружений эти «бесполезные клочки земли» превратились в «грозную военно-морскую базу». Британское адмиралтейство предложило просто забрать их. Французские делегаты были готовы поддержать только разрушение укреплений и гавани. На заседании Совета дошло до обсуждения судьбы волнорезов, за которыми в случае шторма могли укрыться и мирные рыбаки. Поскольку, по словам британских военных, рыбаки могли легко найти себе укрытие и в естественных портах, волнорезы были уничтожены: в 1930-х годах национал-социалисты восстановили как волнорезы, так и укрепления; после Второй мировой войны их снова взорвали.
Когда обсуждение коснулось судьбы германских подводных лодок, английские и американские делегации были единодушны в желании полностью от них избавиться. На этот раз возражения последовали со стороны Франции и Италии: представители Италии хотели поучаствовать в прибыли от продажи металлолома, а французский флот хотел получить десять подводных лодок; остальные были уничтожены.

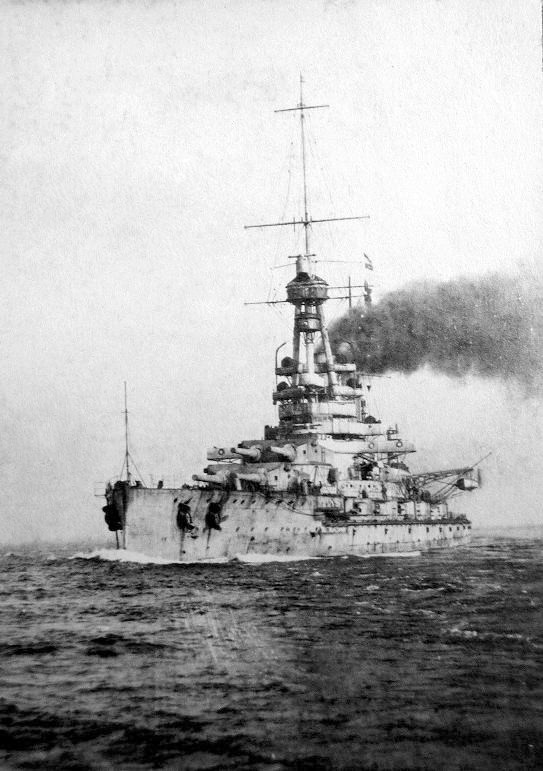
Линкор «Баден» (1916)

То, что получило название «морское сражение в Париже», произошло позже, при попытке раздела надводных кораблей Германии. Первоначально ни американские, ни британские адмиралы не хотели видеть германские корабли в составе своих флотов по причине разнотипности вооружения и оборудования — и, как следствие, сложностей в эксплуатации. Вильсон считал «глупым» уничтожать совершенно новые корабли, хотя Ллойд Джорджу скорее понравилась идея их церемониального затопления посреди Атлантики. Французские и итальянские делегаты возражали: Франция потратила все свои ресурсы на победу в войне на суше и понесла потери на море, которые не могли быть восполнены в ближайшей перспективе. Французским адмиралам поэтому казалось разумным разделить корабли между странами Антанты. Японские представители неуверенно сообщили, что могли бы забрать несколько германских дредноутов.
В связи с разгоравшимся англо-американским соперничеством на море вопрос приобрёл остроту. Британия хотела сохранить доминирование как в мировых океанах, так и в мировой торговле. Расширение американского флота вызывало у неё тревогу. В итоге американская администрация пообещала изменить свою кораблестроительную программу, финансирование которой и так не находило поддержки в Конгрессе.

### Территориальные вопросы
По мнению всех союзников, уменьшению подлежала не только численность армии, но и сама территория Германии. Конкретные цифры и регионы, однако, вызывали разногласия. Польские делегаты требовали передать их стране Верхнюю Силезию (с её угольными месторождениями) и порт Данциг, литовские — порт Мемель. У Франции, Бельгии, Чехословакии и Дании также были свои территориальные притязания.

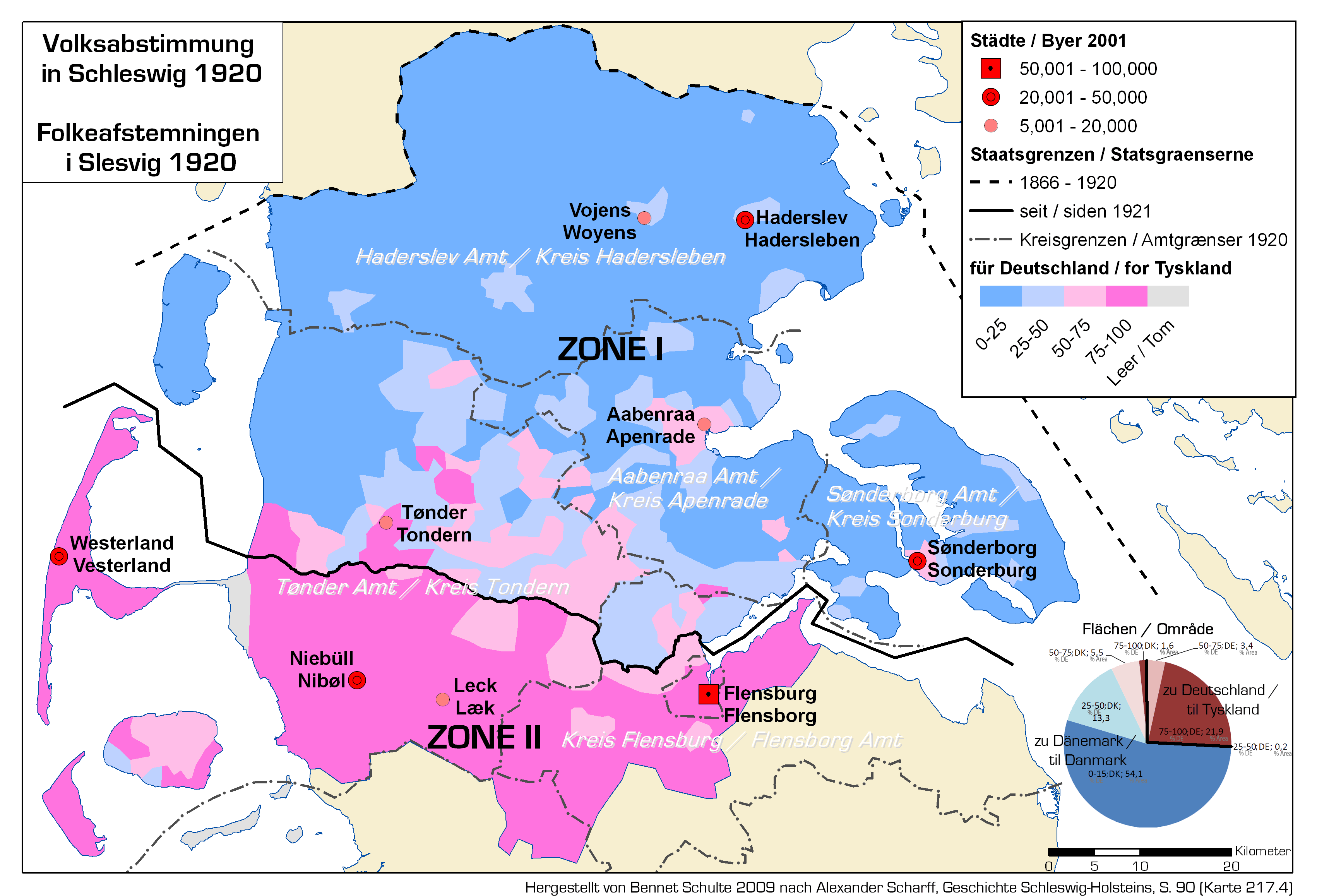
Результаты референдума в Шлезвиге (1920)

#### Дания: Шлезвиг-Гольштейн
Границы новой Германии на северо-западе были урегулированы относительно легко, хотя наличие в регионе Шлезвиг-Гольштейн смешанного (немецко- и датскоязычного) населения и крайне запутанный правовой статус делали проблему этих двух герцогств непростой. Нейтральная Дания, претендовавшая на северную часть региона, просила Конференцию принять решение как можно скорее: крах монархии привёл к появлению в регионе революционных советов, а датскоязычные жители были лишены возможности проводить собрания, окна их домов разбивали, а скот — конфисковывали.
Применение принципа самоопределения наций помогло избежать дискуссии с привлечением многочисленных документов, накапливавшихся долгие столетия. Верховный совет Антанты передал вопрос на рассмотрение комитета, который также рассматривал территориальные претензии Бельгии. Комитет предложил провести плебисцит. Уже после подписания Версальского договора, в феврале 1920 года, под наблюдением международной комиссии было организовано голосование всех мужчин и женщин старше двадцати лет, проживавших в регионе. Результат голосования отразил языковые различия: северная часть проголосовала за присоединение к Дании, а южная — к Германии. Граница была проведена по результатам голосования и сохраняется по сей день. Под контроль бельгийской временной администрации перешли два немецкоязычных округа Эйпен и Мальмеди и район Мореснет; в 1925 году эти территории были включены в состав Бельгии.

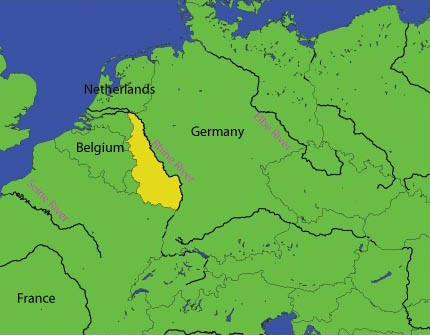
Приблизительные границы Рейнской области

#### Франция: Рейн и Саар
Установление западных границ Германии стало непростой проблемой: для Франции ключевым вопросом Версальского договора было обеспечение послевоенной безопасности. Потребность Франции в компенсации за потери в годы войны и попытка обезопасить себя от нового вторжения вошли в конфликт с декларированным принципом самоопределения наций. С другой стороны, Англия не хотела допустить чрезмерного усиления Франции. Конференция пробудила многовековые страхи британского правительства перед сильной Францией, доминирующей на европейском континенте.
На северной оконечности Эльзаса находились богатые угольные месторождения региона Саар. Франция остро нуждалась в угле, поскольку её собственные месторождения подверглись значительным разрушениям в годы войны. Клемансо сразу же после перемирия напомнил британскому послу, что Великобритания в своё время (в конце Наполеоновских войн) уже рассматривала вопрос о передаче Саара Франции. Премьер-министр надеялся таким образом стереть «горькое воспоминание о Ватерлоо».
Саар, однако, был лишь небольшой частью значительной территории на западном берегу Рейна, судьбу которой необходимо было определить. Клемансо заявлял, что Рейнскую область следует полностью вывести из-под контроля германского правительства, чтобы обеспечить будущую безопасность Франции — он утверждал, что «Рейн был естественной границей Галлии и Германии». Клемансо предлагал создать здесь независимое государство, чей нейтралитет был бы гарантирован союзниками, как это уже было сделано с Бельгией. Клемансо был готов пойти на компромисс по многим другим требованиям Франции, если бы была достигнута его главная цель — безопасность. В частности, он даже был готов принять снижение размера будущих репараций.

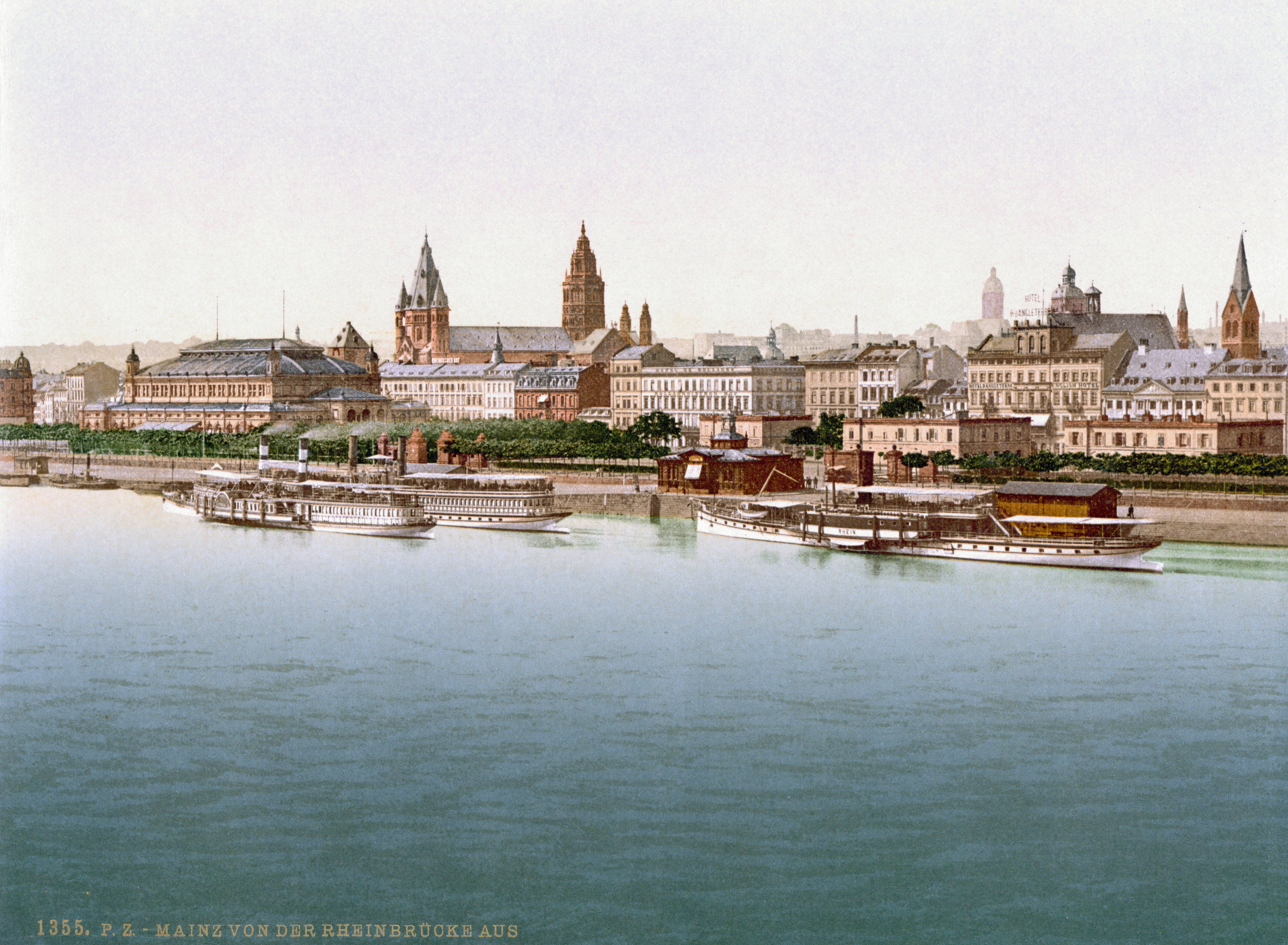
Вид на Майнц с Рейнского моста (фотохром, 1890—1905)

Если Клемансо воспринимал мирный договор как «пакетное соглашение», в котором военные, гражданские и экономические вопросы были тесно переплетены (для него будущая безопасность Франции основывалась как на территориальных, так и на военных и экономических положениях мирного договора), то Фош, мысливший военными категориями, прямо настаивал на передаче Франции территорий вдоль всего Рейна (или на создании в регионе союза независимых государств).
Германия впредь должна быть лишена… всего суверенитета над территориями на левом берегу [Рейна], то есть всех возможностей для быстрого вторжения… в Бельгию и Люксембург…— из меморандума Фоша от января 1919
Французские войска составляли основную часть оккупационных сил в Рейнской области, и многие французские командиры, включая маршала Анри Петена, разделяли взгляды Фоша. Так, генерал Шарль Манжен полагал, что со временем Рейнланд («Прусское Порейнье») станет символом «бессмертной Франции, которая снова возродится как великая нация»; Манжен, чья военная карьера прошла в основном во французских колониях, видел в местных жителях «туземцев», которых можно было «сделать французами» с помощью концертов, фестивалей и, разумеется, «твёрдой руки» (см. ассимиляция). Французские власти были готовы и на экономические уступки для жителей региона — в частности, они уже освободили их от продолжавшейся продовольственной блокады основной территории Германии.
В течение нескольких первых месяцев 1919 года казалось, что подобная тактика может иметь успех: сепаратистские настроения стали популярны среди рейнландцев, преимущественно придерживавшихся католической веры. Так, обер-бургомистр Кёльна Конрад Аденауэр «заигрывал с сепаратизмом», но уже к весне 1919 года он пришёл к выводу, что это было безнадёжным делом: сепаратисты оставались незначительным меньшинством среди местного населения. В итоге, идея создания из реки новой «границы свободы» не получила достаточной поддержки на местах.

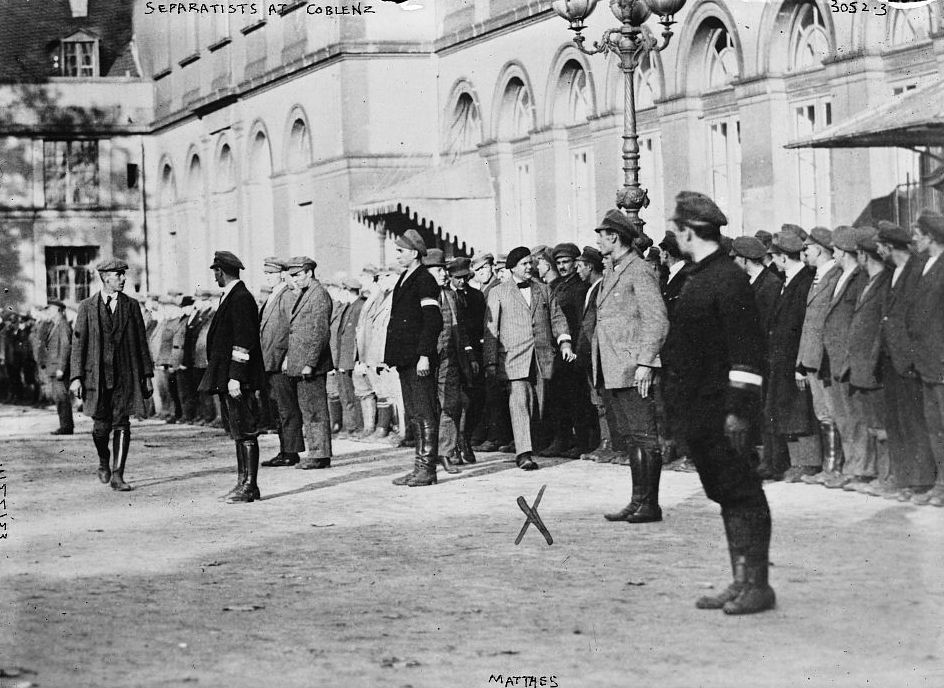
Сторонники независимости «Рейнской республики» (ноябрь 1923)

За передачу Франции прямого контроля над Рейнской областью высказался и французский президент Раймон Пуанкаре. Его мнение получило значительную поддержку среди французов. В газетах появились многочисленные публикации, в которых проводилась мысль о том, что «Рейн всегда был границей между западной цивилизацией и чем-то более тёмным, более примитивным»; многие газеты писали, что Франция призвана «цивилизовать» Рейнскую область, где в своё время располагалась столица империи Карла Великого, что жители Рейна «в действительности являются французами в своих генах и сердцах» — подобное суждение обосновывалось любовью рейнландцев «к хорошему вину, радостям жизни», а также их католицизмом.
Французские чиновники строили многочисленные схемы будущего устройства региона: постоянная оккупация союзными войсками, таможенный союз с Францией и т. п. Некоторые из них заходили в своих планах и далее, полагая необходимым разделение Германии на княжества: так, «уничтожить работу Бисмарка» предлагал в последние дни войны французский МИД в своём официальном меморандуме. Американские делегаты не разделяли подход французских коллег, полагая, что будущую безопасность Франции обеспечит Лига Наций. Ллойд Джордж не имел определённого мнения: он опасался создания «новых Эльзаса и Лотарингии».
В своих рассуждениях Фош часто повторял, что его идеи поддерживает и политическое руководство Франции; при этом точные намерения самого Клемансо никогда не станут известны: когда всего через несколько лет после заключения Версальского договора МИД Франции попытался подготовить краткую историю переговоров о Рейнской области, в его архивах не удалось обнаружить ни одного документа по данной теме. Сам Клемансо ещё при жизни сжёг большую часть своего архива. Известно только, что в первые месяцы мирной конференции Клемансо проявлял заинтересованность в Лиге Наций и не участвовал в дискуссии о Рейнской области. Он напрямую не затрагивал этот вопрос в своих разговорах с Вильсоном до временного возвращения последнего в США. По выражению Ллойд Джорджа, не блиставшего знанием географии, «старый тигр [прозвище Клемансо] хочет, чтобы медведь-гризли вернулся в свои Скалистые горы, прежде чем тигр начнёт рвать немецкую свинью!»

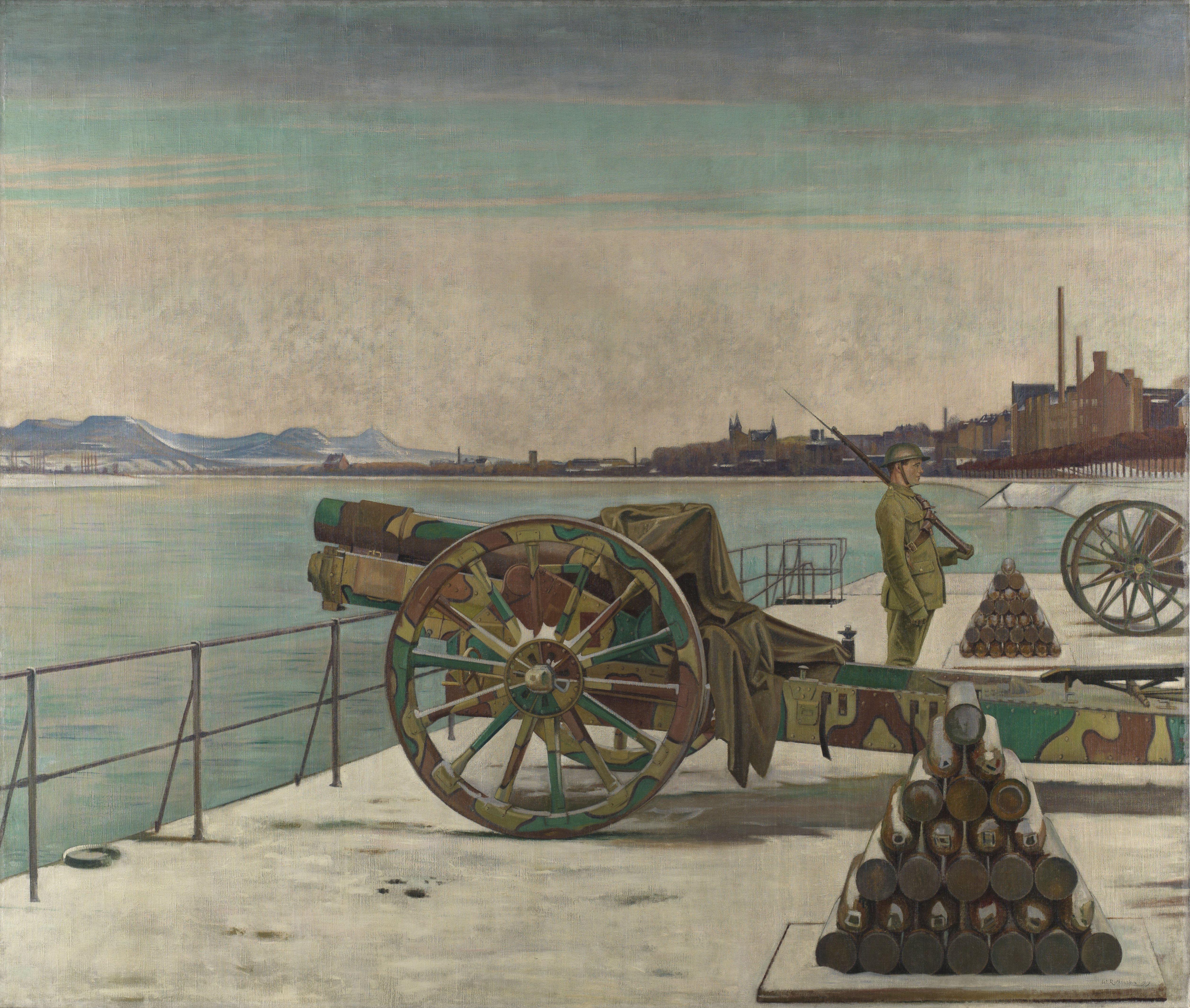
«Вахта на Рейне» (У. Ротенштейн, 1919)

25 февраля помощник Клемансо Андре Тардьё наконец представил официальное заявление Франции по Рейнской области, которое он подготовил по указанию Клемансо: Франция требовала, чтобы западные границы Германии проходили по Рейну, а союзные войска заняли плацдармы на восточном берегу реки на постоянной основе. Тардье заявил, что правительство Франции не желает аннексии какой-либо части Рейнской области, но не указал, кем и как она должна управляться.
Мы расценили это как прямое и бесчестное предательство одного из основополагающих принципов, за который союзники боролись в годы войны и который они выдвинули перед своим народом…— Ллойд Джордж
С более реалистичных позиций Ллойд Джордж отметил, что попытка разделить Германию не сработает в долгосрочной перспективе: «между тем она вызовет бесконечные трения и может спровоцировать ещё одну войну». Вильсон, находившийся в тот период в США, был столь же твёрд: «Этого не будет», поскольку «аннексия данной территории даст повод для ненависти и усилит на всей территории Германии готовность возобновить войну». Президент приказал своему ключевому советнику, полковнику Хаузу, не предпринимать в его отсутствие никаких самостоятельных действий по Рейнской области — Вильсон предполагал решить проблему лично.
В попытке прийти к компромиссу Ллойд Джордж, Клемансо и Хауз провели тайные переговоры в узком кругу — за несколько дней до того, как корабль Вильсона вновь пришвартовался в Европе. На этих переговорах Тардье уже открыто выступил за создание независимого Рейнского государства: «Франция никогда не будет удовлетворена, если не будет защищена от повторения 1914 года». По его мнению, Франция имела право на то, чтобы в случае новой войны боевые действия происходили не на французской земле. Личный секретарь британского премьера Филипп Керр ответил ему, что Британия не видит возможности ни для отделения Рейнской области от Германии, ни для постоянного размещения там своих войск — поскольку и британское общественное мнение, и правительства доминионов выступают против этого. Одновременно Керр заверил Тардье, что британские вооружённые силы вновь придут на помощь Франции, если Германия нападет на неё. Тардье указал своему коллеге, что они, вероятно, не успеют прибыть вовремя. Американский представитель преимущественно молчал, и переговоры не приблизили компромисс. К тому моменту, когда Вильсон должен был вернуться в Париж, был достигнут значительный прогресс по военным положениям договора — но границы Германии, включая Рейнскую область, были далеки от окончательного урегулирования, а сложный вопрос о репарациях, тесно связанный с новыми границами, оказался в тупике.

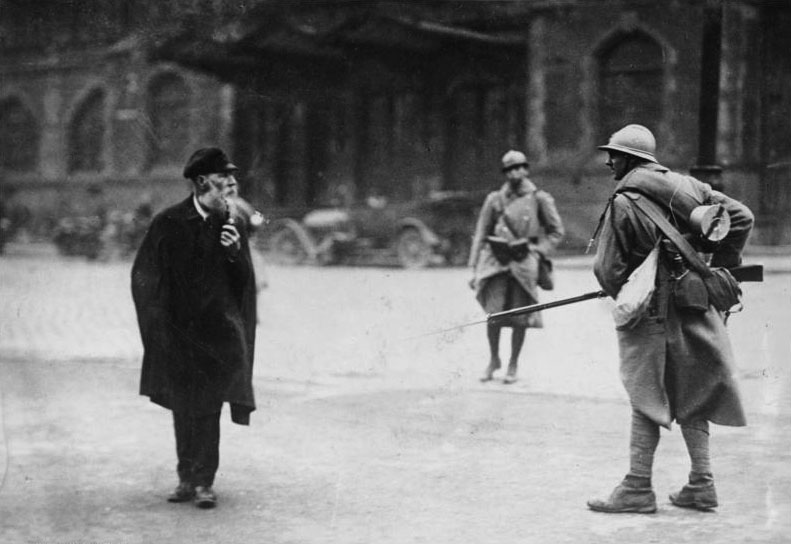
Французские солдаты в Руре (1923)

Когда вечером 13 марта корабль Вильсона вновь прибыл в Брест, Хауз уже был там и передал президенту черновик договора. Если сам полковник полагал, что он просто проинформировал американского лидера, то миссис Вильсон, которая с неприязнью относилась к влиятельному советнику своего мужа, заявила, что президент был в шоке: «он предпринимал сверхчеловеческие попытки, чтобы контролировать себя». По словам жены, Вильсон воскликнул, что «Хауз отдал всё, чего я добился до того, как мы уехали из Парижа». Фрэнсис Грейсон, племянница Вильсона, позже добавила, что президент «с ужасом» обнаружил, что Хауз не только согласился на создание независимой Рейнской республики, но и преуменьшил значение Лиги Наций — удалив упоминания о ней из текста договора. Сегодня известно, что Хауз не сделал ни того, ни другого — он, скорее, переоценил своё знание намерений президента — но противники Хауза были рады поддержать данную версию.
Хотя Вильсон и Хауз продолжили регулярное общение, по Парижу начали ходить слухи, что у советника больше нет доверия «хозяина» — что, в свою очередь, повлияло на дальнейший ход мирных переговоров. Ллойд Джордж, однако, полагал, что основной конфликт между Вильсоном и Хаузом проявился позже — в апреле, когда он сам, Клемансо и Хауз встретились в апартаментах последнего в отеле «Крильон». Хауз пытался сгладить разногласия между Вильсоном и представителями Италии по поводу статуса Адриатики, когда неожиданно для всех в комнату вошёл Вильсон, предположивший, что у него за спиной плетутся какие-то интриги.
Тот черновик, что Хауз предположительно передал Вильсону в Бресте, был предварительным «военно-экономическим договором», который оставлял сложные вопросы о границах и репарациях на будущее. Вильсон же полагал, что вначале следует составить и подписать устав Лиги Наций — и только после этого заниматься договором. Лишь под давлением Ллойд Джорджа он согласился с принятым без него решением о численности будущей немецкой армии. Дальнейшее обсуждение проблемы стало причиной одного из самых масштабных кризисов всей Парижской конференции.

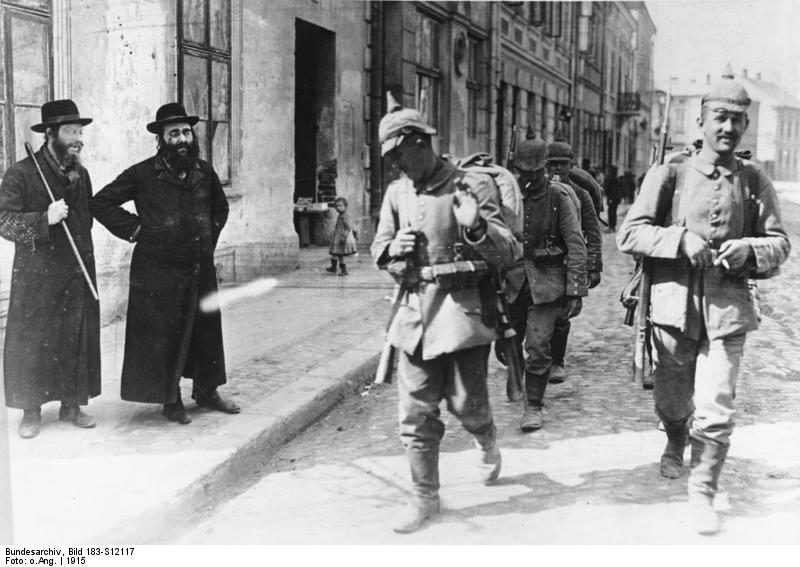
Патруль германской армии в Западной Галиции (Новы-Сонч, 1915)

#### Польша: Силезия и Данциг
К моменту начала Парижской мирной конференции ситуация в польскоязычных регионах Центральной Европы, ранее относившихся к разным сторонам конфликта (Германской империи и Австро-Венгрии, с одной стороны, и Российской империи, с другой), была крайне сложной. Многим казалось, что многолетняя активность польских эмигрантов, революционеров, художников и интеллектуалов по восстановлению Польши как независимого государства могла, наконец, принести плоды. При этом сразу несколько групп претендовали на статус нового польского правительства: крупнейшими были Польский национальный комитет (пол. Komitet Narodowy Polski), основанный в Лозанне и находившийся в 1919 году в Париже, и Временный государственный совет, созданный в 1917 году немецкой администрацией в Варшаве. Во главе первого стоял публицист Роман Дмовский; второй возглавлял революционер и военный Юзеф Пилсудский; обе структуры имели свои вооружённые силы (см. Голубая армия).
Значительным политическим влиянием обладал и «самый известный поляк» того времени, пианист Игнаций Падеревский, выступавший в американском Белом доме; сторонники Падеревского полагали, что именно он был инициатором внесения «польского вопроса» (п. 13) в «Четырнадцать пунктов» Вильсона. Каждая из групп по-своему видела как границы будущей Польши, так и её государственное устройство, включая судьбу многочисленных меньшинств. Об антисемитизме и несговорчивости, свойственным всем основным участникам, было известно в Париже.

##### Польская делегация
Когда французские представители, поддерживавшие Дмовского, попытались добиться признания его Национального комитета единственным представителем польского народа, их английские и американские коллеги предложили более умеренный вариант: они призвали Дмовского создать коалицию с Пилсудским, а Падеревского — выступить в качестве посредника. В декабре 1918 года британцы устроили возвращение Падеревского на корабле HMS «Condor» в Варшаву, где он встретился с Пилсудским: лидеры договорились, что Пилсудский, уже разоруживший немецкие части в городе, станет главой государства и главнокомандующим вооружёнными силами, а Падеревский займёт пост премьер-министра во главе технического коалиционного правительства; кроме того, по настоянию Пилсудского было условлено, что Падеревский и Дмовский станут официальными польскими делегатами в Париже.
Падеревский был ещё в Варшаве, когда открылась конференция — так что в январе от имени Польши перед Верховным советом Антанты мог выступить только Дмовский. Пилсудский же из Варшавы направил в Совет просьбу о срочной поставке оружия и боеприпасов для десяти тысяч своих солдат; французские представители в ответ предложили переправить в Варшаву армию под командованием генерала Галлера (Халлера), сформированную во Франции из польских эмигрантов и военнопленных. Поскольку наиболее удобным путём был занятый германской армией Данциг — а сама армия Халлера находилась на стороне Дмовского — подобный шаг мог, по мнению США и Великобритании, привести к началу гражданской войны. Когда немецкие власти узнали об идее переправки дополнительных войск, они также начали активно протестовать. В итоге войска Халлера прибыли в Польшу по суше, и только в апреле.

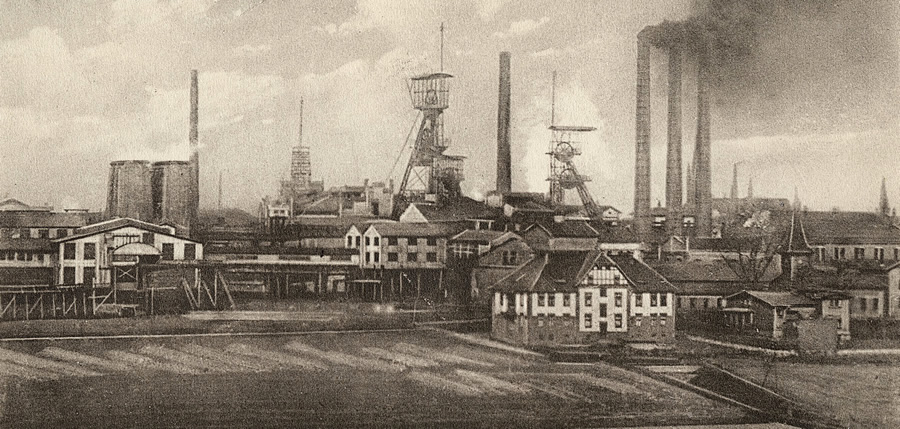
Угольная шахта в Верхней Силезии (1923)

29 января Дмовского пригласили в Совет, чтобы он объяснил, что происходит в Польше, — он воспользовался данной возможностью, чтобы изложить польские территориальные претензии, как он их понимал. Дмовский заявил, что новое государство не собирается претендовать на всё, что когда-то относилось к Речи Посполитой, поскольку многие части Литвы и Украины утратили «польский характер». С другой стороны, новая Польша, по его мнению, должна была получить значительную часть восточной Германии: он подтверждал, что большая часть региона никогда не относилась к Польше, но в нём проживало много поляков — гораздо больше, чем указывалось в германской статистике, — и что «эти поляки были одними из самых образованных и высококультурных в стране, они обладали сильным национальным чувством и являлись людьми с прогрессивными идеями». Кроме того, Польша нуждалась в угольных месторождениях Силезии и Тешина. Во время доклада Дмовского Ллойд Джордж проявлял явные признаки нетерпения, а Вильсон «рассматривал картины на стенах» зала заседаний — однако впоследствии и Клемансо, и Ллойд Джордж вспоминали его речь как «выдающуюся», отдельно выделяя совершенное владение Дмовским как французским, так и английским языками.
Действия Пилсудского, который ввёл польские войска на территорию Германии в районе Познани, а также в Литву и Галицию, не находили поддержки у лидеров Антанты. Сложность, однако, заключалась в отсутствии у Антанты возможности помешать подобным действиям: союзники могли отказать в поставках оружия, но эти поставки не были решающими для Варшавы; Антанта могла угрожать применением военной силы, но для этого у неё было недостаточно воинских частей в Центральной Европе. Падение правительства Пилсудского, осложнившего свои отношения с Парижем требованием незамедлительной присылки 50 000 американских солдат, также могло открыть путь на запад большевикам (см. Советско-польская война). В итоге участники Парижской конференции адресовали польским властям послания с выражением своей обеспокоенности и направили ознакомительные миссии, которые должны были предоставить информацию о происходящем, — в регион были отправлены и военные эксперты, включая молодого французского полковника Шарля де Голля.

Языковая ситуация в провинции Западная Пруссия по данным на 1910 год

##### «Польский коридор». Алленштайн
В феврале Верховный совет Антанты создал специальную комиссию по польским делам под руководством Жюля Камбона. Перед комиссией встала практически неразрешимая задача по установлению польских границ на основе «Четырнадцати пунктов»: ей требовалось предоставить Польше выход к Балтийскому морю, передав ей только польскоязычные территории Германской империи. Если преобладание поляков вокруг Вильно было очевидным, то этнический состав остальных регионов вызывал вопросы: при желании местное население можно было считать и преимущественно белорусским, и украинским, и немецким. При этом городское население было польско-еврейским или немецким (в частности, в Данциге).
На востоке Германии ситуация была схожей: поляки веками продвигались на север к Балтике, а немцы — на восток. В итоге, вдоль восточных берегов Балтики городское население в основном говорило по-немецки; в сельской местности крупными землевладельцами были немецкоязычные «прибалтийские бароны». Восточная Пруссия также была в основном немецкоязычной и протестантской. Вскоре стало понятно, что для того, чтобы дать Польше выход к морю, потребуется передать под контроль нового польского государства сотни тысяч немцев и перерезать сухопутный путь из западной части Германии в Восточную Пруссию.

Польский коридор и Данциг (зелёный)

Вопросы «этнической принадлежности» населения Восточной Европы были столь же условны, как и в других регионах мира. Британские и американские эксперты согласились отдать предпочтение языковым границам, но при этом передать Польше контроль над ценными ресурсами и железными дорогами региона. Их французские и итальянские коллеги заняли аналогичную позицию, хотя и стремились помимо этого создать для Польши такие границы, которые можно было бы легко защитить в случае нападения Германии или России — даже если это означало бы включение в состав населения Польши «неполяков». Японские представители мало высказывались по данному вопросу.
Комиссия подготовила свой первый доклад о границе между Польшей и Германией, которая должна была стать частью Версальского мирного договора, через несколько дней после возвращения Вильсона из США. Согласно этому докладу, Польша получала доступ к Балтийскому морю по узкой полосе территории вдоль Вислы. Этот «Польский коридор» делал Восточную Пруссию эксклавом новой Германии и «отдавал» почти два миллиона немцев под власть Варшавы. Только в регионе компактного проживания польскоязычных протестантов вокруг Ольштына (Алленштайна) предполагалось провести плебисцит. (В 1920 году в результате плебисцита Алленштайн стал частью германской Восточной Пруссии).

##### Данциг и Мариенвердер
Верховный совет Антанты рассмотрел доклад специальной комиссии по польским вопросам 19 марта. Ллойд Джордж посчитал рекомендации в целом удачными, но выразил озабоченность по поводу предлагаемой передачи Польше порта Данциг и района Мариенвердер. По мнению премьер-министра, передача столь явно «немецких» территорий создавала опасность для будущего всей Польши, порождая «новые Эльзас и Лотарингию». Узнав о такой позиции британца, Дмовский, разделявший популярную в те годы точку зрения о существовании в мире «зловещих капиталистических сил, противостоящих сильной Польше», в частном разговоре «откровенно» назвал Ллойд Джорджа «еврейским агентом». Современные исследователи полагали, что Ллойд Джордж скорее слабо верил в то, что Польша вообще выживет как независимая страна.
Польша является историческим провалом и всегда будет провалом, и в этом Договоре мы пытаемся отменить вердикт истории.— член британского военного кабинета Ян Смэтс

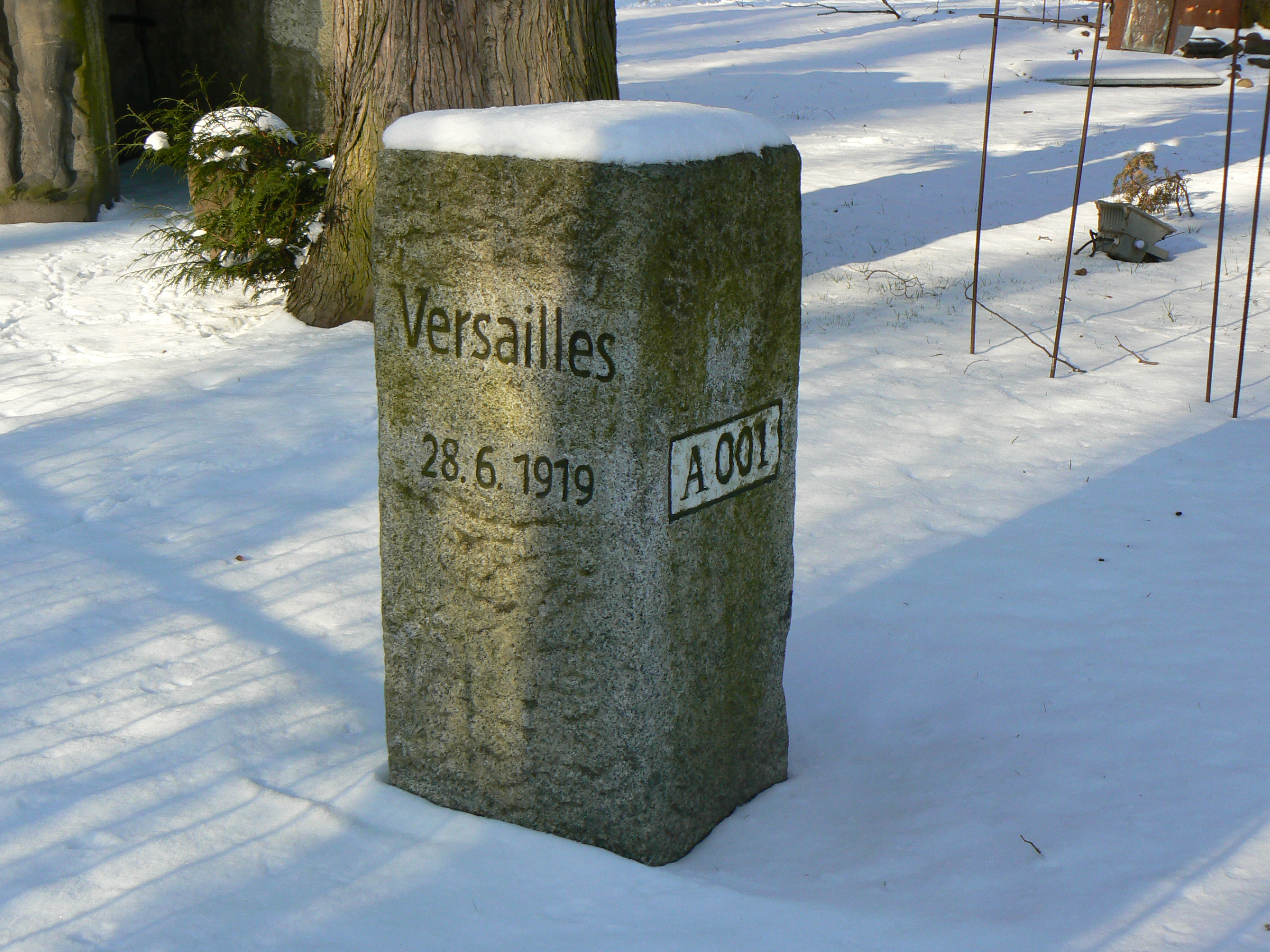
Копия пограничного знака, которым была отмечена граница между Польшей и Данцигом

В своём меморандуме из Фонтенбло Ллойд Джордж предложил сделать Данциг «свободным городом»; Клемансо был не согласен, апеллируя к страданиям, перенесённым местным населением под властью Германской империи. Вильсон мало высказывался по вопросу — исследовательница МакМиллан полагает, что он увязывал решение по Данцигу с ситуацией в италоязычном Фиуме. Позже британский и американский лидеры встретились в частном порядке и решили, что Данциг должен стать независимым городом и что в Мариенвердере будет проведён референдум. 1 апреля они уговорили и Клемансо, «обнадёжив» его тем, что по мере укрепления экономических связей Данцига с Польшей его жители, «подобно подсолнухам», сами повернутся к Варшаве — чего сам Клемансо ожидал от жителей Саара. Узнав о планах миротворцев, польская делегация «пришла в ярость»; Падеревский, по словам Клемансо, расплакался — Вильсон отнёс это к «высокой чувствительности» артиста.

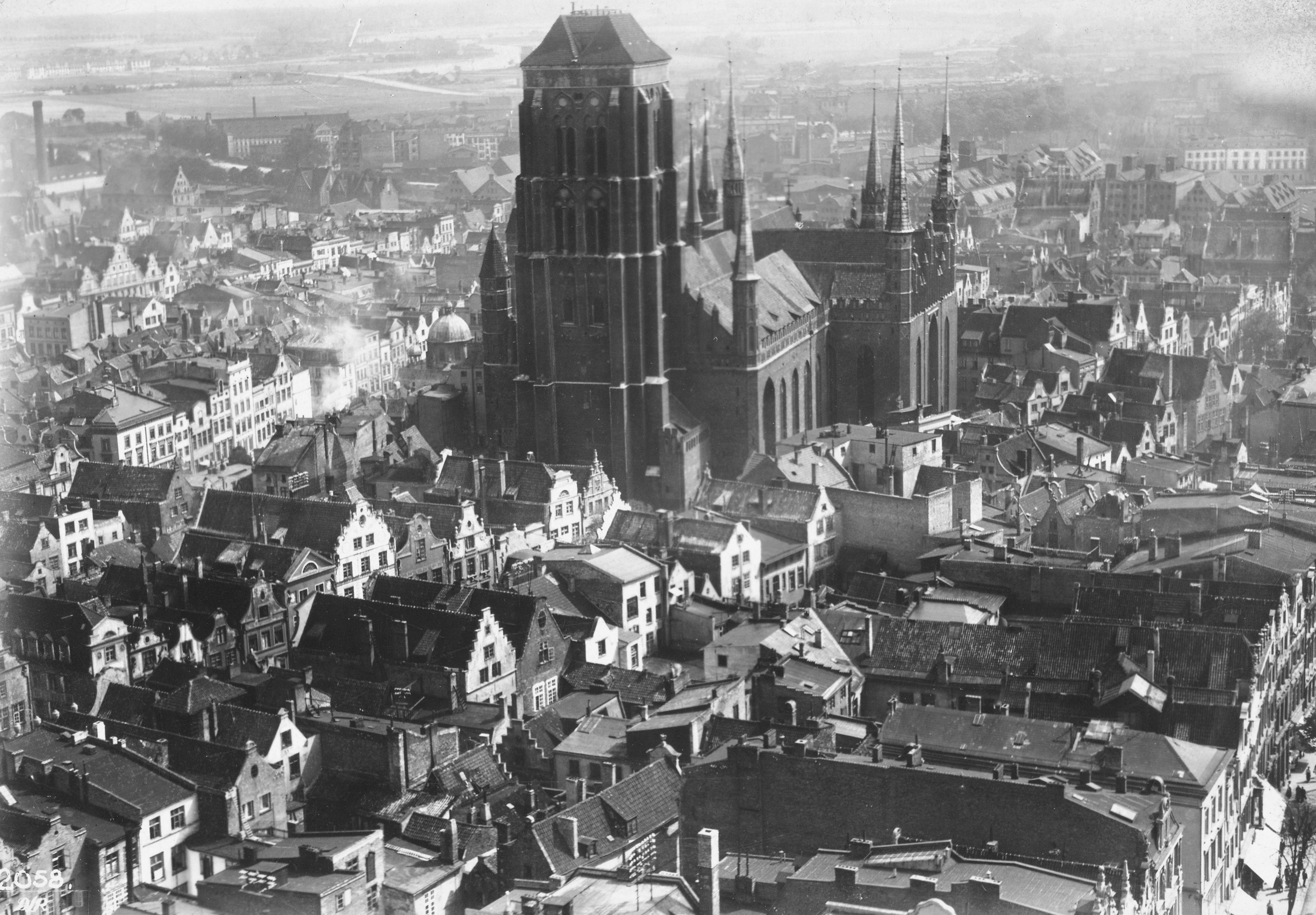
Вольный город Данциг около 1920 года

В итоге «Польский коридор» значительно сократился в размерах: когда в Мариенвердере был проведён плебисцит, его население подавляющим большинством проголосовало за присоединение к Веймарской республике, что оставило одну из железнодорожных линий, соединявших Варшаву и Данциг, под германским контролем. Сам порт Данциг стал «вольным городом» под эгидой Лиги Наций — он находился в таможенном союзе с Польшей; подобная передача управления немецкоязычной территорией международной организации позволила, с формальной точки зрения, не нарушить принципы, изложенные в «Четырнадцати пунктах». Согласно условиям мира, Польша и Германия должны были подписать отдельный договор, в рамках которого Польше гарантировались возможности для морской торговли, от доступа к докам до использования телефонной инфраструктуры. И «коридор», и порт привели к многолетним спорам между правительствами двух стран: в сентябре 1939 году Данциг стал одним из первых городов, захваченных Третьим Рейхом, в рамках того, что Гитлер называл «разрывом цепей Версаля».

Языковая ситуация в провинции Силезия по данным на 1905—1906 годы

##### Верхняя Силезия
Следующей проблемой, решавшейся в Париже, стал вопрос о Верхней Силезии — регионе площадью около 11 000 квадратных километров на юге предполагаемой польско-германской границы. Индустриальный регион с угольными шахтами и металлургическими заводами предполагалось передать Польше на том основании, что около 65 % его жителей говорили по-польски. Немецкие власти выступили с протестом, поскольку силезские шахты производили четверть всего годового объёма угля Германии, а также 81 % цинка и 34 % свинца. Правительство Германии утверждало также, что таким образом нарушался и принцип самоопределения, поскольку население Верхней Силезии было преимущественно немецким и чешским — а местные поляки, на диалект которых сильно повлиял немецкий язык, никогда не проявляли ни малейшего интереса к делу возрождения Польши. Кроме того, экономическое благополучие региона зависело от немецкой промышленности и немецкого капитала. Польша и без того имела достаточно угля, а Германия с потерей Саара оказалась в крайне сложном положении: «Германия не сможет существовать без Верхней Силезии; Польше же она не нужна». Если Германия утратит Верхнюю Силезию, заявили в МИД Германии, она не сможет выполнить другие свои обязательства по договору, включая выплату репараций.

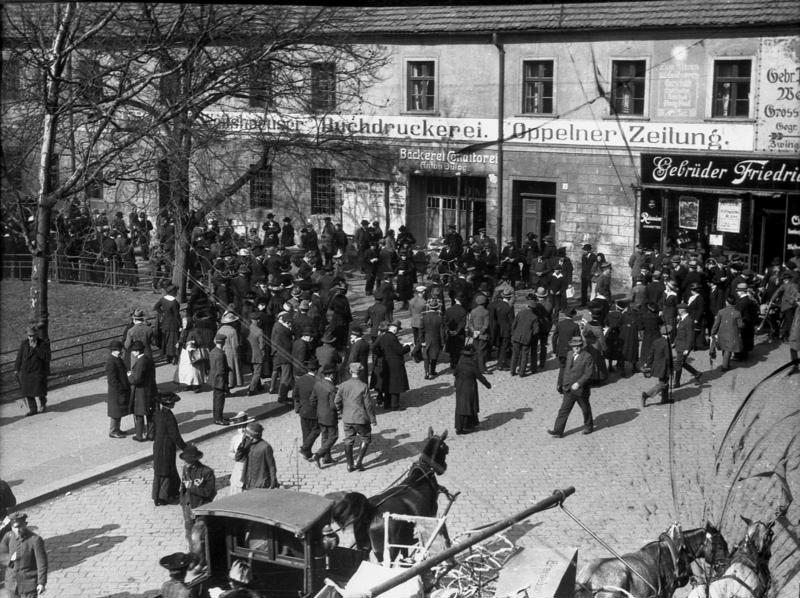
В ожидании подведения итогов плебисцита (Оппельн, 1921)

30 мая Ллойд Джордж обсудил эту проблему и выводы комиссии с издателем Джорджем Ридделем, указав на угрозу для репарационных платежей; на следующий день он созвал ключевых членов своего кабинета министров на экстренное заседание и 1 июня получил формальное разрешение попросить Совет изменить условия мира, касавшиеся Верхней Силезии, и провести в ней плебисцит. Коллеги Ллойд Джорджа в Совете не были готовы к изменению того, что они так долго согласовывали: 3 июня Клемансо выступил категорически против идеи плебисцита. Вильсон согласился с ним, полагая, что результаты будут необъективны, поскольку крупные землевладельцы и капиталисты региона были немцами. В ответ Ллойд Джордж предложил ввести войска союзников для наблюдения за голосованием: «Лучше отправить американское или английское подразделение в Верхнюю Силезию, чем двинуть армию на Берлин». Вильсон постепенно стал соглашаться с идеей плебисцита; Клемансо последовал за американским лидером. Падеревский безрезультатно протестовал.
Организация голосования заняла несколько месяцев. Отчасти причиной этого стало резкое ухудшение ситуации в Верхней Силезии и восстание польского населения против немецкой администрации; союзники же долго не могли найти необходимых войск. В марте 1921 года голосование наконец состоялось. Жители севера и запада региона выбрали Веймарскую республику, а южане — Польшу; центральный регион, промышленность которого и стала причиной конфликта, разделился почти поровну. В конечном итоге вопрос был передан в Лигу Наций, где четыре нейтральные державы — Бельгия, Китай, Испания и Бразилия — провели линию границы, оставив 70 % территории за Веймарской республикой, но передав большую часть промышленных предприятий Польше. В 1922 году Германия и Польша завершили «крайне конфронтационный» период, подписав один из самых многостраничных договоров в истории международных отношений: они договорились как об экономическом и политическом сотрудничестве, так и о защите меньшинств в регионе.

#### Колонии

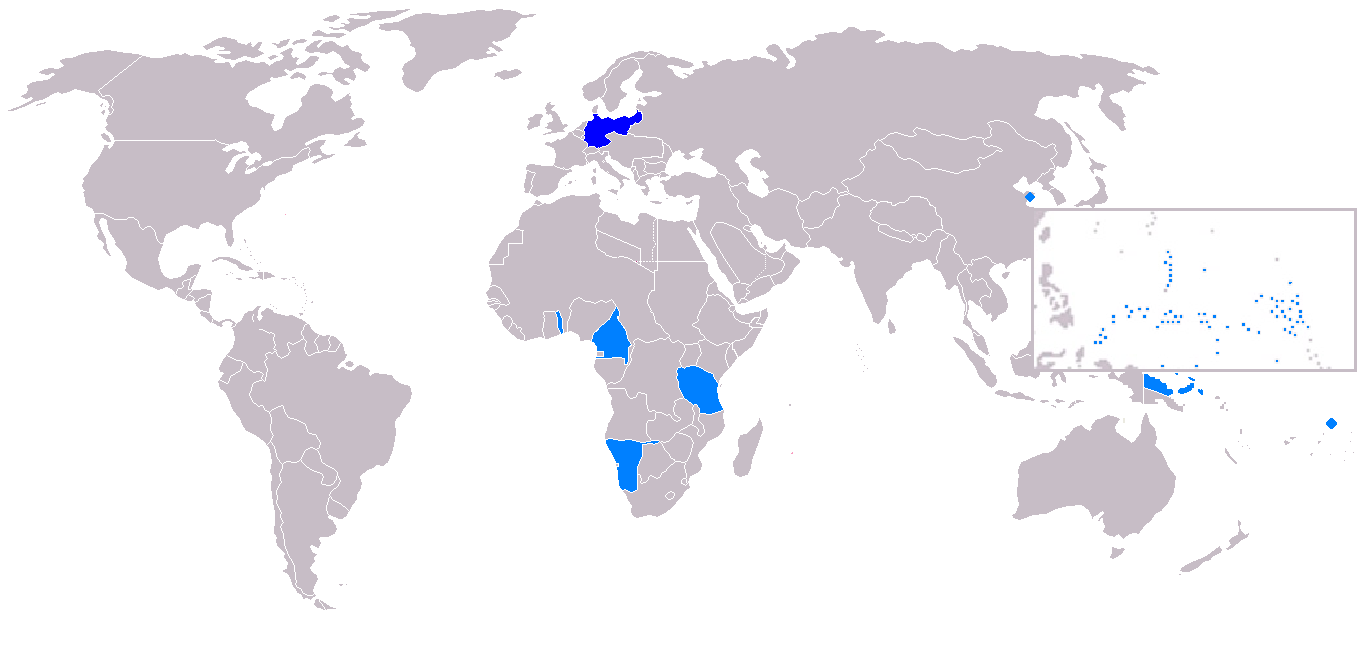
Мандатные территории Лиги Наций

##### Мандатные территории
По условиям мирного договора Германия лишалась всех колоний, которые позднее перешли под управление основных держав-победительниц на основе системы мандатов Лиги Наций. В Африке Танганьика стала подмандатной территорией Великобритании, район Руанда-Урунди — подмандатной территорией Бельгии, «Треугольник Кионга» (Юго-Восточная Африка) был передан Португалии. Кроме того, Великобритания и Франция разделили территории Того и Камеруна, а ЮАС получил мандат над Юго-Западной Африкой. В Тихом океане в качестве подмандатных территорий к Японии отошли принадлежавшие Германской империи острова севернее экватора, а к Австралийскому Союзу — Германская Новая Гвинея; Новая Зеландия получила контроль над островами, образующими Западное Самоа. Германия также отказывалась от всех концессий и привилегий в Китае, от прав консульской юрисдикции и от всей собственности в Сиаме; Германия разрывала все договоры и соглашения с Либерией; новое германское правительство обязывалось признать протекторат Франции над Марокко и протекторат Великобритании над Египтом.

##### «Шаньдунский вопрос»
30 апреля 1919 года делегаты Парижской конференции отвергли все претензии китайской делегации и оставили под контролем японских властей районы, захваченные осенью 1914 года у Германской империи Японией и Британией. В ответ в Китае началось «Движение 4 мая», под влиянием которого Веллингтон Ку отказался подписывать в Париже мирный договор; в сентябре китайское правительство объявило о прекращении состояния войны с Германией. После подписания в 1921 году Китаем и Германией сепаратного мирного договора, урегулирование «Шаньдунского вопроса» взяли на себя США. В ходе Вашингтонской конференции правительство Японии 4 февраля 1922 года подписало соглашение о возвращении Китаю как территории бывшей германской колонии, так и железной дороги Циндао — Цзинань; взамен японские граждане получили в Шаньдуне особые права.

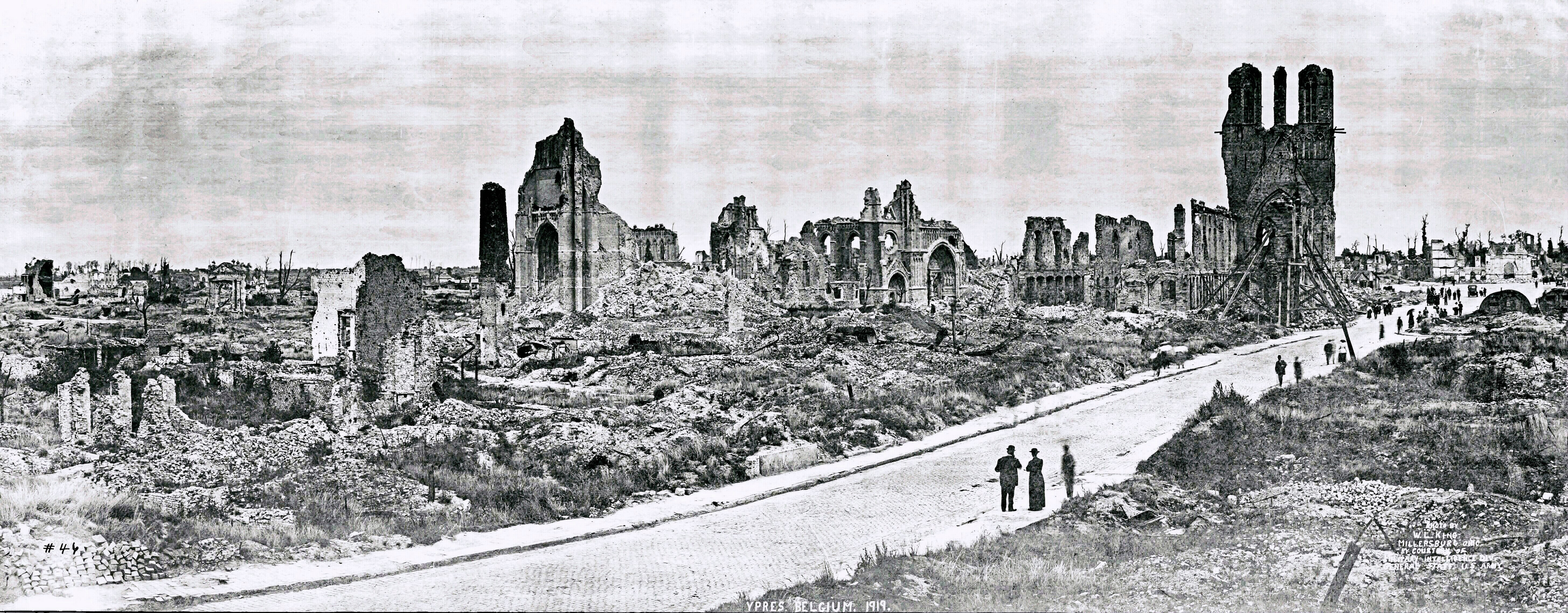
Руины на месте города Ипр (1919)

### Репарации
Проблема репараций, стоявшая перед участниками Парижской конференции, была одновременно очень простой и предельно сложной. Простоту проблемы сформулировал Ллойд Джордж, сказав, что «кто-то должен был заплатить [за разрушения Великой войны]. Если Германия была не в состоянии платить, это означало, что придётся заплатить британскому налогоплательщику». Сложность была в «составлении счёта к оплате» и выяснении того, сколько Германия в действительности могла заплатить. Сам термин «репарации» в будущем договоре вызвал разногласия в Совете: в соглашении о прекращении огня упоминалось о компенсации «ущерба», но не уточнялось, что именно следовало считать «ущербом». В результате было неясно, действительно ли речь идёт о компенсации ущерба от войны или репарации фактически являются классической контрибуцией, налагавшейся на проигравшую сторону по окончании многочисленных войн XVIII—XIX веков?
Вопрос о репарациях вызвал больше сложностей, раздоров, тяжёлых чувств и задержек в ходе Парижской мирной конференции, чем любой другой пункт [Версальского] договора.— американский банкир Томас В. Ламонт

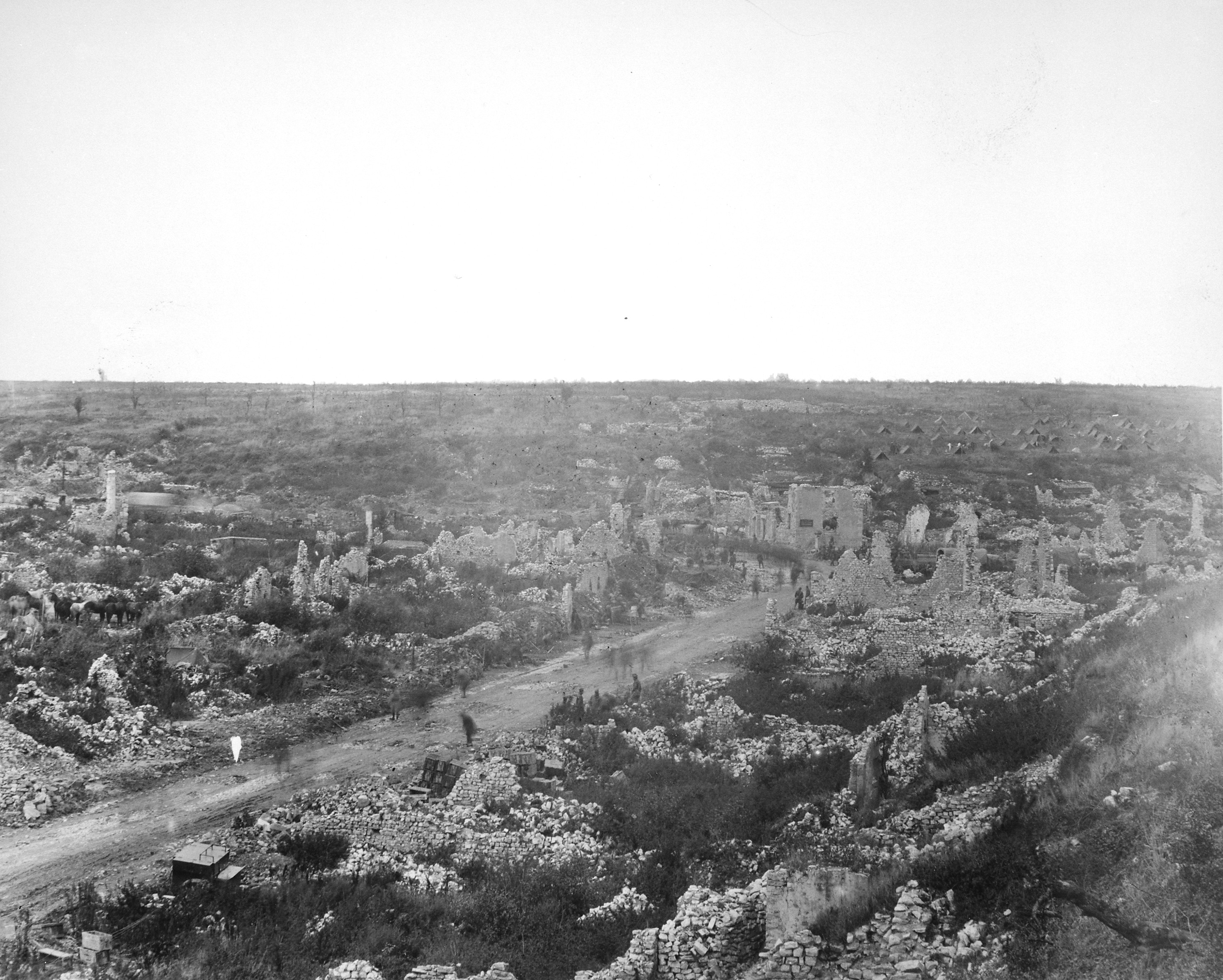
Одна из разрушенных французских деревень (Мёз, 1918)

Представители Нового Света заняли «высокую моральную позицию»: они ничего не хотели для себя, но рассчитывали, что европейцы вернут деньги, которые американское правительство и банки одолжили им во время войны. Для европейцев репарации были как способом безболезненно погасить свои долги, так и возможностью восстановления народного хозяйства. Франция понесла самый крупный прямой ущерб, поскольку север страны (Красная зона (фр. Zone Rouge)) был в значительной степени разрушен; Бельгия пострадала больше других стран в процентном отношении; Великобритания потратила больше всех денег.

#### Сумма
Вопрос о германских финансовых возможностях был ключевым: если цифра окажется «неподъёмной» для страны, то экономика Германии может рухнуть, что никак не поможет британским экспортерам, надеявшимся получить прибыли на вновь открывшемся немецком рынке; если сумма будет слишком мала, германская промышленность быстро восстановится — что уже не устраивало представителей Франции. Непосредственная материальная заинтересованность всех сторон, участвовавших в обсуждении, приводила к тому, что союзники стремились завысить свои потери, а власти Германии — преуменьшить свои возможности.
Поскольку участники конференции так и не смогли договориться об окончательной сумме репараций и переговоры рисковали затянуться на годы, в Версальский договор было включено лишь положение о специальной комиссии из представителей союзников, которой были даны два года на определение размеров и форм репараций. Впоследствии это привело к тому, что сами платежи для отраслей, требовавших немедленного восстановления, стали поступать слишком поздно, а среди немцев стало популярно обвинение Антанты в том, что она заставила их «подписать незаполненный чек».
Хотя по прошествии десятилетий историки и экономисты всё чаще приходили к выводу, что бремя репараций было невелико, оно стало одним из ключевых символов Версальского мира. Новая веймарская демократия начала своё существование с тяжёлым бременем долгов, а германские национал-социалисты смогли воспользоваться «понятным» недовольством широких слоёв населения. Кроме того, экономист Джон Мейнард Кейнс способствовал созданию упрощённой, но убедительной картины формирования экономических условий мира, согласно которой «мстительный» Клемансо, «вечно колеблющийся» Ллойд Джордж и «жалкий» Вильсон, которого обманули его партнёры по переговорам (теория «февральского заговора», организованного французами и британцами в период отсутствия в Париже президента США, напоминала национал-социалистическую концепцию «удара ножом в спину»), совместно «раздавили» Германию своими требованиями. Сам Кейнс полагал, что Германия могла заплатить не более 2 миллиардов фунтов (10 миллиардов долларов).

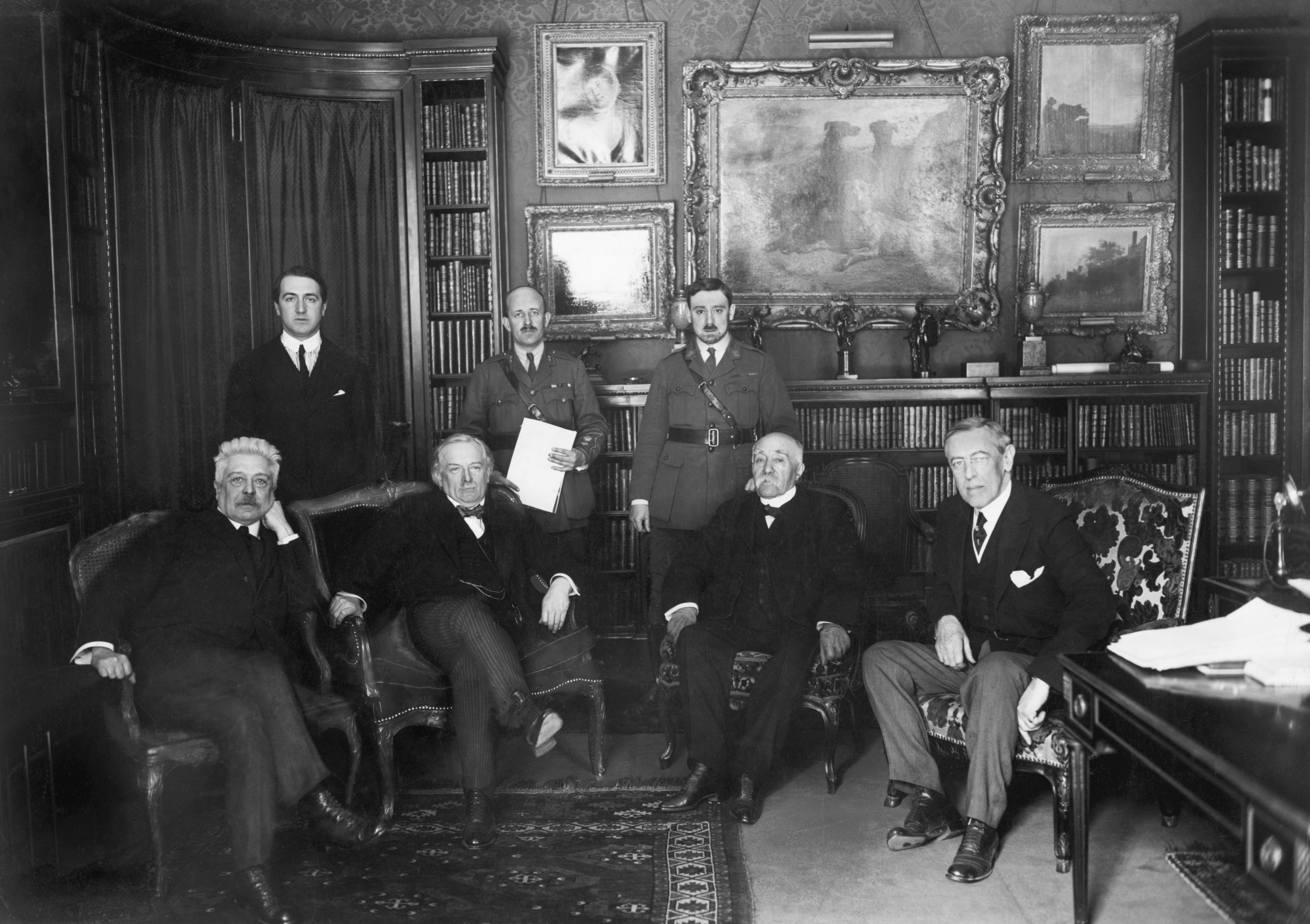
«Большая четвёрка» в зале заседаний

#### «Новый экономический порядок» и США
В конечном итоге всё зависело от позиции США: хотя с формальной точки зрения Британия всё ещё была страной-кредитором, а общий долг Франции составлял лишь 3,5 миллиарда долларов, реальность была далека от этих цифр. Франция и Великобритания предоставили крупные займы царскому правительству Российской империи, которое не выполнило своих обязательств, а другие союзники по Антанте, такие как Италия и Румыния, не имели возможности начать погашение своих долгов. Только США, в которых за годы войны произошёл значительный экономический рост, располагали реальными средствами.
Мысль о том, что США должны использовать свои финансовые возможности для того, чтобы европейская экономика снова заработала, была в течение некоторого времени популярна и среди многих экспертов. Французские делегаты продвигали планы укрепления экономического сотрудничества: так, министр торговли и промышленности Франции Этьен Клементель (Étienne Clémentel) предложил свой «новый экономический порядок», в котором организация и координация усилий сменили бы «расточительную конкуренцию» довоенного времени — координацию подобной системы предполагалось поручить «технократам», а не политикам. Согласно этому плану, после того как власти Германии наведут порядок в собственной стране, Германия также сможет стать частью новой мировой экономики. Это предложение, однако, вызвало активное противодействие со стороны американских делегатов и не получило поддержки британской делегации; оно было окончательно отклонено в апреле 1919 года. Усилия Клементеля принесли плоды только после Второй мировой войны, когда Жан Монне — помощник Клементеля в Париже — стал одним из основателей Европейского объединения угля и стали, из которого со временем возник Европейский Союз.

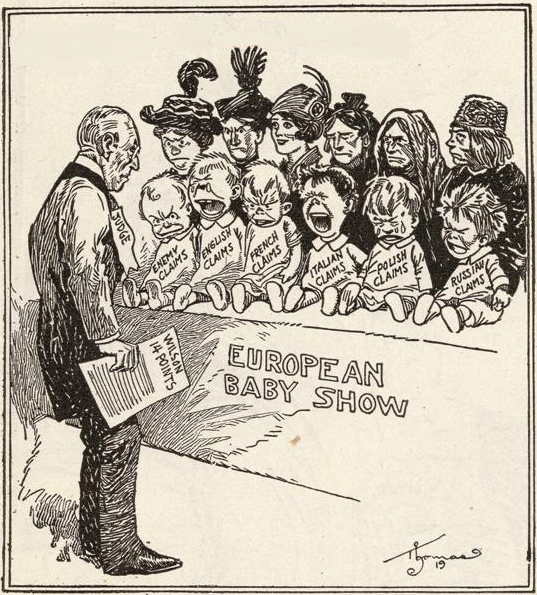
Карикатура «Он должен был ошибиться» от «The Detroit News»: На «европейском детском шоу» судья Вильсон с «Четырнадцатью пунктами» в руках пытается выбрать, чьи требования удовлетворить (июнь 1919)

Британские делегаты в Париже, со своей стороны, несколько раз намекали своим американским коллегам, что были бы не против отмены хотя бы «весьма значительных» процентных платежей по своим кредитам на несколько лет. Ллойд Джордж прямо предлагал просто отменить все долги между странами-союзниками, однако казначейство США и республиканский Конгресс не были согласны с таким подходом. В итоге все сложные схемы были отброшены, и делегации вернулись к вопросу о репарациях со стороны Германии и её бывших союзников.
Вскоре после открытия конференции Верховный совет создал комиссию по возмещению ущерба, которая должна была ответить на тесно связанные между собой вопросы: (1) сколько должны заплатить Центральные державы, (2) сколько они были в состоянии заплатить и (3) в какой форме должна была производиться оплата. Подкомитет по последнему пункту встречался редко, но два других подкомитета проводили сессии практически днём и ночью, выдавая в результате многочисленные документы. К 14 февраля комиссия, на деятельность которой влияла внутренняя политика стран, которые представляли отдельные эксперты, уже зашла в тупик: американские эксперты настаивали на относительно умеренной сумме, в то время как их британские и французские коллеги требовали существенно большего. Британцы требовали репараций на сумму в 24 миллиарда фунтов (120 миллиардов долларов), французы — 44 миллиарда фунтов (220 миллиардов долларов); американцы рекомендовали остановиться на сумме 4,4 миллиарда фунтов (22 миллиарда долларов).
Они играют с миллиардами, как дети играют с деревянными кубиками…— полковник Хауз
Американские делегаты планировали включить в договор фиксированную сумму репараций: по мнению экспертов из Нового Света, пусть ущерб и был «огромен», его фиксация помогла бы положить конец финансовой неопределённости, которая сдерживала восстановление экономики Европы. Их европейские коллеги не были согласны, поскольку опасались как слишком низкой, так и слишком высокой цифры. Кроме того, в период подготовки Версальского договора как европейские делегаты, так и общественное мнение стран Европы были больше обеспокоены получением компенсации от Германии, нежели будущим экономическим ростом.

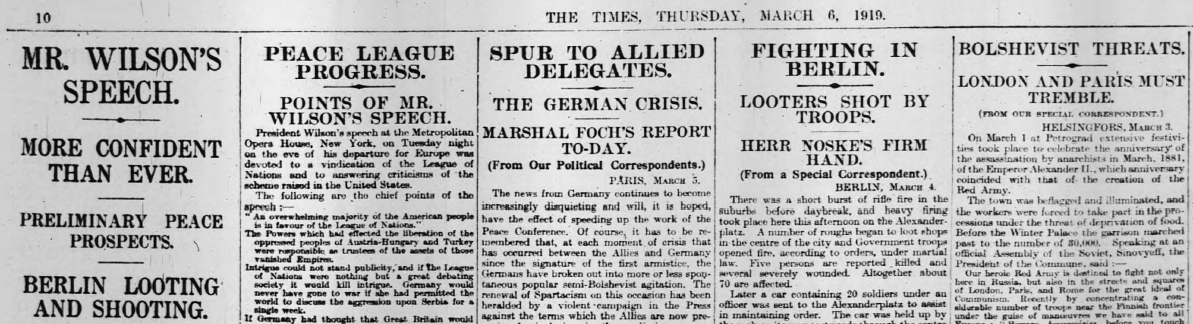
The Times: «Бои в Берлине» (6 марта 1919)

#### Германские облигации и пенсии
Делегаты в Париже осознавали, что «шаткое» правительство в Берлине неспособно предоставить им достоверную статистику — даже если бы оно того захотело. С потерей внешней торговли экономика Германии утратила важный источник дохода. В годы войны по политическим причинам налоги в Германской империи оставались низкими, а военные расходы оплачивались в основном за счёт выпуска огромного количества военных облигаций и специальных банкнот: план кайзеровского правительства заключался в том, что Германия выиграет войну и сможет переложить свои расходы на побеждённого противника. В последний год войны план начал реализовываться — благодаря договорам, подписанным в Брест-Литовске и Бухаресте, Берлин получил контроль над масштабными ресурсами Восточной Европы; правительство Советской России даже успело начать выплаты золотом и нефтью.
В побеждённой Германии 1919 года консерваторы продолжали активно протестовать против любых попыток поднять налоги или объявить дефолт по государственным облигациям; в то же время представители левых политических сил настаивали на выделении льгот для ветеранов войны, вдов и сирот погибших солдат, а также — на субсидировании стоимости продовольствия и повышении заработной платы для рабочих. Коалиционное правительство соглашалось с обеими группами, пока дефицит бюджета к 1921 году не составил две трети от его объёма. Идея сокращать расходы или повышать налоги для выплаты репараций не находила никакой поддержки в немецком обществе.

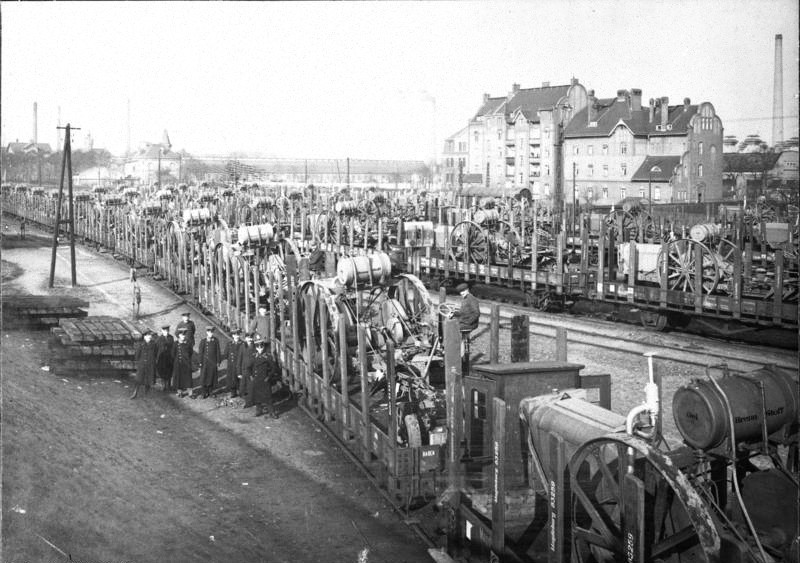
Отгрузка оборудования в счёт репараций (1920)

#### «Репарация» или «контрибуция»
Комиссия во главе с американским армейским инженером провела, вероятно, наиболее подробное исследование разрушенных войной регионов Франции и Бельгии — в январе 1919 года комиссия указывала, что только на получение достоверной оценки предстоящих затрат, необходимых для устранения ущерба от войны, потребуется не менее двух лет. Цифры, приводившиеся правительствами Франции и Бельгии, не вызывали доверия у британских дипломатов — они подозревали своих союзников в недобросовестном проведении расчётов с целью завысить ущерб. Наличие беженцев, которые начали возвращаться сразу после перемирия, только усугубляло проблему.
Большие разногласия существовали и по поводу того, что, собственно, следовало считать «ущербом». Вильсон неоднократно повторял, что он будет рассматривать только возмещение ущерба, причинённого незаконными актами во время войны, — а не сами военные расходы. Его «Четырнадцать пунктов» содержали лишь положение о «восстановлении» захваченных территорий и обещание не накладывать контрибуций на проигравшую сторону. Когда германские представители подписывали перемирие, они имели в виду именно это: Германия не собиралась компенсировать финансовые ресурсы, потраченные союзными правительствами на боеприпасы или на питание своих солдат. Попытки Ллойд Джорджа «стереть грань» между репарацией и контрибуцией не нашли понимания у Вильсона.

#### Пенсии британским вдовам и сиротам
Британские делегаты были обеспокоены перспективой того, что им удастся получить лишь компенсацию за потопленные корабли, тогда как львиную долю репараций получит Франция. По мнению британцев, французское правительство понесло в годы войны значительные финансовые потери не столько от действий солдат противника, сколько от своего «обычного» неэффективного управления финансами. Британские власти также подозревали своих французских коллег в том, что те не особо стремились погасить долги перед Великобританией: так, Черчилль заявлял, что «в то время как Франция двигалась к банкротству как нация, французы становились богаче как отдельные личности».
Ллойд Джордж пытался уговорить Вильсона принять более высокую оценку ущерба, а в конце марта 1919 года даже попытался угрожать ему отказом Великобритании от подписания договора. Южноафриканский делегат Ян Смэтс нашёл оригинальное решение: он указал, что при заключении перемирия европейские союзники заявили — а американцы согласились — что Германия несёт ответственность за весь ущерб, нанесённый гражданским лицам в результате её агрессии. Таким образом, возмещение должно включать в себя пособия за разделение семей, а также пенсии вдовам и сиротам солдат. Эффект от нового расчёта заключался в удвоении потенциального счёта — сам Смэтс отмечал, что, если бы пенсии были исключены, Франция получила бы большую часть репараций.

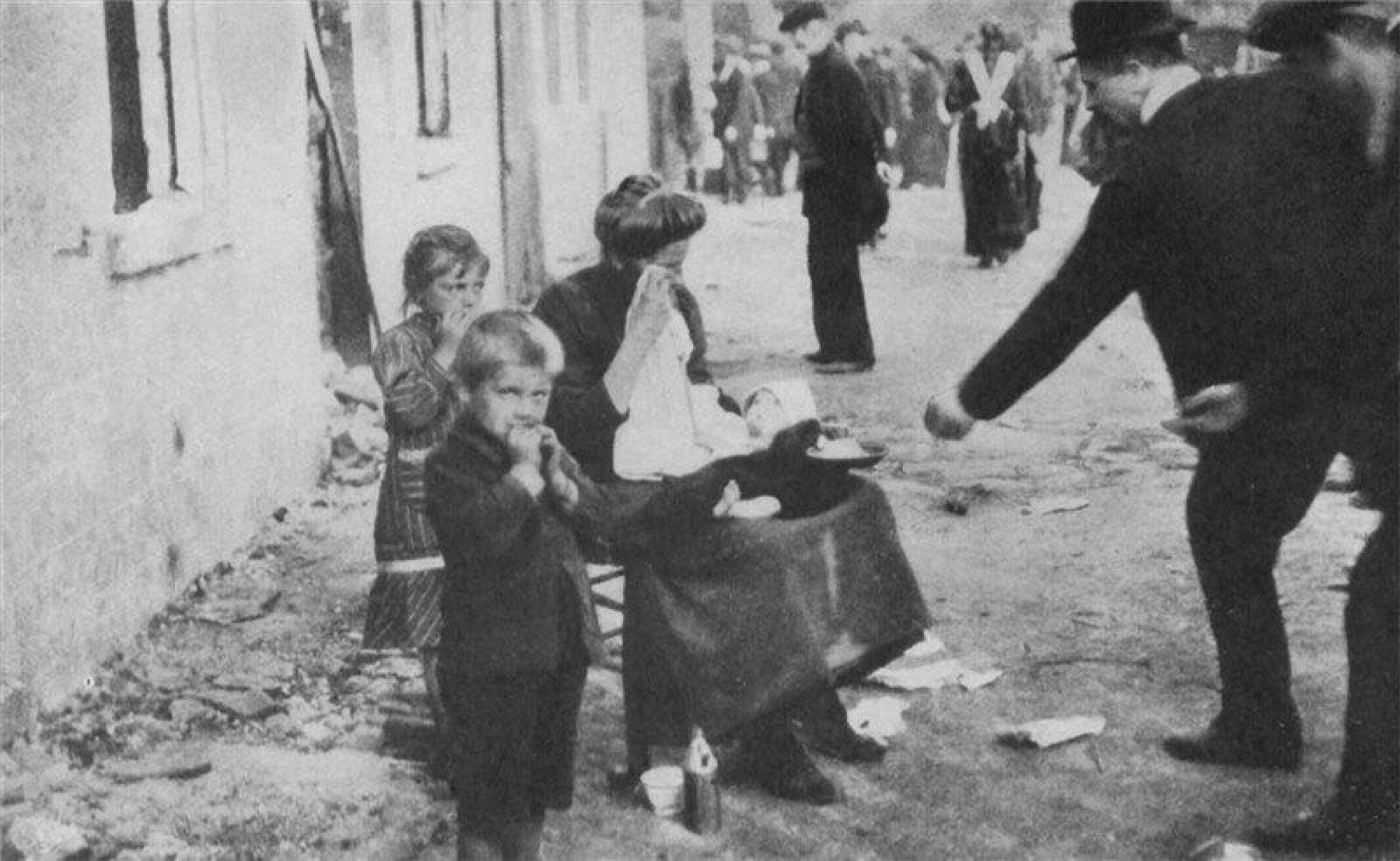
Вдова с детьми побирается на улице (Англия, около 1919)

Несмотря на мнение американских экспертов, посчитавших аргументы Смэтса абсурдными, Вильсон согласился с предложением.
Логика! Логика! Мне наплевать на логику. Я собираюсь включить пенсии!— Вильсон
Хотя Вильсона уже в начале 1919 года стали обвинять в отступлении от собственных позиций, озвученных до подписания перемирия, впоследствии Ллойд Джорджа критиковали значительно острее — поскольку он позволил британской общественности «мечтать» о взыскании огромных сумм с Германии. В то же время, когда представитель Австралии Уильям Хьюз впервые заговорил о многомиллионных компенсациях, Ллойд Джордж отметил, что Германия сможет собрать такую сумму только за счёт расширения производства и вывоза дешевых товаров на мировые рынки:
Это означало бы, что в течение двух поколений немецкие рабочие будут нашими рабами.— Ллойд Джордж
Более того, Ллойд Джордж понимал, что это нанесёт ущерб как британской экономике, так и торговле. Тем не менее именно он сделал Хьюза председателем комитета, ответственного за составление предварительной оценки платёжеспособности Германии. Группа, состоявшая преимущественно из сторонников «жёсткой линии» в отношении немцев, предприняла некоторые попытки собрать факты о положении Германии, но преимущественно она полагалась на личные впечатления и зачастую выдавала желаемое за действительное — «в целом это был самый странный комитет, в котором мне когда-либо приходилось участвовать», писал позже канадский представитель, сэр Джордж Фостер.

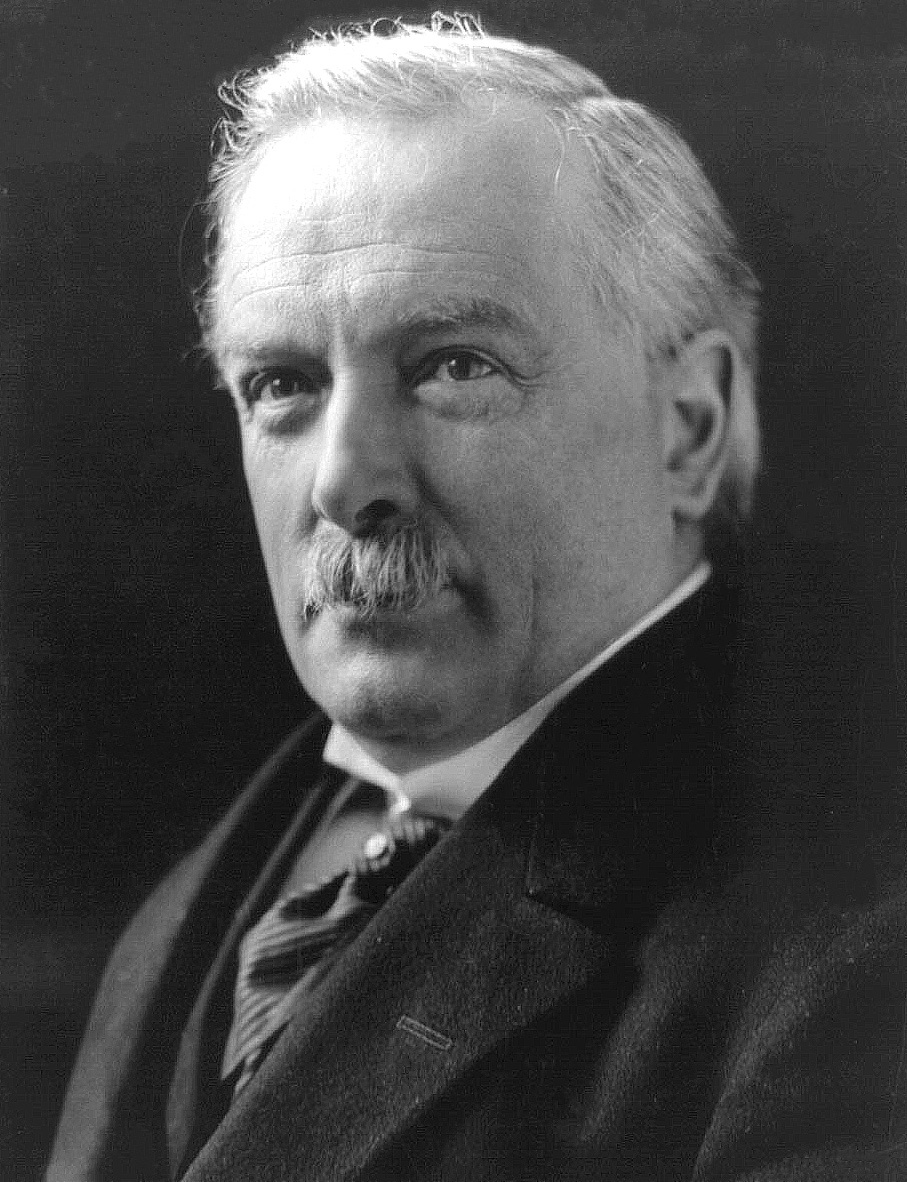
Дэвид Ллойд Джордж в 1919 году

#### Колебания Ллойд Джорджа
Ллойд Джордж продолжил колебаться: с одной стороны, на встречах с Вильсоном и Клемансо он выступал за высокие репарации, с другой — в своём знаменитом «Документе из Фонтенбло», составленном в конце марта, говорил об умеренности. У исследователей складывалось впечатление, что иногда британский премьер прислушивался к «умеренным» экономистам Кейнсу и Монтегю, а иногда — к бывшему управляющему Банком Англии лорду Канлиффу и судье лорду Самнеру. Последняя пара, прозванная Кейнсом — который крайне неприязненно относился к своим соперникам — «небесными близнецами» (см. диоскуры), впоследствии рассматривалась как участниками конференции, так и исследователями, как два «худших человека» в Париже: «Они всегда приходят вместе и их всегда вызывают, когда необходимо совершить какой-то особенно гнусный поступок». Сам Ллойд Джордж позднее утверждал, что и он был потрясён полным отсутствием у «близнецов» здравого смысла. Однако во время подготовки Версальского договора он «лукаво» намекал американцам, что, хотя сам и предпочёл бы более низкие репарации, он не мог заставить «близнецов» согласиться. Сами Канлифф и Самнер полагали, что от них требовалось заключить как можно более выгодную сделку для своей страны; и они были готовы пойти на компромисс, если бы премьер-министр дал им такое указание.
Колебания Ллойд Джорджа повредили его репутации как внутри, так и вне Британии, вызвав целый ряд проблем в отношениях с коллегами в Париже. Постепенно раздражение нерешительностью премьер-министра накопилось у американской делегации, включая Вильсона. Профессор Маргарет МакМиллан полагала, что проблема заключалась в том, что и сам Ллойд Джордж не был уверен в своих желаниях — или в том, чего от него ждёт британская публика.
С одной стороны, Германию следовало «наказать» — в этом была и моральная составляющая, и защита интересов Британии. Но разбиравшийся в финансовых и торговых вопросах премьер одновременно понимал, что рано или поздно британцы снова смогут вести торговлю с немцами — и он не хотел уничтожать Германию экономически. А противостоять требованиям высоких репараций было, по сути, «политическим самоубийством», поскольку общественное мнение ждало именно этого. Идея, высказанная Вильсоном, — что Ллойд Джорджу следовало поступиться политической карьерой ради «более величественного места в истории» — не нашла поддержки у британского политика. Отказаться от предвыборных обещаний декабря 1918 года (см. «Coalition Coupon»), когда он заявлял, что накажет кайзера и заставит Германию заплатить, означало для него уступить дорогу своим политическим противникам.
Вскоре после начала дискуссии о репарациях по Лондону стали распространяться слухи, что премьер-министр отходит от своих предвыборных обещаний и всё более сближается с позицией американского президента (позднее сам Ллойд Джордж подозревал Пуанкаре в распространении данных слухов). В частности, в апреле Ллойд Джордж получил телеграмму, подписанную 370 членами британского парламента, в которой его просили оставаться верным своим предвыборным обещаниям. Премьер срочно вернулся в Лондон и 16 апреля в Палате общин обрушился на своих критиков с длинной речью. Он покинул трибуну под громкие аплодисменты; вернувшись в Париж, он сказал своей любовнице Фрэнсис Стивенсон, что он выиграл: «овладел Палатой, не сказав им абсолютно ничего о ходе мирной конференции».
Давление на премьера оказывали и доминионы империи. Если канадские делегаты — как и многие другие делегаты от доминионов — заняли американскую позицию, то австралийские делегаты стремились получить максимум. Так, Хьюз считал, что возражение США против высоких репараций «беспринципно и корыстно», поскольку США, сохраняя нейтралитет, получили на ранних этапах войны большую прибыль, пока Британская империя проливала кровь и тратила деньги. В итоге, без немецких денег Великобритания проиграет предстоящую конкуренцию с США за мировое экономическое превосходство.
В имевшихся обстоятельствах решение Ллойд Джорджа современные исследователи находили более успешным, чем могло показаться на первый взгляд. Убедив Вильсона включить в расчёт пенсии, он увеличил долю Британии (за счёт Франции и Бельгии); не упоминая фиксированную сумму, он сумел сохранить на своей стороне общественное мнение империи. Он также подстраховался и тем, что в частном разговоре призвал британских социалистов громче выступать против репараций, формируя общественный протест против слишком жёсткого обращения с новой Германией.

#### Франция и отложенный расчёт
Министр финансов Франции Луи-Люсьен Клотц — про которого саркастичный Клемансо говорил, что тот был «единственным евреем, которого я знал, который ничего не понимал в финансах», — вызывал презрение у многих участников переговоров о мире с Германией. Они отмечали узость взглядов французского чиновника, который настаивал на том, что в голодающую Германию не следует поставлять продовольствие. Формально именно Клотц отвечал за финансовую сторону договора; при этом решения принимал сам Клемансо, а Клотц был его верным и исполнительным подчинённым.
В частном порядке Клемансо признавал, что Франция никогда не получит того, на что надеется, — и даже вёл неформальные переговоры об «умеренных» репарациях. Но, как и Ллойд Джордж, Клемансо был обязан беспокоиться об общественном мнении, а большинство французов видели ситуацию просто: Германия вторглась в Бельгию, боевые действия велись на бельгийской и французской земле — Германия должна заплатить. Традиционный подход, согласно которому за войну всегда платит проигравший, также был силён: Франция выплачивала контрибуцию в 1815 году и делала это снова после 1871 года; теперь пришёл черед немцев.

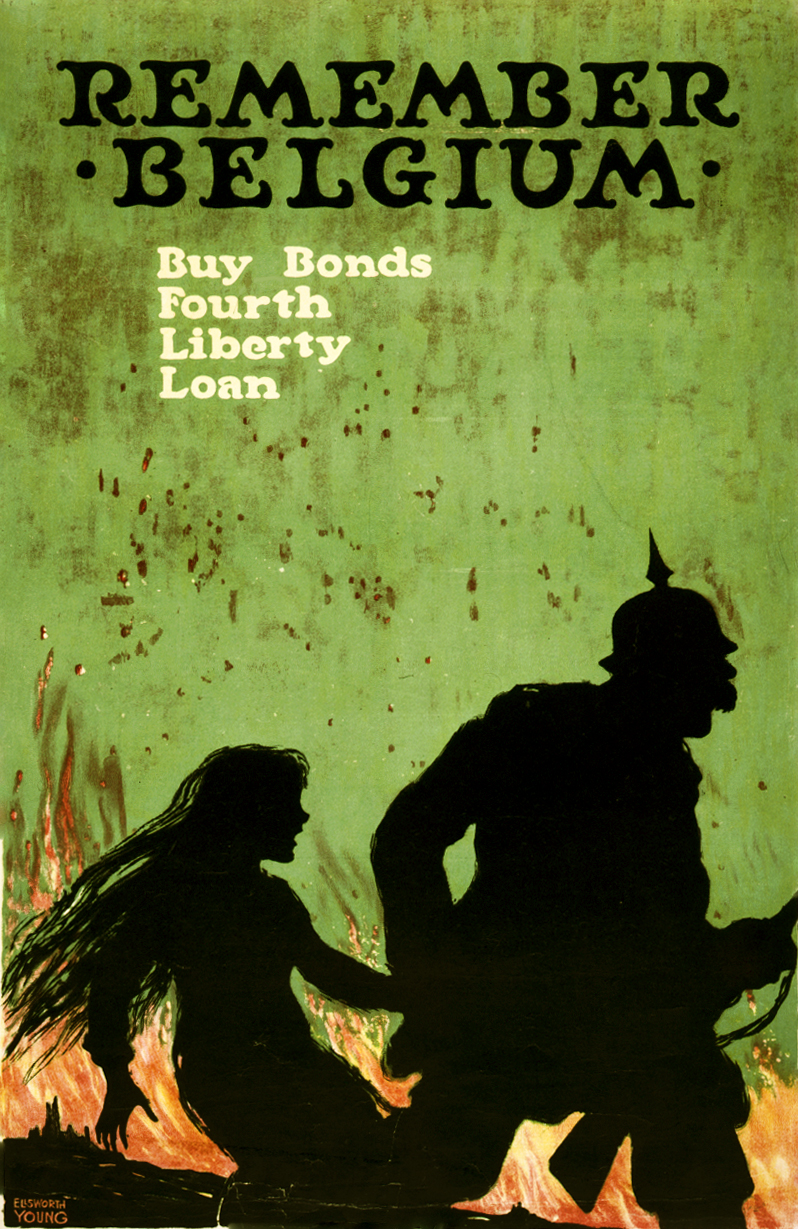
Американский пропагандистский плакат «Помни о Бельгии» (1918)

Франция и Бельгия с самого начала настаивали, что требования о компенсации прямого ущерба от боевых действий должны иметь приоритет при любом распределении будущих репараций. Разрушения в Бельгии были масштабными. Индустриальный север Франции также значительно пострадал: немецкие войска отправили в Германию всё ценное оборудование и уничтожили большую часть оставшегося. Даже отступающие в 1918 году части нашли время, чтобы взорвать и затопить важнейшие угольные шахты Франции, располагавшиеся в регионе, — а судя по захваченным документам, складывалось впечатление, что они намеревались нанести максимальный урон французской промышленности, чтобы избавиться от конкурента для германских фабрик и заводов. Теперь уже Клемансо планировал ослабить германскую промышленность, надеясь тем самым стимулировать французскую.
Франция и Бельгия также надеялись включить в окончательный «счёт» и военные расходы. Позиция Бельгии была сильнее, поскольку Вильсон уже не раз давал понять, что он готов принять в расчёт весь ущерб от вторжения войск Германской империи в августе 1914 года. Французская позиция была явно слабее, и Клемансо, не желая противодействовать американским делегатам, в поддержке которых он нуждался в вопросах безопасности Франции, решил не настаивать на включении в репарации масштабных французских военных расходов. Он осознавал, хотя и не говорил об этом публично, что существует предел того, сколько Германия сможет заплатить. Клотц же прямо признал это в своём заявлении Комиссии по иностранным делам при Французской палате депутатов: включение военных расходов привело бы к выставлению такого счёта, на оплату которого нельзя было рассчитывать даже в самых смелых мечтах.
Был и ещё один фактор: французские делегаты быстро поняли, что Великобритания потратила на войну больше, чем Франция, — поэтому включение военных расходов увеличит британскую долю в будущих репарациях. Французские представители незаметно изменили свой политический курс, утверждая, что должны быть включены только прямые убытки — разрушенные города и деревни, затопленные шахты и уничтоженные железнодорожные линии (подавляющее большинство которых находилось на французской территории). Подобная методика расчёта давала бы Франции около 70 % от всех немецких платежей, а Великобритании — 20 %; остальное приходилось на Бельгию, Италию и Сербию. В ходе интенсивных переговоров британцы настаивали на получении 30 %, оставляя французам только 50 (оставшиеся 20 % распределялись бы между остальными державами). Потребовалось много времени — переговоры длились до 1920 года — чтобы получить окончательное соглашение, по которому Великобритании причиталось 28 %, а Франции — 52 %.

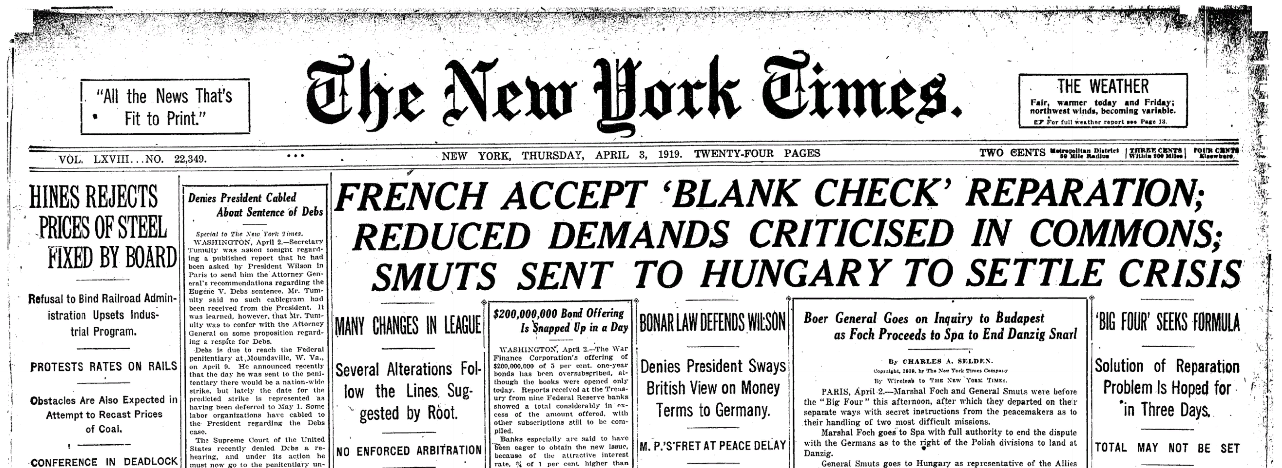
New York Times: «Французы принимают репарации как „незаполненный чек“» (3 апреля 1919)

Кроме того, французские делегаты вскоре снизили и сумму общих требований к Германии до 8 млрд фунтов (40 млрд долларов), что составило чуть более четверти от того, что они требовали ранее. Столь значительные уступки не устроили Канлиффа, представлявшего Великобританию, — он не хотел говорить ни о какой сумме менее 9,4 млрд фунтов стерлингов (47 млрд долларов). Именно это разногласие стало причиной отсутствия точной цифры в итоговом тексте договора; и оно никак не вписывалось в ярко нарисованную Кейнсом картину переговоров, где «мстительная Франция намеревалась уничтожить Германию».
Отсутствие конкретной суммы, как записал один из американских экспертов в своем дневнике, «избавит Великобританию и Францию от их проблем с обнародованием небольшой цифры, которую они должны были получить от репараций, — потому что оба премьер-министра считают, что их правительства будут свергнуты, если факты станут известны общественности». Незамедлительно Германия была обязана заплатить только 20 миллиардов марок «в золоте и товарах»; к тому времени, как специальная комиссия установила в 1921 году окончательный итог — 132 миллиарда марок (примерно 6,5 миллиарда фунтов стерлингов или 34 миллиарда долларов) — негативные эмоции в отношении Германии, особенно среди британской публики, уже заметно улеглись.

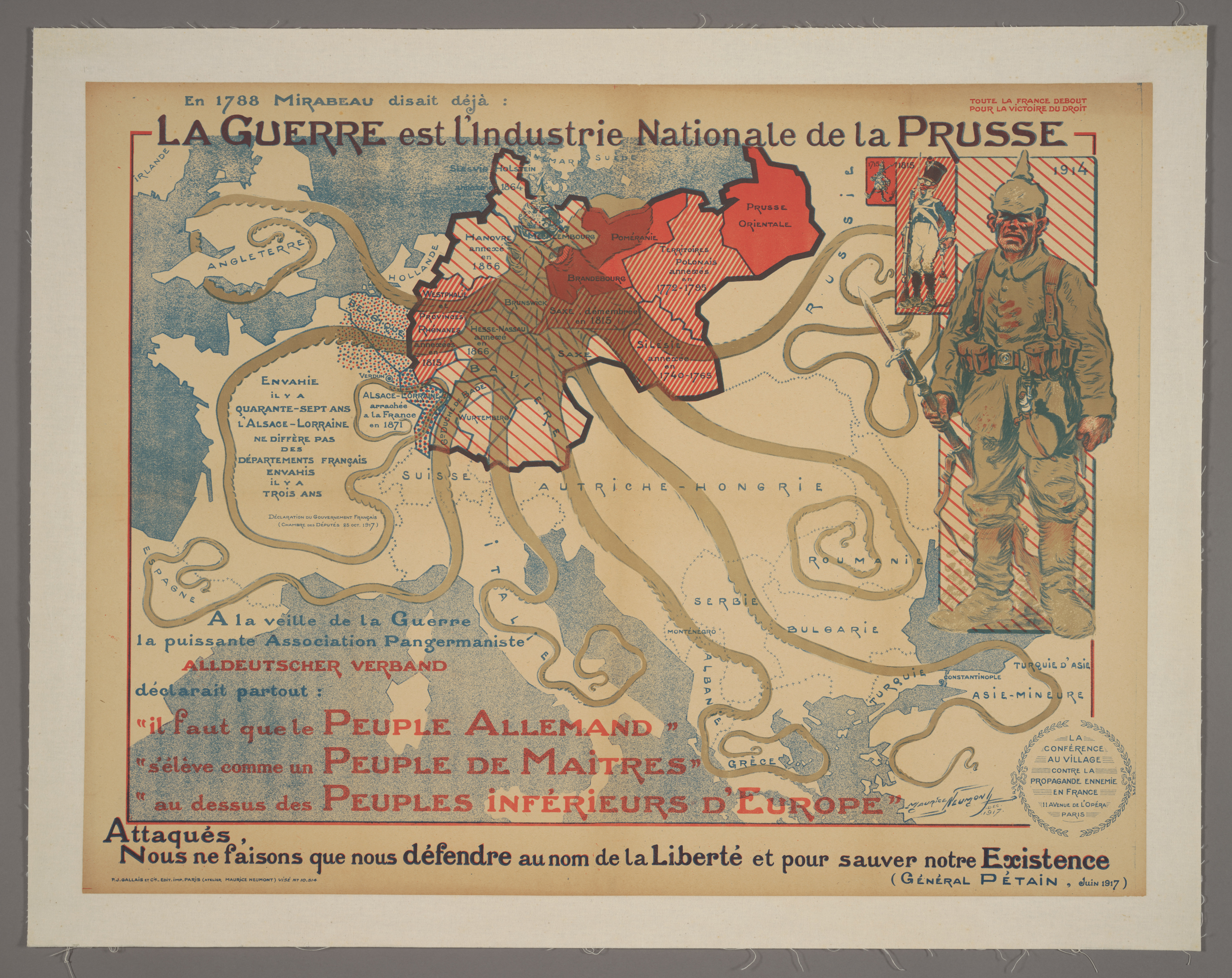
Французский пропагандистский плакат: «Война — национальная индустрия Пруссии» (1917)

#### Статья 231: Ответственность за развязывание войны
Немецкая делегация, которая прибыла в Версаль в мае, активно протестовала против решения союзников не объявлять окончательных цифр:
Не установлено никаких ограничений [на сумму репараций], за исключением способности немецкого народа к оплате, определяемой не его уровнем жизни, а исключительно его способностью удовлетворять требования своих врагов своим трудом. Таким образом, немецкий народ будет осуждён на вечный рабский труд.
Специальная комиссия по репарациям, однако, должна была учитывать платёжеспособность Германии; кроме того, категории ущерба, за которые надлежало выплатить репарации, были строго ограничены; часть таких категорий (например, пенсии) в принципе не могли быть рассчитаны точно заранее — что, однако, не делало их «вечными».
Началом раздела о репарациях в Версальском договоре стали две статьи — 231 и 232 — которым в дальнейшем предстояло стать как объектом особой ненависти среди значительной части населения Германии, так и поводом для дискуссий среди бывших союзников. Статья 231 прямо возлагала на Германию и её союзников ответственность за весь ущерб, причинённый войной; статья 232 ограничивала данный ущерб — в связи с тем, что ресурсы Германии фактически являлись ограниченными. Статья 231 об «ответственности за развязывание войны» была введена в мирный договор после долгих дебатов и многочисленных изменений: это было сделано в первую очередь для того, чтобы убедить англичан и французов в том, что юридическая ответственность Германии за развязывание Великой войны была чётко установлена. Непосредственным автором текста стал молодой адвокат Джон Фостер Даллес: сам он полагал, что, установив ответственность, он одновременно успешно её ограничил; в целом он считал весь договор справедливым. Европейские союзники были довольны его формулировкой — в частности, её поддержал Ллойд Джордж. Никто из участников составления Версальского мирного договора в ходе многочисленных дискуссий даже не предположил, какие последствия будет иметь включение в текст этих двух небольших абзацев.

### Тупик в марте
К 14 марта, когда Вильсон вернулся из США в Париж, ни вопрос о возмещении ущерба, ни статус Рейнланда не были урегулированы. Президент провёл короткую личную встречу с Ллойдом Джорджем, который предположил, что военные гарантии и занимавшая его в тот момент идея тоннеля под Ла-Маншем смогут удовлетворить французских представителей. На встрече было решено заверить Францию о немедленном вступлении Великобритании и США в войну в случае нового нападения Германии — взамен от неё ожидался отказ от планов по созданию отдельного государства на Рейне. Вильсон считал, что Клемансо можно и следует «вразумить» (англ. bring around), доказав премьеру, что концепция безопасности, основанная на военно-территориальном превосходстве, морально устарела.
В тот же день Клемансо присоединился к встрече Вильсона и Ллойд Джорджа в отеле «Крильон» и вновь заговорил о «страданиях Франции». Затем Клемансо, впервые услышав о военных гарантиях, которые он ранее полагал невозможными, выразил одобрение самой идее «прототипа НАТО», но попросил время подумать. В течение двух дней он и его ближайшие советники — включая Пишона и Тардьё — размышляли над новым предложением; они не нашли времени проконсультироваться ни с кабинетом министров Франции, ни с её президентом Пуанкаре. Тардье полагал «преступным» просто отвергнуть британо-американское предложение, но всё же считал его недостаточным: в официальном ответе от 18 марта он потребовал дополнительных гарантий, включавших в себя оккупацию Рейнской области и мостов через Рейн войсками союзников в течение как минимум пяти лет и удаление немецких войск из пятидесятимильной зоны на восточном берегу реки.
Вильсон был сильно раздражён новыми требованиями: он сравнил переговоры с французскими делегатами с обращением со сжатым резиновым мячиком, который «вновь становится круглым», стоит тебе только «пошевелить пальцем». Раздражение президента разделил даже весьма спокойный Бальфур — полагавший, что дееспособная («сильная») Лига Наций, «к которой многие относились с плохо скрываемой насмешкой», обеспечивала бы большую безопасность Франции, нежели «манипуляции с границей на Рейне». Он также полагал, что действия французского правительства выглядят как позиция «второсортной державы, в ужасе дрожащей перед лицом своего великого восточного соседа» и надеющейся только на «переменчивые» дипломатические союзы.

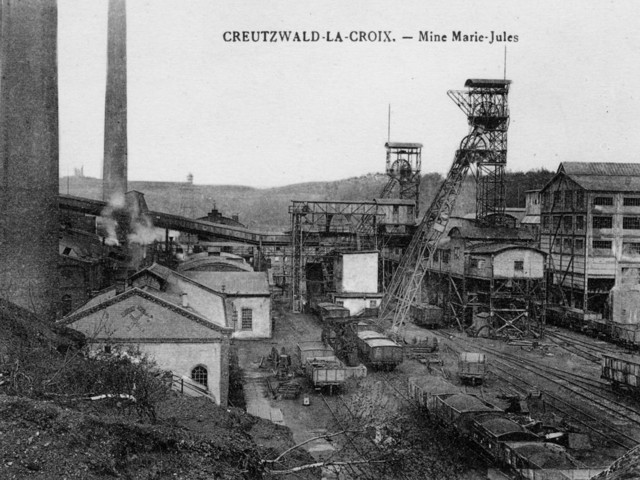
Угольная шахта в Сааре (Крётцвальд, начало XX века)

В течение следующего месяца англо-американские представители и их французские коллеги обменялись кипами нот и меморандумов. Буквально каждый день Клемансо и его коллеги выступали с новыми предложениями: среди прочего, они предлагали расширить демилитаризованную зону на восточном берегу Рейна, создать инспекционную комиссию с широкими полномочиями и даже дать Франции право оккупировать Рейнскую землю, если Германия нарушит любое из положений мирного договора (от разоружения до репарационных выплат).
И они вновь потребовали себе Саар — регион, где юго-западный край Рейнской области переходит в Эльзас-Лотарингию. Этот живописный земледельческий район к началу XX века стал основным районом добычи угля — что сделало его крайне ценным «призом». Некоторое «неудобство» для Франции заключалось в том, что почти все 650 000 жителей Саара говорили по-немецки; и французские делегаты попробовали обратиться к «историческим» аргументам: они вспомнили, что город Саарлуис был построен Людовиком XIV, что регион хоть и недолго, но относился к Франции в период Великой Французской революции, и так далее.
Вы основываете свои претензии на том, что произошло сто четыре года назад. Мы не можем перестроить [современную] Европу на основании условий, которые существовали в столь отдалённый исторический период.— из обращения Вильсона к Клемансо
Французская позиция становилась заметно сильнее при переходе от «исторических» к «репарационным» аргументам: поскольку все участники Парижской конференции были согласны с тем, что германская армия при отступлении намеренно уничтожила французские угольные месторождения — и британские, и американские эксперты в частном порядке выступали за передачу Франции контроля над саарской угольной промышленностью. Клемансо же хотел простой аннексии территории региона.

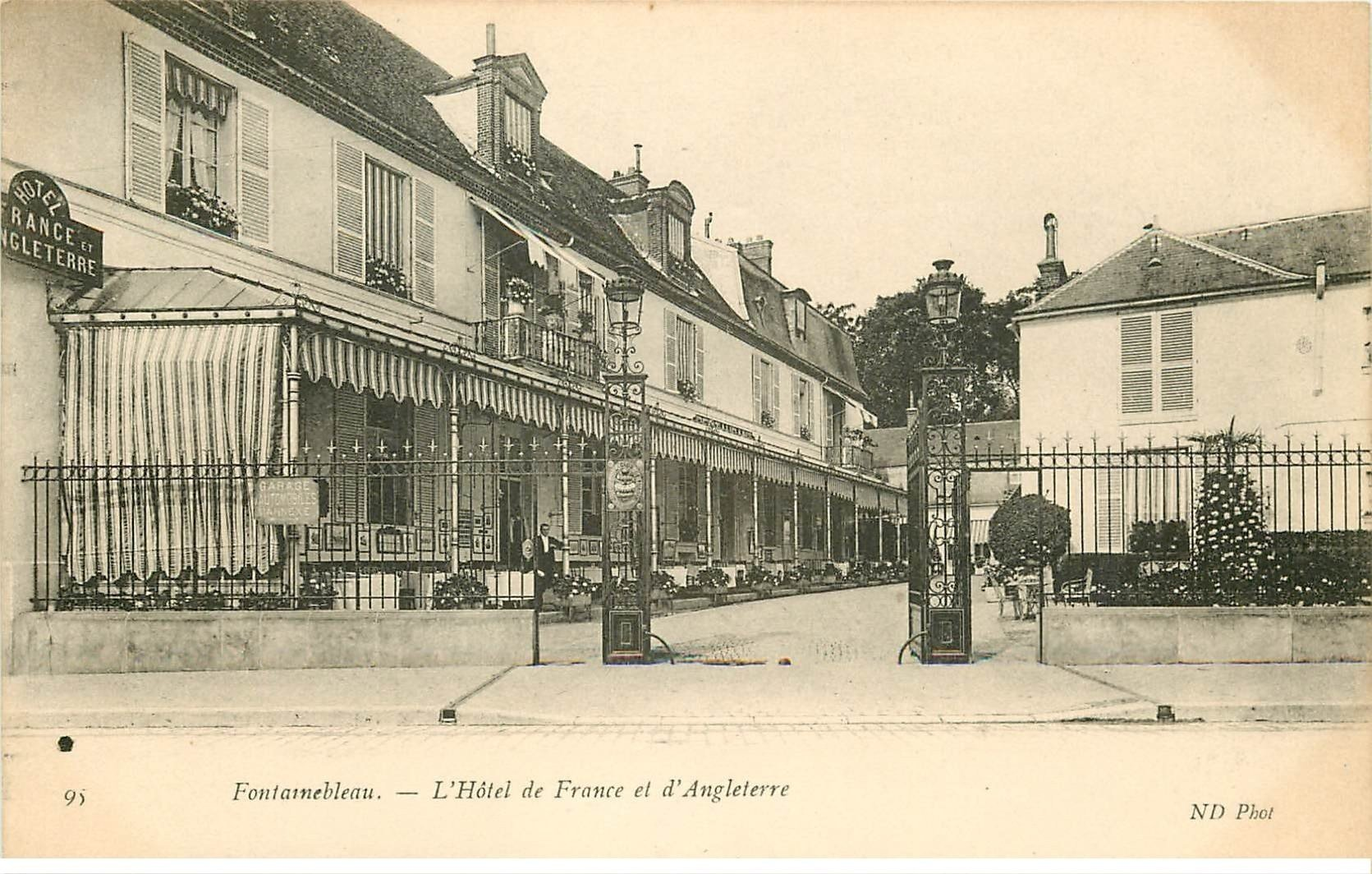
Отель «Hotel de France et d’Angleterre» в начале XX века

#### Фонтенбло
К концу марта Ллойд Джордж начал выражать серьёзную обеспокоенность тем, как продвигается составление условий мира с Германией. Французские требования на западе и польские условия на востоке не поддерживались в Великобритании, общественное мнение которой склонялось скорее в пользу быстрого и достаточно умеренного мира. Британские военные и финансовые эксперты предупреждали премьер-министра о масштабных расходах на содержание крупных и рассредоточенных военных сил, которые продолжала нести корона. Его также беспокоили и трудовые волнения на Британских островах, и предреволюционная ситуация в Европе в целом — а 21 марта пришло известие о революции в Венгрии, где было начато строительство государства по советской модели.
Уже на следующий день Ллойд Джордж и несколько его ближайших советников — в том числе Керр, Хэнки и фельдмаршал Генри Вильсон — взяли паузу в переговорах, чтобы провести выходные в отеле «Hotel de France et d’Angleterre», располагавшемся в популярном у отдыхающих парижском пригороде Фонтенбло. Британская компания посетила дворец и парк; после чего Ллойд Джордж вызвал свою команду в гостиную и предложил разыграть «спектакль», в котором каждому из присутствующих отводилась роль союзника или противника Британии — по современным данным, никто не играл только за США.
Генри Вильсону достались сразу две роли. Сначала он повернул свою военную фуражку назад, чтобы сыграть немецкого офицера, который в случае жёстких условий мира «обратился бы к России и со временем помог бы восстановить закон и порядок в ней — а затем и заключил бы с ней союз». Затем он перевоплотился во француженку, мечтавшую о мести за «потери столь многих из мужей и сыновей». Ллойд Джордж, взявший с собой в поездку книгу Чарльза Уэбстера об истории Венского конгресса, внимательно посмотрел «спектакль»; по его окончании он высказал своё мнение, главная мысль которого заключалась в том, что мирные условия не должны разрушить Германию. И к утру понедельника Керр напечатал окончательный вариант документа, ставшего известным как «Документ из Фонтенбло», который Ллойд Джордж лично представил своим коллегам по Совету четырёх. Текст содержал призыв к заключению пусть умеренного, но долгосрочного мира:
Вы можете лишить Германию её колоний, превратить её армию в простые полицейские силы… и всё равно, в конце концов, если она почувствует, что с ней несправедливо обошлись при заключении мира 1919 года, она найдёт способ потребовать возмездия на голову своих завоевателей.— из меморандума Фонтенбло

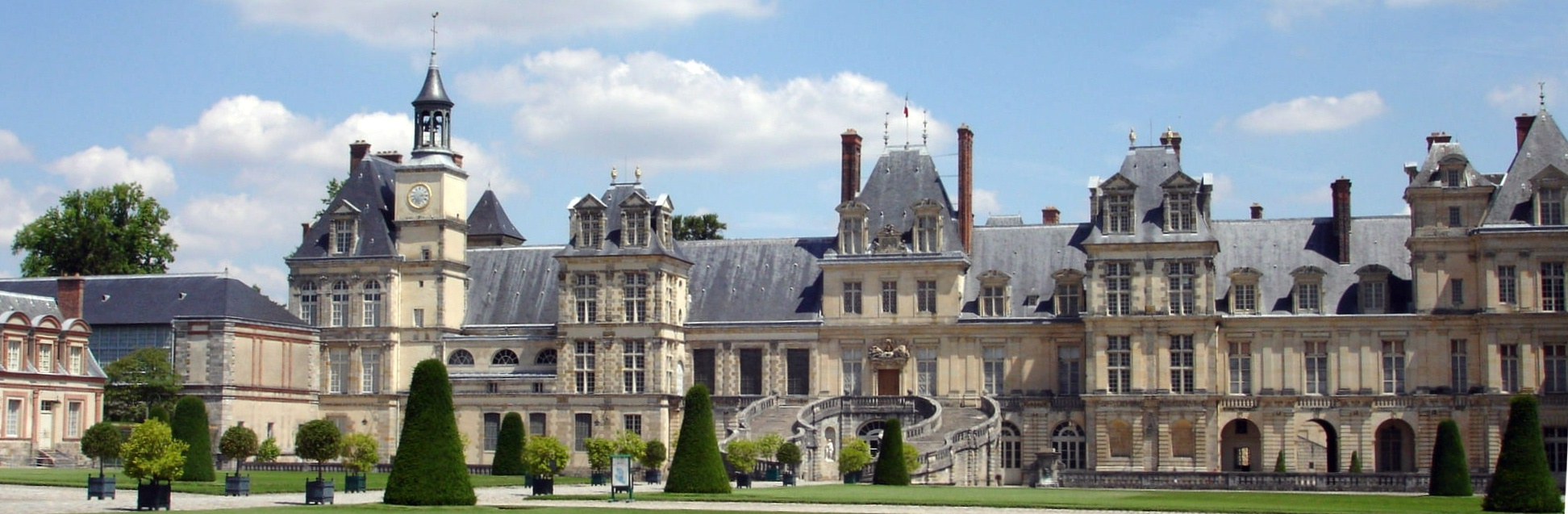
Дворец Фонтенбло в 2006 году

Ссылаясь в том числе и на опыт установления мира после Наполеоновских войн, основную опасность британский премьер видел на востоке Европы:
Самая большая опасность… заключается в том, что Германия может отдать себя большевикам и тем самым предоставить свои ресурсы, свой интеллектуальный потенциал, свою огромную организующую силу в распоряжение революционных фанатиков, мечта которых заключается в том, чтобы покорить мир силой оружия.— из меморандума Фонтенбло
Конкретные предложения Ллойд Джорджа заключались в предоставлении Польше выхода к морю так, чтобы как можно меньше немецкоязычных граждан оказалось в новой стране; Рейнланд должен быть демилитаризован, но остаться при этом частью Германии, которой в любой момент грозило новое восстание спартакистов. Ллойд Джордж был менее категоричен в вопросе о Сааре: возможно, Франция могла бы получить границы 1814 года или просто завладеть угольными шахтами региона. Разумеется, Германия должна была отказаться от всех своих колоний и выплатить репарации.

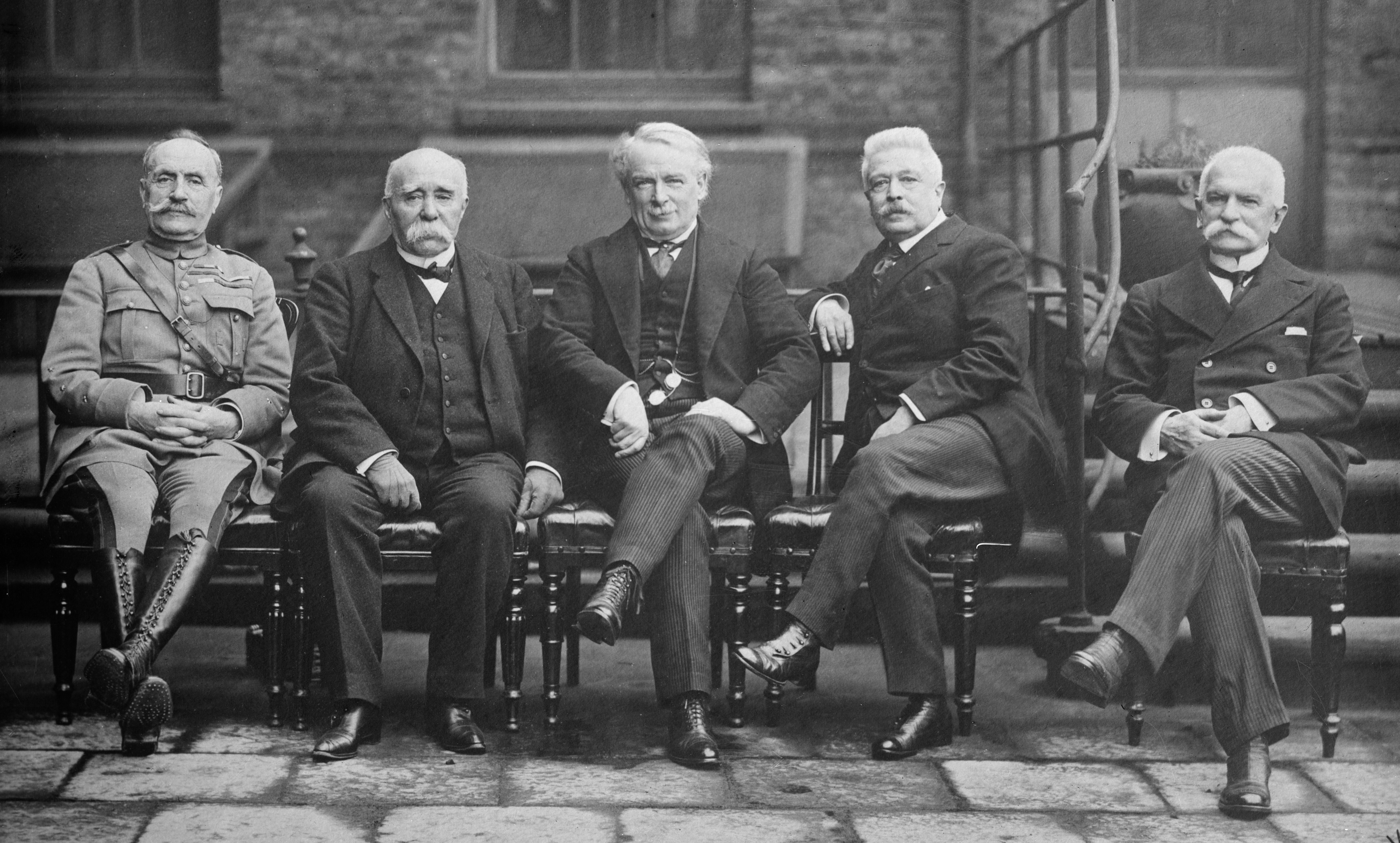
Маршал Фош, Клемансо, Ллойд Джордж, Орландо и Соннино (1919)

Вильсон одобрил почти все пункты меморандума; французские делегаты пришли в ярость. После серии саркастических замечаний Клемансо добавил, что считает «явной иллюзией» (англ. sheer illusion) саму идею того, что Германию можно умиротворить, предложив ей умеренные условия мира. Британские представители, однако, остались полны решимости проводить свою линию: в мирное время вспомнились как старое соперничество между Великобританией и Францией, так и «потенциал дружбы» с Германией, чьи 70 миллионов граждан представляли собой перспективный потенциальный рынок сбыта для британских товаров. Перспективы использовать сильную Германию, расположенную в центре Европы, для борьбы с большевизмом также не остались незамеченными.
В итоге, в краткосрочной перспективе меморандум из Фонтенбло достиг немногого. Было похоже, в частности, что Клемансо только ужесточил свою позицию в отношении Германии: он стал указывать на то, что и Британия, и США отделены от Германии морем, — и требовал свой «эквивалент на суше». Клемансо подозревал, что «миролюбие» британских властей было связано с тем, что германский флот уже был обезврежен. Он повторял тезис о том, что «немцы — нация рабов, которые понимают только силовые аргументы». А 31 марта Клемансо позволил Фошу представить Совету четырёх «страстный» доклад о необходимости буферного государства на Рейне; Ллойд Джордж и Вильсон вежливо выслушали маршала, но не придали его словам значения.

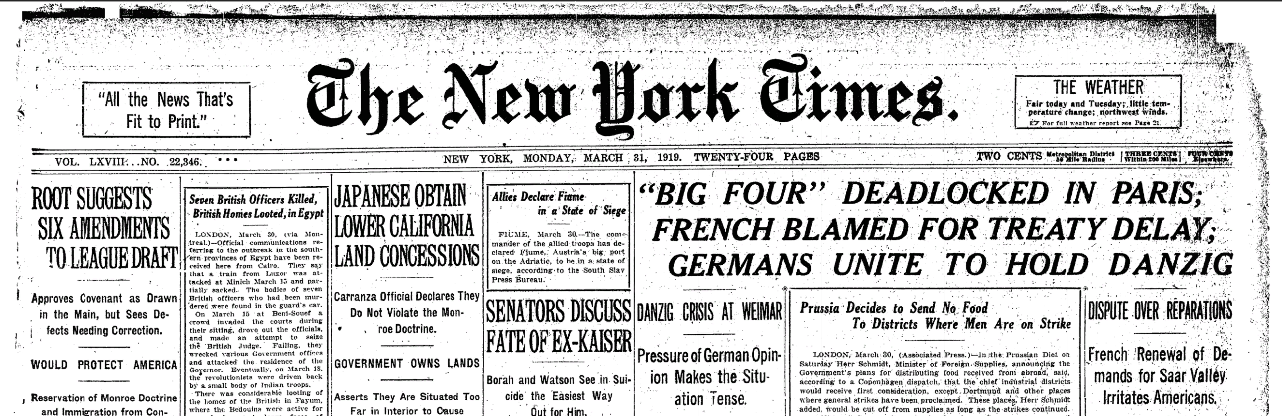
New York Times: «„Большая четвёрка“ зашла в тупик в Париже» (31 марта 1919)

На членах Совета, особенно Вильсоне, начало сказываться напряжение практически непрерывных заседаний, плохой погоды и столь же плохих новостей: в Венгрии коммунистическое правительство продолжало контролировать ситуацию; начало казаться, что в России большевики могут победить в Гражданской войне; в Данциге немецкие власти отказывались пропустить в город польские войска. 28 марта Клемансо вновь поднял вопрос о Сааре: не получив удовлетворения своих требований, он обвинил президента США в «прогерманской» позиции и стал угрожать своей отставкой. В явном раздражении Клемансо покинул зал заседаний, «Salle de l’Horloge»; позже он сказал Анри Мордаку, что не ожидал столь стойкой оппозиции своим требованиям.
Ллойд Джордж и Орландо, которые «с ужасом» наблюдали за произошедшим, попытались сгладить ситуацию на встрече во второй половине дня — переведя всю ситуацию в шутку. В частности, когда Тардьё в очередной раз начал рассказывать о древних связях между Сааром и Францией, Орландо указал ему, что Италия — исходя из таких рассуждений — может претендовать на все земли бывшей Римской империи, что было бы неловко для «моего хорошего друга» Ллойд Джорджа. Все рассмеялись, кроме Клемансо. В итоге, Ллойд Джордж предложил компромисс: автономный Саар, угольными шахтами которого будут владеть французские предприниматели, — было решено, что эксперты изучат такую возможность. Клемансо извинился и начал говорить о тёплых отношениях между Францией и США; Вильсон в ответ сделал изящный комплимент о «величии Франции». Наедине со своими близкими оба выражались друг о друге не столь любезно.

#### «Мирная конференция в кризисе»
В преддверии апреля в Париже пошёл снег. И хотя содержание заседаний Совета четырёх держалось в строжайшей тайне, по городу начали ходить слухи о сложностях между делегатами: «Лига Наций мертва, а мирная конференция провалена», — передавал в те дни корреспондент газеты «The New York Times». «Я никогда не видела [Вильсона] таким раздражённым и наполненным таким гневом», — писала секретарь миссис Вильсон.

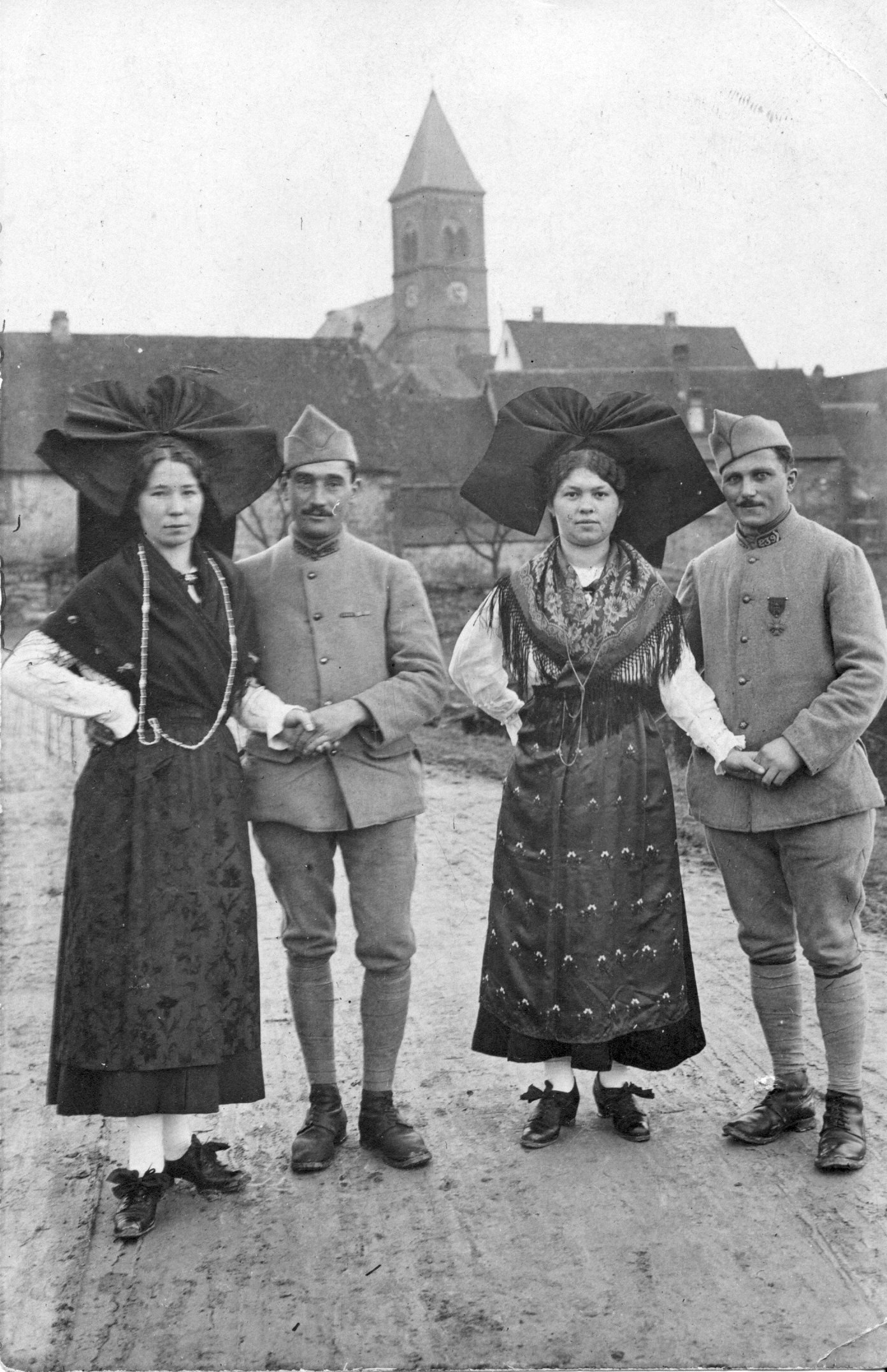
Французские солдаты в Эльзасе (1919)

3 апреля Вильсон слёг с сильной простудой, и его место в Совете занял полковник Хауз (что вызвало «восторг» Клемансо). Находясь в кровати, президент США попросил Грейсона договориться о том, чтобы пароход «Джордж Вашингтон», на котором он прибыл в Европу, находился в порту Бреста и был готов к отплытию: на следующий день новость о такой просьбе ожидаемо «просочилась», и угроза отъезда американского лидера вызвала сенсацию в прессе; «New York Times» вышла с заголовком «Мирная конференция в кризисе». Публично Клемансо называл действия Вильсона блефом, но в частных беседах французские представители выражали крайнюю обеспокоенность. Нападки на Вильсона во французской прессе ненадолго прекратились: цензоры сводили комментарии к минимуму, а парижская газета «Le Temps», хорошо известная своими тесными связями с французскими официальными кругами, напечатала статью о том, что Франция не намерена аннексировать какую-либо территорию, населённую немцами, — полностью принимая границы 1871 года, плюс Эльзас и Лотарингию.
Увидев такую позицию в прессе, французские депутаты и сенаторы начали призывать Клемансо твёрже придерживаться «законных требований» Франции; Фош начал кампанию в прессе с требованием оккупации Рейнской области, одновременно называя самого Клемансо «опасностью для Франции». Действия маршала вызвали тревогу в стране, которая ещё помнила военные перевороты XIX века (см. Термидор и установление Второй империи), и известные политики, журналисты и военные стали предупреждать Пуанкаре о том, что страна приближается к катастрофе. От президента стали требовать лично вмешаться в ход переговоров, сменив «неуступчивого» Клемансо. Узнав об этом, Клемансо сам пришёл в Елисейский дворец и «устроил сцену», обвинив президента в нелояльности и лжи, а также предложив свою отставку. Хотя в конце разговора политики и пожали друг другу руки, в своём дневнике Пуанкаре оставил запись: «Короче говоря, этот разговор показал мне, что Клемансо… жесток, тщеславен, заносчив… ужасно поверхностен, глух — как физически, так и интеллектуально — неспособен рассуждать и мыслить здраво, неспособен следить за ходом дискуссии». В конце марта — начале апреля только Ллойд Джордж продолжал заявлять об успехах конференции и скором подписании мира.

#### Демилитаризация и оккупация
8 апреля погода в Париже стала весенней, и Вильсон встал на ноги. Вопрос о статусе Саара был окончательно урегулирован через пять дней: эксперты пришли к компромиссу, согласно которому Франция получила право собственности только на шахты, а Лига Наций брала на себя управление регионом — как и в случае с Данцигом, это позволило формально не нарушать вильсоновские пункты. Через пятнадцать лет предполагалось провести плебисцит, в рамках которого жители могли бы выбрать между тремя вариантами: независимостью, вхождением в состав Франции и присоединением к Германии (в январе 1935 года референдум состоялся, и 90 % проголосовавших выступили за воссоединение с Третьим Рейхом: национал-социалистическая пропаганда не упустила возможности использовать результаты голосования, чтобы напомнить о «позоре Версаля»).

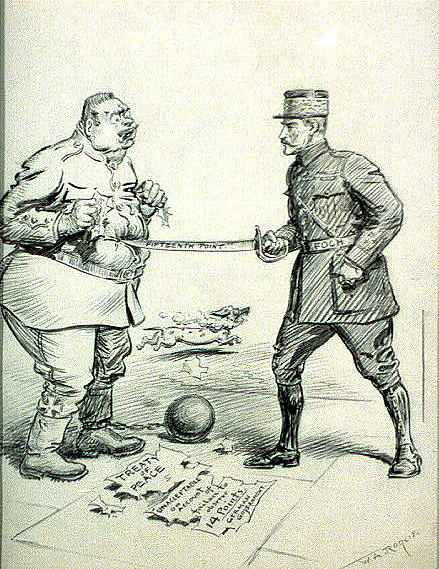
Карикатура: Фош дополняет вильсоновские пункты «пятнадцатым»

12 апреля Вильсон отправил Клемансо сообщение о том, что тому придётся ограничиться демилитаризацией Рейнской области — вместо её оккупации войсками Антанты. Через два дня Клемансо позвонил Хаузу, сообщив полковнику, что готов принять американскую позицию, но думает, что Фош с ней не согласится. В качестве альтернативы он предложил, чтобы США согласились на временную оккупацию Францией трёх зон вокруг плацдармов у ключевых мостов через Рейн: французские войска эвакуируются из первой зоны на севере (плацдарм вокруг Кёльна) через пять лет; из второй зоны в центре (вокруг Кобленца) — через десять лет; из третьей зоны на юге (вокруг Майнца) — через пятнадцать лет.
В ожидании ответа экзема на руках 78-летнего Клемансо заметно усилилась; он стал жаловаться на головокружение. Когда вечером 15 апреля Хауз сообщил ему, что Вильсон согласен на временную оккупацию, симптомы прошли: «Я больше не волнуюсь», — сказал Клемансо Мордаку. Французский лидер также пообещал Хаузу ответную любезность: все атаки французской прессы на Вильсона немедленно прекратятся. На следующий день даже те газеты, что обычно были откровенно враждебны к американскому президенту, были полны похвалы в адрес Соединённых Штатов и их лидера. Однако теперь уже Ллойд Джордж был раздражён всеми теми событиями, которые произошли во время его пребывания в Лондоне: «Провокационные инциденты, — писал он многие годы спустя, — являются неизбежным следствием любой оккупации территории иностранными войсками. Раздражающее воздействие… оккупации немецких городов войсками, в том числе „цветными“ частями, имело непосредственное отношение к жестокой вспышке патриотических настроений в Германии, которая нашла своё выражение в нацизме». В то же время, 22 апреля 1919 года он согласился с временной оккупацией.
25 апреля Клемансо выслушал яростную критику Фоша и других членов своего кабинета министров; Пуанкаре, ко всеобщему удивлению, просто попросил разъяснений по ряду деталей. По итогам заседания кабинет единогласно одобрил сделку, а 4 мая также единогласно утвердил мирные условия в целом. Фош назвал Клемансо преступником. До конца своих дней сам Клемансо полагал, что дал Франции лучшую сделку из возможных: он действительно взял от своих партнёров значительно больше, чем они изначально были готовы ему дать. При этом он не разорвал союз ни с Великобританией, ни с Соединёнными Штатами; и он же связал окончание оккупации с выполнением Германией других положений договора. Трудность, однако, заключалась в принуждении германских властей к выполнению достигнутых договорённостей: как скоро обнаружили преемники Клемансо, в том числе и Пуанкаре, Франция мало что могла сделать без британской и американской поддержки. В 1920-х годах такой поддержки у неё уже не было (см. Рурский конфликт).

## Подписание

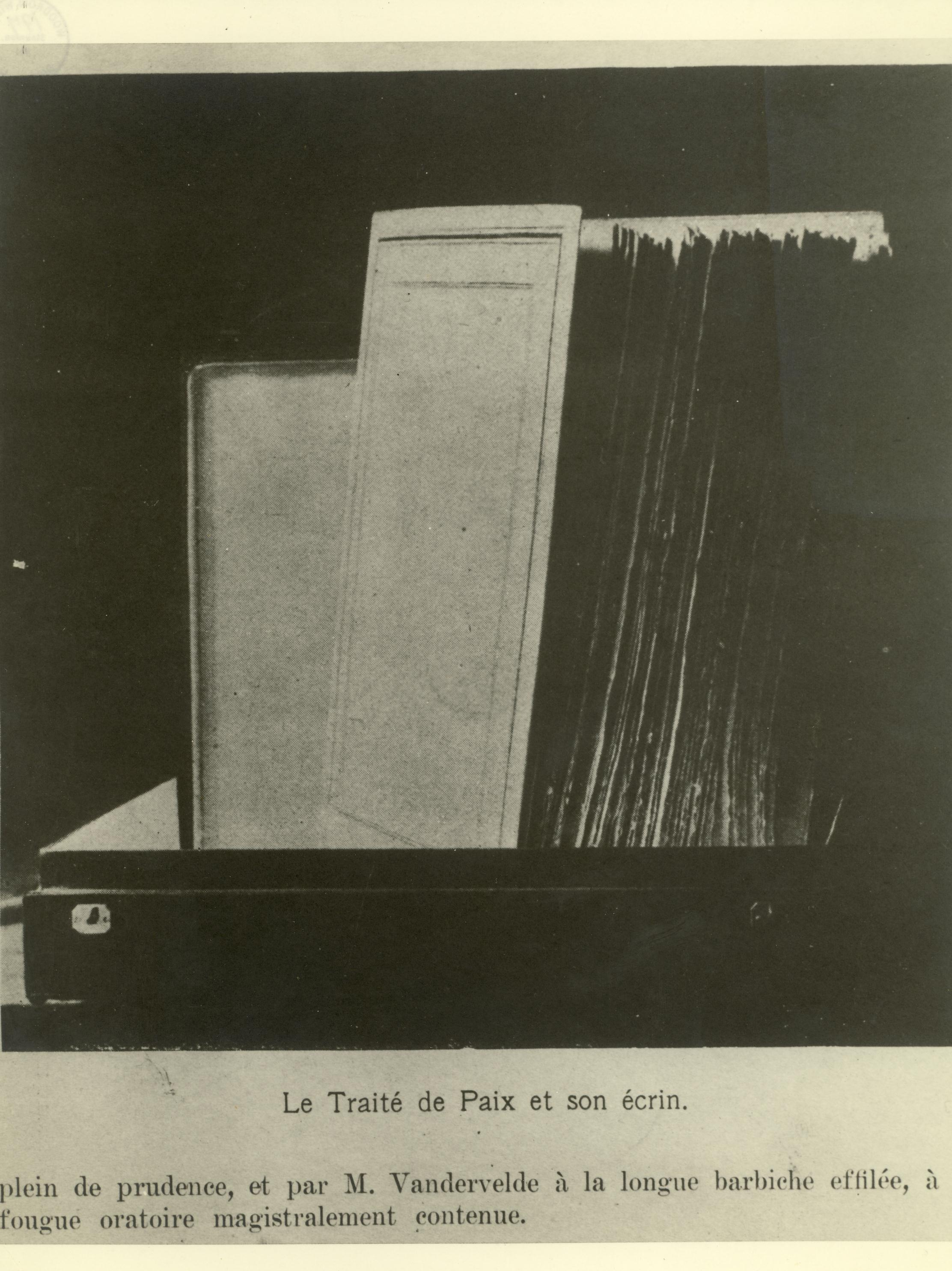
Проект договора

### Утверждение итогового текста
В воскресенье, 4 мая 1919 года, Совет четырёх, после ряда небольших правок, передал в печать итоговый текст «Германского договора», который состоял из 440 статей, объединённых в 15 разделов; после этого Ллойд Джордж отправился на пикник в Фонтенбло, а остальные разъехались отдыхать. Через два дня было созвано одно из редких пленарных заседаний Парижской мирной конференции — для итогового голосования по условиям мира, которые союзники предлагали Германии. Поскольку текст не был ещё распечатан, делегатам пришлось выслушать Тардьё, который прочитал обширное резюме на французском языке; многие англоязычные слушатели успели заснуть. Генри Вильсон предположил, что подобное утверждение договора — «не читая его» — стало беспрецедентным в истории.
Но даже при таком подходе у многих делегатов возникли возражения: португальские представители жаловались, что их страна не получит никаких репараций; их китайские коллеги не были согласны с решением «Шаньдунского вопроса»; итальянский делегат отметил, что его коллегам, возможно, есть, что добавить к пунктам, которые были приняты Советом в их отсутствие (см. Италия покидает конференцию); маршал Фош в очередной раз призвал сделать Рейн границей между Германией и Францией. Клемансо попытался одёрнуть Фоша, а Вильсон выразил своё удовлетворение от проделанной «величайшей» работы.

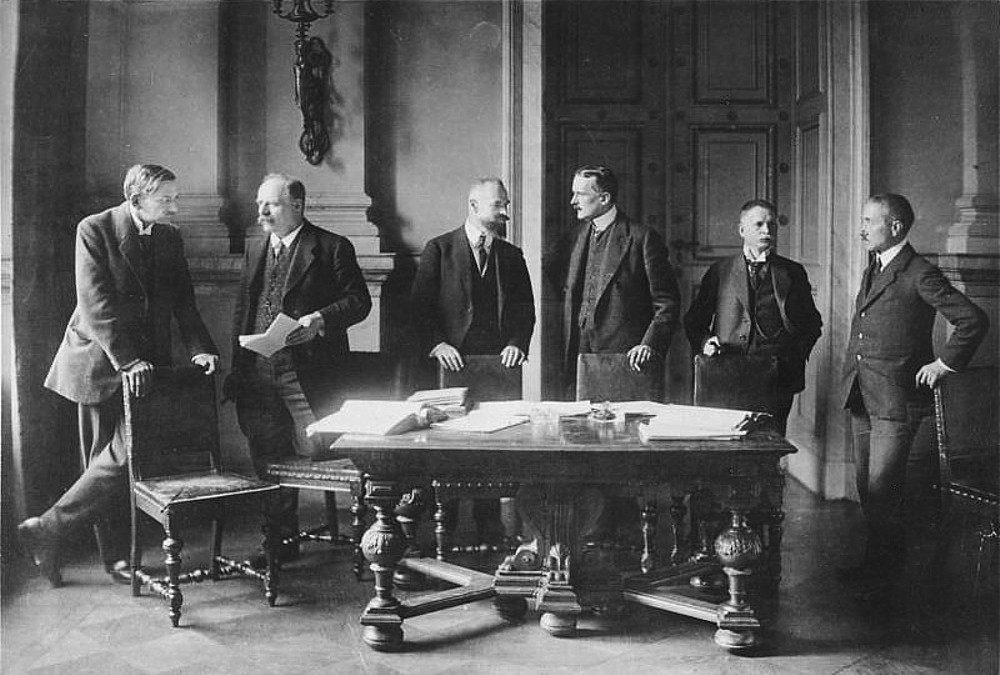
Германская делегация в Версале: (слева направо) Вальтер Шюккинг, рейхспостминистр Йоханнес Гизбертс, министр юстиции Отто Ландсберг, министр иностранных дел Ульрих фон Брокдорф-Ранцау, государственный президент Пруссии Роберт Лейнерт и финансовый советник Карл Мельхиор.

### Германская делегация
В то время, как в Париже проходило утверждение итогового текста, в Версале, в «холодном и мрачном» отеле «Des Reservoirs», немецкие делегаты — около 180 экспертов, дипломатов, секретарей и журналистов во главе с графом Ульрихом Брокдорф-Ранцау — ждали, когда к ним обратятся представители Антанты. Ещё 28 апреля они выехали из Берлина в «возбуждённом и почти ненормальном настроении», убеждённые в том, что к ним отнесутся как к партнёрам; однако приём во Франции оправдал их самые худшие опасения. В частности, французские власти специально замедлили ход их поезда, когда он проходил через районы, опустошённые войной. По прибытии их погрузили в автобусы и отправили в Версаль под конвоем; их багаж был буквально выброшен во дворе отеля; вокруг гостиницы был возведён забор — «для безопасности немцев».
Руководители делегации полагали, что принцип самоопределения народов будет применён и к ним — в частности, что немецкоязычной Австрии будет разрешено присоединиться к новой Германии (см. Аншлюс); они также полагали, что в Эльзасе и Лотарингии пройдут референдумы. В отсутствие официальных контактов, слухи — а также неформальные беседы в Берлине с полковником Артуром Конгером (Arthur Conger) и секретные встречи с профессором Эмилем Хагуенином (Émile Haguenin) — способствовали созданию подобного впечатления. Министерство иностранных дел Германии тем временем изучало союзническую прессу в поисках разногласий между странами-победительницами.

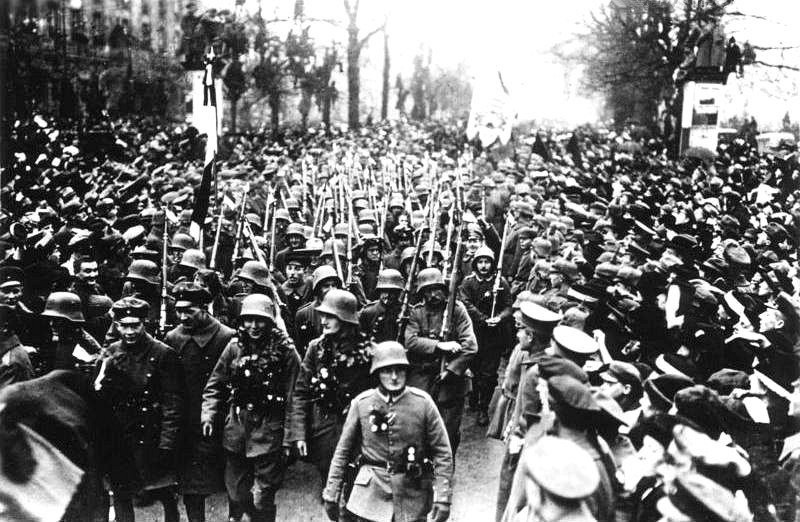
Войска, вернувшиеся с фронта (Берлин, декабрь 1918)

Не имея серьёзных военных аргументов, германские власти попытались смягчить условия мира, ссылаясь на «призрак скорой революции» и «большевизм» — документы, рассекреченные к началу XXI века, свидетельствуют, что на самом деле правительство Германии не воспринимало эту угрозу всерьёз.
Кроме того, ещё в ноябре 1918 года правительство создало специальное агентство, которое активно работало всю зиму, успев выпустить более 50 томов подробных исследований, карт и меморандумов — в том числе по Рейнланду, Саару и Польше, — которыми предполагалось «вооружить» немецких делегатов на переговорах в Париже. В Версаль были доставлены ящики, наполненные материалами для переговоров с Антантой, которых так и не случилось: среди них был и доклад «Начал ли немецкий генеральный штаб войну?», в котором рассматривались политические и военные события, предшествовавшие 1914 году, и подробные данные о британских нарушениях военного и международного права во время Англо-бурской войны. Делегаты продолжили трудиться над текстами и в самом Версале.
Французская пресса регулярно сообщала «дикие» новости из Версаля: согласно им, немцы поглощали огромное количество апельсинов и требовали себе много сахара. За забором отеля толпа парижан ждала возможности увидеть «врага»: иногда люди выкрикивали издевательства и свистели, но в основном вели себя скорее дружелюбно. Делегаты ездили на автомобильные экскурсии по городу и гуляли в местном парке Трианон.

### Первая встреча
Спустя неделю ожидания пришёл вызов на первую встречу, в отель «Trianon Palace», где 7 мая союзники предполагали передать немецким делегатам условия мира; после этого германской делегации давалось две недели, чтобы представить свои комментарии в письменном виде. Немецкая делегация так и не решила, как вести себя на первой встрече; во время передачи условий у Брокдорфа-Ранцау в кармане было сразу два текста обращения к лидерам Антанты: одно очень короткое и дипломатичное, а второе — длинное и «дерзкое». 7 мая комната отеля была переполнена: как сообщал немецкий журналист, «из представителей земных рас отсутствовали только индейцы и австралийские аборигены». Когда Брокдорф-Ранцау вошёл в зал, собравшиеся после недолгого колебания всё же встали со своих мест — как было принято до войны. Брокдорф-Ранцау и Клемансо поприветствовали друг друга поклоном.

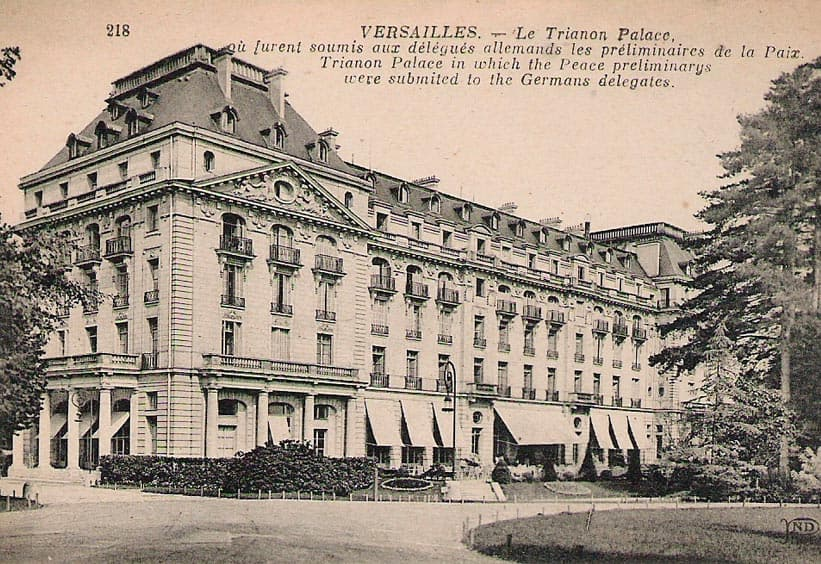
Отель «Trianon Palace» в начале XX века

Клемансо же и открыл заседание, сообщив, что страны Антанты подготовили условия мира, о котором их просили немецкие власти; когда он спросил, не хочет ли кто-нибудь выступить, Брокдорф-Ранцау поднял руку. Граф, чей предок многими считался биологическим отцом Людовика XIV, выбрал «длинную» речь. Хотя в его выступлении много говорилось и о примирении, неумелость переводчиков и резкий, хриплый голос самого Брокдорф-Ранцау произвели на слушателей ужасающее впечатление. Клемансо покраснел от гнева; Ллойд Джордж сломал нож для бумаги, который крутил в руках; Вильсон позднее сказал, что это была «самая бестактная речь», которую он когда-либо слышал. Только те, кто был рядом с графом, заметили, что когда он, покидая отель, остановился, чтобы закурить, его губы дрожали.

### Реакция на текст
За ночь немецкие делегаты успели перевести переданный им текст договора и переслать его в Берлин; прочитав его, некоторые из делегатов напились. Брокдорф-Ранцау с презрением сказал, что весь текст сводится к простой формуле: «Германия отказывается от всех претензий на своё существование» (фр. L’Allemagne renonce a son existence). Когда новости достигли германской столицы, реакция здесь была аналогичной: иллюзорные надежды на «справедливый мир Вильсона», обещавшего «мир без победы», сохранявшиеся несмотря на просачивавшиеся в прессу сведения об обсуждавшихся в Париже условиях договора, развеялись.
Хотя германское правительство и сомневалось в том, что это имеет смысл, Брокдорф-Ранцау выразил официальный протест по поводу 231-й статьи — из «чувства чести» он упорно продолжал свои атаки на пункт об ответственности Германии за развязывание войны, снова и снова возвращаясь к этому вопросу в своих развёрнутых нотах и меморандумах. Реакции со стороны представителей Антанты не последовало — союзники опасались начинать переговоры с германскими представителями, поскольку это могло как выявить, так и обострить имевшиеся внутри Антанты противоречия.
Условия мира кажутся невероятно суровыми и унизительными, в то время как многие из них просто невозможно реализовать на практике.— государственный секретарь США Роберт Лансинг
29 мая немецкая делегация составила развёрнутый комментарий к договору, пункт за пунктом разбирая его условия; ряд американских и британских экспертов счёл немецкий вариант значительно более «последовательным», чем союзнический; с развёрнутой критикой уже принятого текста выступил и Ян Смэтс. 1 июня в нескольких городах на Рейне, включая Висбаден, появились плакаты с призывами к провозглашению независимости, напечатанные местными сепаратистами при поддержке французских военных. Попытки сепаратистов захватить правительственные учреждения, однако, закончились неудачей (см. Рейнская республика). Брокдорф-Ранцау немедленно направил решительный протест Клемансо, а на следующий день Вильсон и Ллойд Джордж показали французскому лидеру донесения, которые они получили от своих генералов в Рейнской области, — в них описывались «французские интриги». Ллойд Джордж даже начал рассуждать о том, что в свете произошедшего Антанте придётся «переосмыслить» концепцию пятнадцатилетней оккупации Рейнской области.
Кроме того, 1 июня Ллойд Джордж, знавший об изменении настроений британской публики в пользу «умеренного» мира, созвал вместе британскую делегацию и лондонских министров. После долгого обсуждения встреча завершилась единогласным голосованием за то, чтобы уполномочить премьер-министра попросить Совет четырёх внести изменения в условия: в частности, в пункты о границах Германии с Польшей, о репарациях и об оккупации Рейнской области. Кроме того, было решено, что Германии следовало пообещать скорое вступление в Лигу Наций.

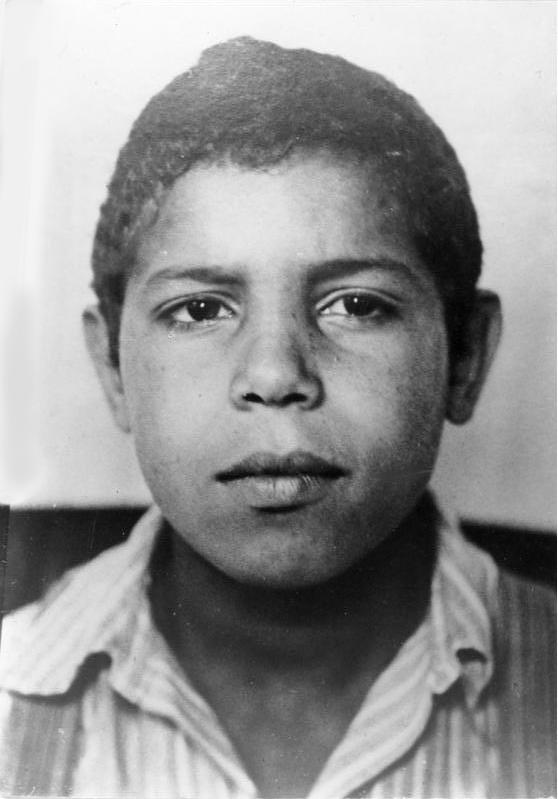
«Рейнландский бастард», использовавшийся в 1930-е как пример «предательства белой расы»

На следующий день Ллойд Джордж заявил Совету, что его коллеги не позволят ему подписать договор в его нынешнем виде; Вильсон и Клемансо были в ужасе от перспективы переделывать работу, которая отняла столько сил — они пришли к выводу, что у Ллойд Джорджа просто сдали нервы. В результате двухнедельных острых дискуссий в текст были внесены некоторые правки, направленные на то, чтобы минимизировать ожидавшиеся «трения» между оккупационными силами, немецкой администрацией и гражданским населением (см. «рейнландские бастарды»). Касательно вступления Германии в Лигу союзники просто заверили немецкое правительство, что они подумают об этом, если «Германия будет вести себя должным образом». Ллойд Джордж начал сомневаться и в положениях о репарациях — ещё недавно энергично противившийся указанию в договоре фиксированной суммы, он вернулся к обсуждению этого варианта; американские эксперты даже предложили указать сумму в 120 миллиардов золотых марок — и успели составить соответствующую записку немцам. В итоге, однако, положения о репарациях остались без изменений.

### В Германии

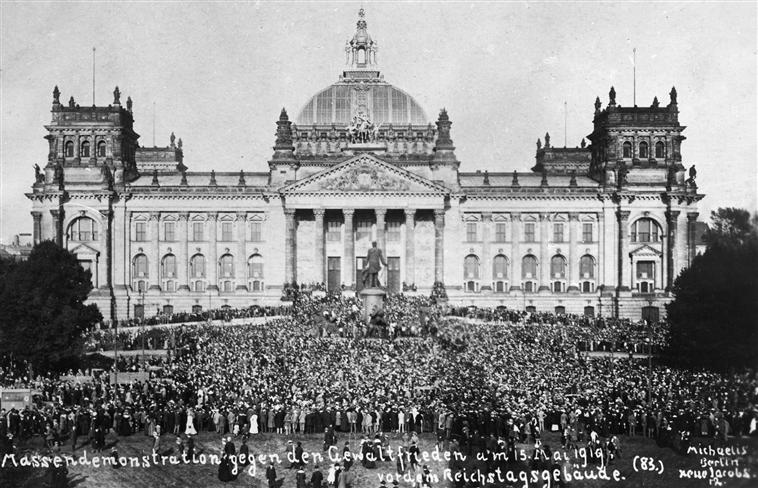
Демонстрация в Берлине против подписания мира (15 мая 1919)

16 июня германской делегации сообщили, что у неё есть три дня для принятия договора (впоследствии срок был продлён до 23 июня): в ту же ночь Брокдорф-Ранцау и его основные советники выехали в Веймар. Когда машины с немецкими представителями ехали к железнодорожной станции, одна из секретарей делегации получила тяжёлое увечье от камня, брошенного из толпы, стоявшей вдоль дороги. Агенты союзников в Берлине сообщали, что, весьма вероятно, правительство Германии отклонит договор: немецкое общественное мнение было категорически против подписания, хотя и было неясно, готово ли оно к новой войне. Брокдорф-Ранцау, полагавший, что Антанта не решится на вторжение вглубь Германии, и все члены делегации выступали за отказ от подписания. Клемансо заговорил на Совете о военных мерах на случай отказа: его без колебаний поддержали Вильсон и Ллойд Джордж; 20 мая Фош как верховный главнокомандующий всеми войсками Антанты отдал приказ о подготовке масштабного прорыва 42 дивизий в центральную Германию, а британский флот начал готовиться к возобновлению морской блокады. За два дня до крайнего срока офицеры интернированного немецкого флота затопили свои дредноуты и эсминцы в Скапа-Флоу. При попытке британских моряков их остановить десять (по другим данным — девять) немецких матросов погибли.
В Германии политическая ситуация напоминала хаос: коалиционное правительство разделилось в своём отношении к договору. Региональная ситуация была похожей: в то время как политические лидеры западной части бывшей империи (вдоль маршрута потенциального вторжения Антанты) были за мир любой ценой, их коллеги из Восточной и Центральной Германии были против условий договора. Среди германских военных начали распространяться «безумные» планы, включая создание на востоке страны нового государства, которое стало бы «крепостью» против союзников; обсуждалась возможность военного переворота (см. Капповский путч). Среди немногих политиков в Берлине, открыто выступавших за подписание, был Маттиас Эрцбергер.
22 июня кабинет министров Германии подал в отставку; в тот же день Брокдорф-Ранцау покинул пост главы немецкой делегации и заявил, что вообще уходит из политики. Президенту Фридриху Эберту удалось сформировать новое правительство, и после ещё одной продолжительной дискуссии Веймарское учредительное собрание проголосовало за подписание договора — с оговоркой, что Германия не признаёт статьи о выдаче военных преступников и об ответственности за развязывание войны. Ответ из Парижа пришёл быстро: «Правительство Германии должно принять или отказаться… от подписания договора в течение установленного периода времени». Немецкие власти попросили Париж о продлении срока, поскольку многие депутаты успели разойтись, полагая решение принятым; утром 23 июня из Парижа пришло известие, что срок не будет продлён. В итоге правительство «капитулировало»: ему удалось получить от Учредительного собрания резолюцию с одобрением всех условий.

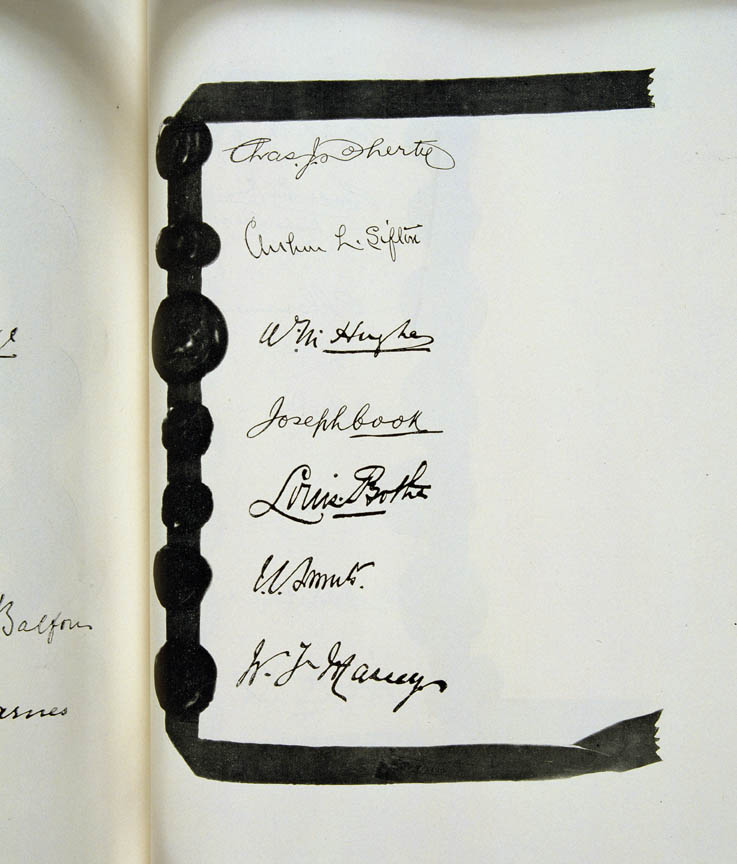
Подписи под договором

В Париже тем временем ждали окончательного ответа. Около 16:30 секретарь ворвался в зал заседаний Совета, чтобы сообщить, что ответ Германии готов. В 17:40 в зал доставили короткую записку, вокруг которой столпились присутствовавшие государственные деятели — пока французский офицер переводил с немецкого. Ллойд Джордж «расплылся в улыбке», Вильсон улыбнулся, а Клемансо отдал приказ Фошу остановить военные приготовления.

### Церемония подписания

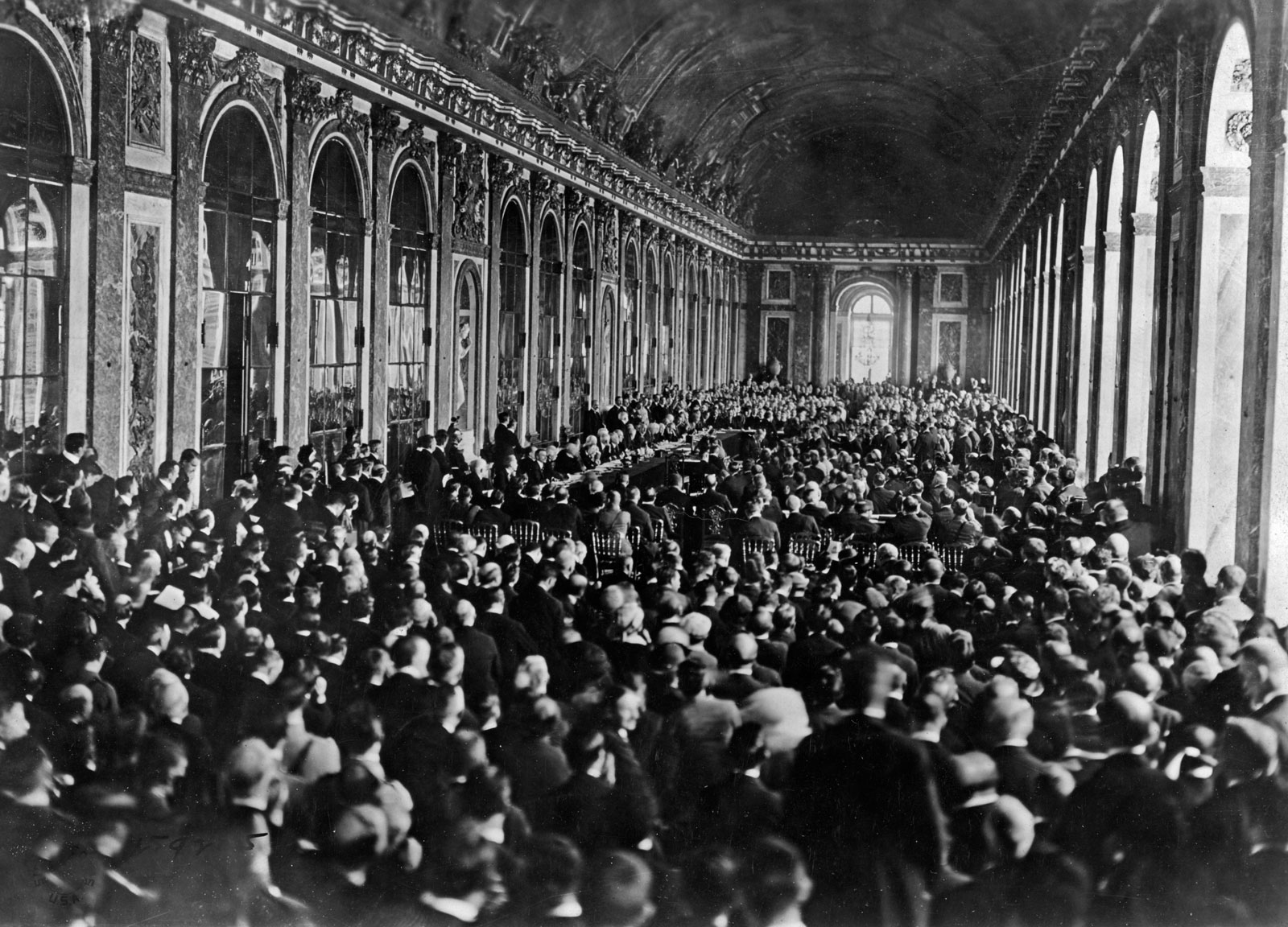
Церемония подписания, 28 июня 1919

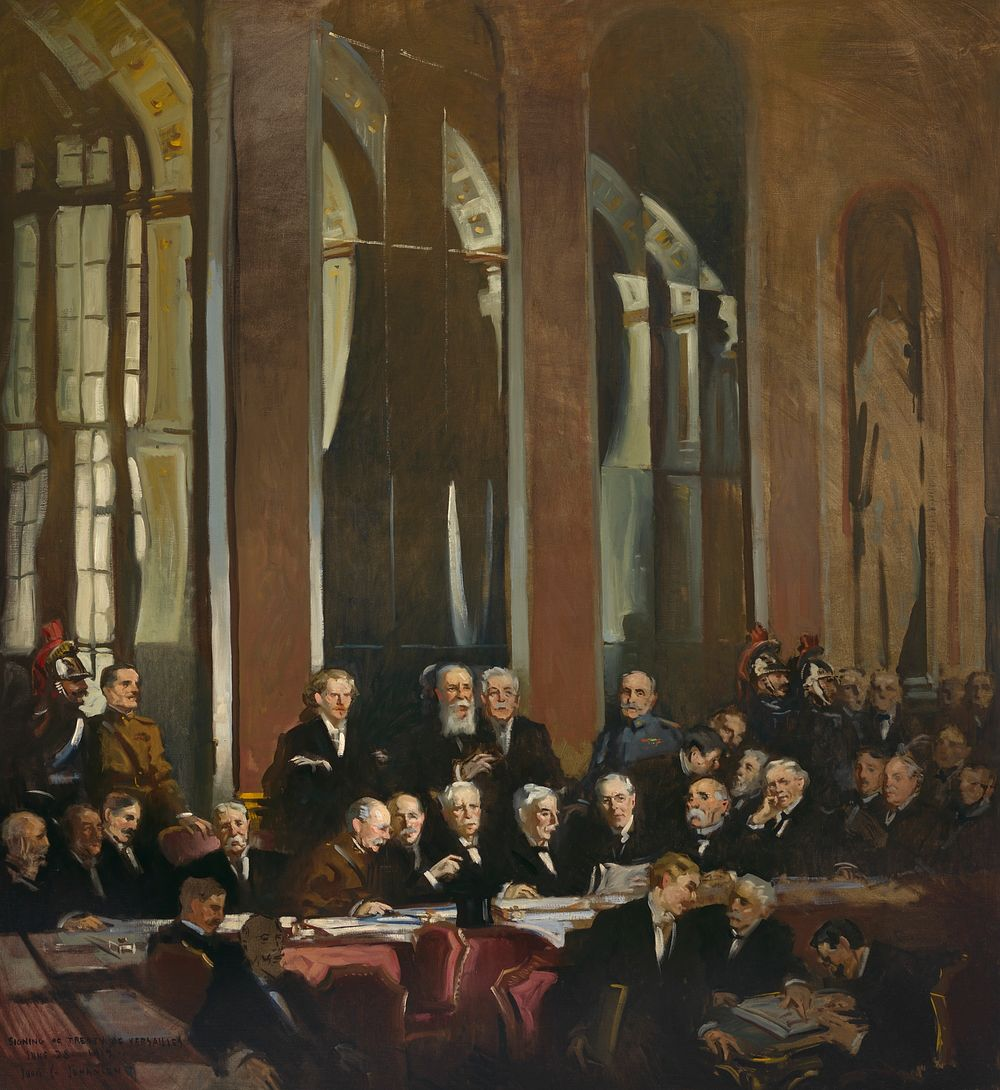
Церемония подписания на картине Йохансена

Церемония подписания была назначена на 28 июня — годовщину убийства эрцгерцога Фердинанда в Сараеве; местом проведения был выбран «Зеркальный зал» (Зеркальная галерея) в Версальском дворце, где в 1871 году было провозглашено создание Германской империи. Не оставляя ничего на волю случая, Клемансо лично взял на себя ответственность за организацию события, забавляя окружающих скандальными историями о французских королях; Клемансо приказал принести в залы величественную мебель и развесить старинные гобелены, чтобы добавить великолепия всему мероприятию — крупные французские чиновники принялись обыскивать музеи и антикварные магазины Парижа в поисках предметов, способных удовлетворить Клемансо.
Многие из дипломатов также отправились в антикварные магазины, чтобы выбрать себе что-либо в качестве личной печатки; согласно дипломатической традиции того времени, подпись должна была заверяться оттиском печати. Австралийца Хьюза с трудом удалось отговорить от выбора изображения «Геракла, убивающего дракона», и он использовал кнопку от австралийской военной формы. Ллойд Джордж подумал, что сможет использовать в качестве печати монету в один золотой фунт: когда Клемансо попросил после церемонии оставить монету ему, Ллойд Джордж ответил, что она у него последняя — остальные «перебрались в Америку».
Каждой из пяти крупнейших держав-победительниц в зале было выделено по шестьдесят мест; в итоге в помещении оказались и посторонние люди; ходили слухи о продаже мест на церемонии. В зале нашлось место и нескольким рядовым солдатам, получившим увечья в годы войны. 25 июня пришло сообщение, что на церемонию от Германии будут направлены чиновники самого низкого ранга — германскому правительству якобы было трудно найти министра, который был бы готов поставить свою подпись под Версальским миром. Только 27 июня стало известно, что в Париж согласились поехать новый министр иностранных дел Герман Мюллер и министр транспорта Йоханнес Белл: они прибыли в три часа утра. По Парижу поползли слухи о бомбе, которую якобы привезли с собой немцы, чтобы взорвать себя вместе с лидерами Антанты.
Утром 28 июня, за несколько часов до церемонии, Франция подписала отдельные договоры с Британией и США — о взаимных гарантиях в случае нового нападения Германии; полковник Хауз, правда, обоснованно сомневался, что подобный договор будет ратифицирован американским Сенатом. После этого участники конференции отправились в Версаль на автомобилях и грузовиках. На протяжении мили — от ворот и до самого дворца — была выстроена французская кавалерия в парадной форме. Церемония стала первым в истории подписанием крупного международного договора, который был снят на киноплёнку. Несколько ключевых персон Парижской мирной конференции отсутствовали в зале: Фош отправился в свою штаб-квартиру в Рейнской области; китайская делегация также не явилась.

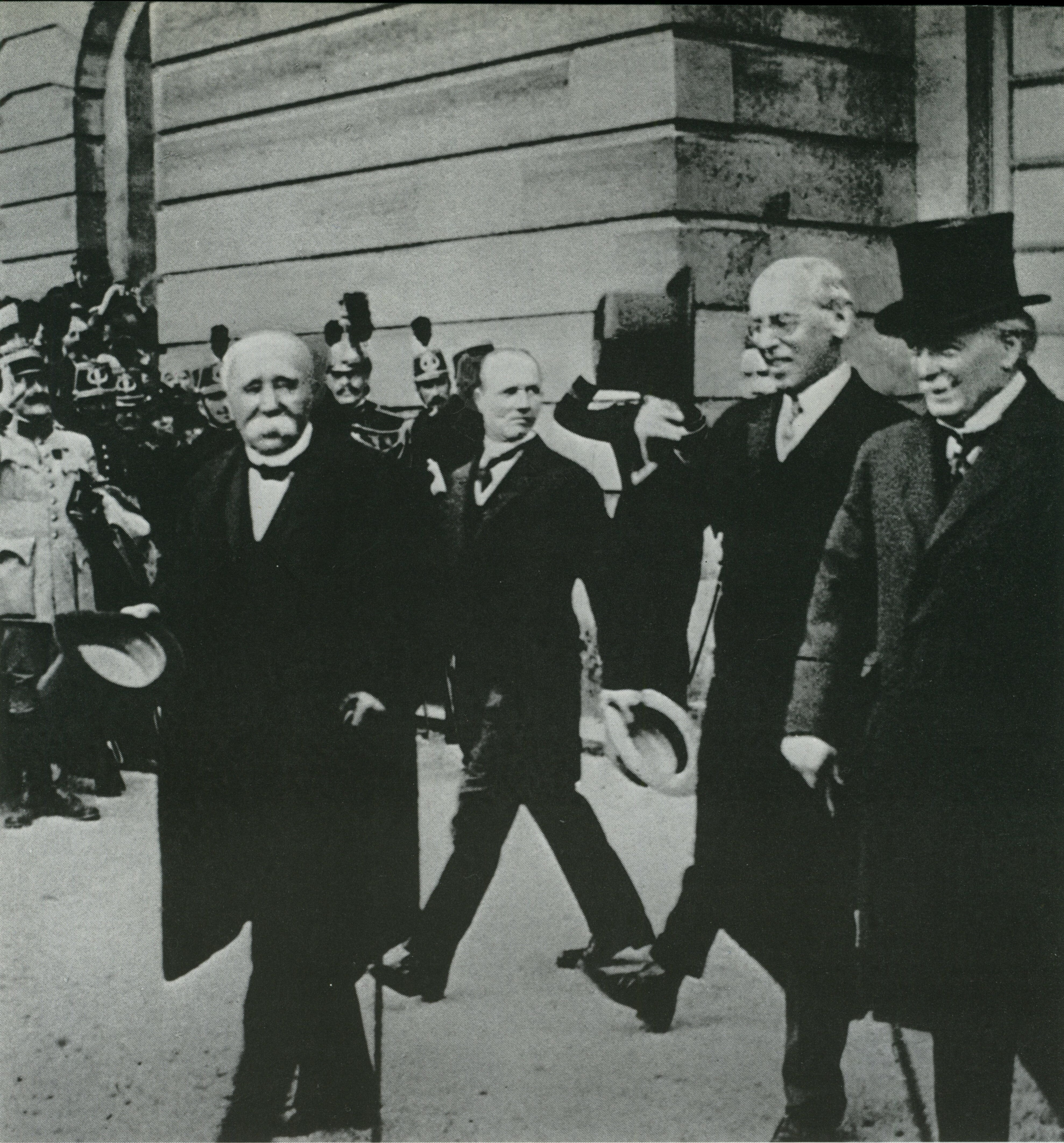
Лидеры Антанты после подписания Версальского мира: Клемансо, Вильсон, Ллойд Джордж (1919)

В три часа дня помощники призвали к тишине, и Клемансо приказал «привести немцев»; в зал вошли два «мертвенно бледных» немецких делегата, одетых в официальные костюмы. Дрожащими руками они поставили свои подписи; вокруг Версаля раздался салют. Помимо основного Версальского договора были подписаны ещё два документа: протокол об управлении Рейнской областью и договор с Польшей («Малый Версальский договор»). Хауз счёл всю церемонию похожей на древнеримский триумф — когда побеждённых тянули за колесницей, на которой восседал их завоеватель. Многие присутствовавшие стали брать автографы у делегатов; немецкие представители сидели в одиночестве, пока боливийцы, а затем и двое канадцев не попросили автограф и у них. Через 45 минут церемония завершилась, и германских представителей отвезли в отель; немцы настояли на том, чтобы уехать в Веймар в ту же ночь.
Когда главные лидеры Антанты после церемонии вышли на террасу, вокруг них собралась огромная толпа. Той же ночью Вильсон уехал на поезде в Гавр, откуда отбыл в США. Клемансо пришёл проводить его и, по словам одного из репортёров, сказал в несвойственном ему эмоциональном порыве, что «чувствует, как теряет одного из лучших друзей». В отеле «Majestic» английские представители получили праздничный ужин с бесплатным шампанским. Париж заполнился поющими и танцующими людьми, отмечавшими окончание войны; парижане развезли по городу захваченные немецкие орудия, выставленные в годы войны властями на бульварах — городской администрации потребовалось много сил и времени, чтобы найти их и вернуть на место.

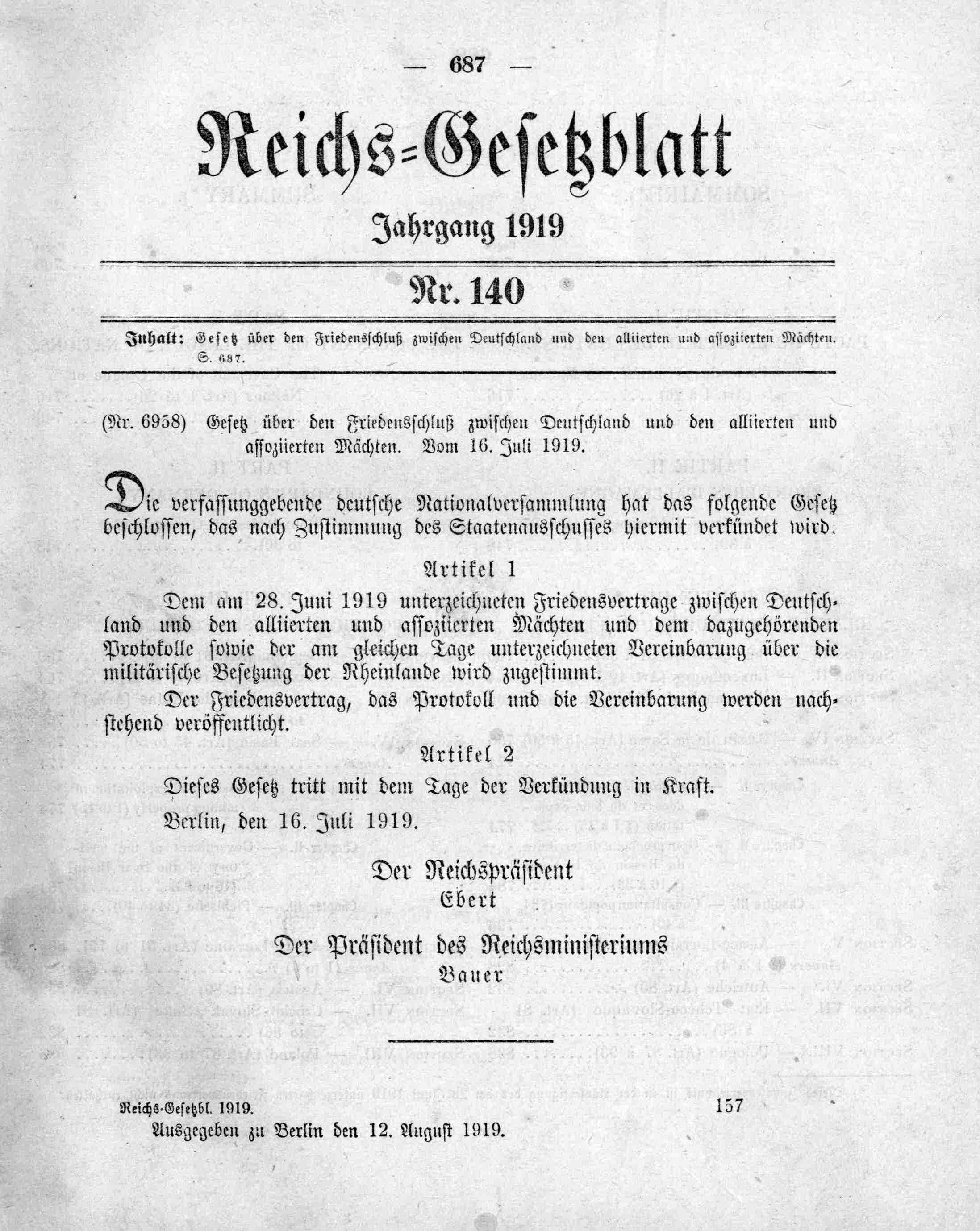
«Мирный договор между союзными и объединившимися державами и Германией»: официальный немецкий текст, изданный 12 августа 1919

## Ратификация
Версальский договор вступил в силу 10 января 1920 года — после его ратификации парламентом Германии, а также Великобританией, Францией, Италией и Японией. Конгресс США отказался ратифицировать документ в связи с наличием в нём отсылок к Лиге Наций, и 21 августа 1921 года США заключили с Германией отдельный договор, практически идентичный Версальскому.

## Итоговые условия договора

### Территории
Согласно итоговым условиям Версальского мирного договора, Германия возвращала Франции Эльзас-Лотарингию (в границах 1870 года) со всеми мостами через Рейн, передавала Бельгии округа Эйпен-Мальмеди («Восточные кантоны»), а также так называемую нейтральную и прусскую части Морене. К новообразованной Польше отходили Позен (Познань), части Померании (Поморья) и ряд других территорий Западной Пруссии; Данциг (Гданьск) и его округ был объявлен «вольным городом» Лиги Наций. Он включался в польскую таможенную систему. Польша получала контроль над железнодорожными и речными путями Данцигского коридора. Регион Мемельланд (Мемельская область) был передан под управление держав-победительниц (в феврале 1923 года был присоединён к Литве). К Чехословакии отошёл небольшой участок территории Верхней Силезии — Глучинская область.
Вопрос о государственной принадлежности Шлезвига, южной части Восточной Пруссии и всей Верхней Силезии предстояло решить на плебисцитах. Земли на правом берегу Одера, Нижняя Силезия, большая часть Верхней Силезии и другие территории остались под управлением Веймарской республики. Регион Саар на 15 лет переходил под управление Лиги Наций — после чего в нём предполагалось также провести плебисцит; угольные шахты Саарского бассейна переходили в собственность Франции.
Германия признавала и обязывалась строго соблюдать независимость Австрии, а также признавала полную независимость Польши и Чехословакии. Вся германская часть левобережья Рейна и полоса правого берега шириной 50 км подлежали демилитаризации — здесь была создана Рейнская демилитаризованная зона. В качестве гарантии соблюдения Германией условий демилитаризации на период от 5 до 15 лет оккупировались районы вокруг мостов через Рейн.

### Территориальные и людские потери бывшей Германской империи

Германия после Версальского договора:
Территории под управлением Лиги Наций
Территории, аннексированные соседними странами
Территория Веймарской Германии

По сравнению с Германской империей, Веймарская республика потеряла десять процентов населения и тринадцать процентов территории; она продолжила оставаться крупнейшей страной в Европе к западу от Советского Союза. Отделение Восточной Пруссии от остальной Германии было связано с рядом трудностей, но такое разделение не было чем-то новым для Пруссии, которая на протяжении большей части своей истории включала в себя эксклавы.
| Государства-приобретатели | Площадь, км² | Население, тыс. чел. |
| ------------------------- | ------------ | -------------------- |
| Польша                    | 43 600       | 2950                 |
| Франция                   | 14 520       | 1820                 |
| Дания                     | 3900         | 160                  |
| Литва                     | 2400         | 140                  |
| Вольный город Данциг      | 1966         | 325                  |
| Бельгия                   | 990          | 65                   |
| Чехословакия              | 320          | 40                   |
| Всего                     | 67 696       | 5500                 |

### Правовые условия
По Версальскому договору на Германию была возложена вся ответственность за ущерб, нанесённый в ходе боевых действий — а бывший император Вильгельм II обвинялся в преступлении против международной морали и в военных преступлениях. Согласно статье 116-й Германия признавала «независимость всех территорий, входивших в состав бывшей Российской империи к 1 августа 1914 года», а также аннулировала Брестский мирный договор — наравне со всеми другими соглашениями, заключёнными ею с большевистским правительством; Бухарестский договор также аннулировался. Статья 116 мирного договора признавала за Россией право получения от Германии соответствующей части репараций.
Статья 117 ставила под сомнение легитимность большевистского правительства в России и обязывала Германию признать все договоры и соглашения союзных держав с государствами, которые «образовались или образуются на всей или на части территорий бывшей Российской империи». Германия оставляла свои войска в прибалтийских республиках и в Литве впредь до особого распоряжения союзников. Германия отказывалась от своих прав и преимуществ в Китае, Сиаме, Либерии, Марокко, Египте и соглашалась на протекторат Франции над Марокко и Великобритании над Египтом. Германия должна была признать договоры, которые будут заключены с Турцией и Болгарией.

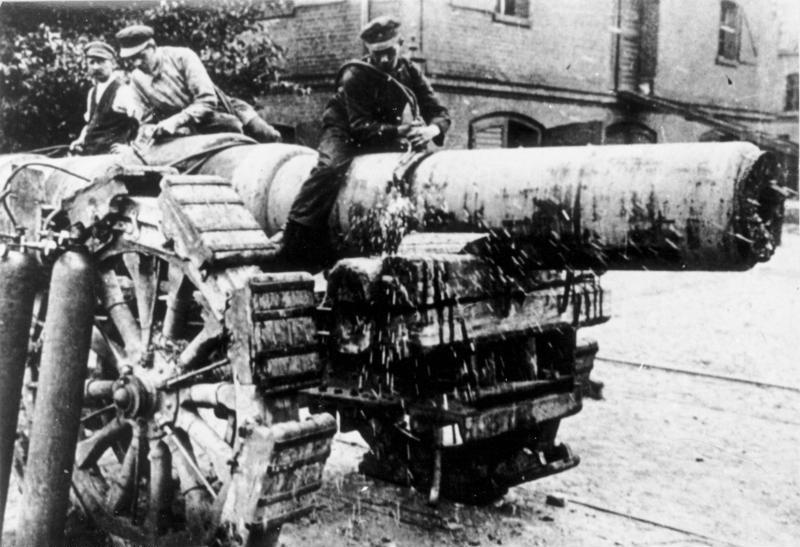
Разрезание тяжёлого германского орудия по условиям мира (1919—1920)

### Военные ограничения
Всеобщая воинская повинность в Германии отменялась. Армия, состоявшая из добровольцев, не должна была превышать 100 тысяч человек, в том числе не более 4 тысяч офицеров. Генеральный штаб и военная академия распускались и не подлежали восстановлению. Срок найма унтер-офицеров и солдат определялся в 12 лет, вновь набираемых офицеров — 25 лет. Все укрепления Германии уничтожались, за исключением располагавшихся на юге и востоке страны. Военный флот был сведён к 6 броненосцам, 6 лёгким крейсерам, 12 контрминоносцам и 12 миноносцам. Иметь подводный флот Германии запрещалось. Остальные германские военные суда подлежали передаче союзникам или уничтожению. Германии запрещалось иметь военную и морскую авиацию, а также дирижабли. Запрещалось иметь бронетехнику (за исключением небольшого количества бронированных автомобилей для нужд полиции). При этом Германия освобождалась от оккупации. Производство оружия по строго контролируемой номенклатуре могло осуществляться лишь под контролем союзников. Для наблюдения за выполнением военных условий договора создавались три международные контрольные комиссии.

### Экономические условия. Репарации
Германия обязывалась возмещать в форме репараций убытки, понесённые правительствами и отдельными гражданами стран Антанты в результате военных действий: определение размеров репараций возлагалось на особую репарационную комиссию, которая должна была определить к 1 мая 1921 года сумму контрибуции, которую Германия обязана была покрыть в течение 30 лет.
До 1 мая 1921 года Германия обязывалась выплатить союзникам 20 миллиардов марок золотом, товарами, судами и ценными бумагами. В обмен за потопленные суда Германия должна была предоставить все свои торговые суда водоизмещением свыше 1600 тонн, половину судов свыше 1 тысячи тонн, одну четверть рыболовных судов и одну пятую часть всего своего речного флота и в течение пяти лет строить для союзников торговые суда по 200 тысяч тонн в год. В течение 10 лет Германия обязывалась поставлять Франции до 140 миллионов тонн угля, Бельгии — 80 миллионов, Италии — 77 миллионов. Германия должна была передать союзным державам половину всего запаса красящих веществ и химических продуктов и одну четвёртую часть будущего производства до 1925 года.
Экономическими статьями Версальского договора предусматривалось снятие всех ограничений на ввоз товаров из стран-победительниц, свободный пролёт самолётов над территорией Германии; реки Эльба, Одер, Неман и Дунай объявлялись свободными для судоходства в пределах Германии, как и Кильский канал. Речное судоходство на территории Германии ставилось под контроль международных комиссий.

## Соблюдение договора
В 1924 году британский член контрольной комиссии по контролю за соблюдением Германией военных условий опубликовал статью, в которой жаловался, что немецкие военные систематически препятствовали её работе — и что нарушения положений договора о разоружении являлись массовыми. Власти Германии объявили статью клеветнической и подняли волну протестов — лишь после прихода к власти национал-социалистов немецкие генералы признали, что статья была совершенно правдива.

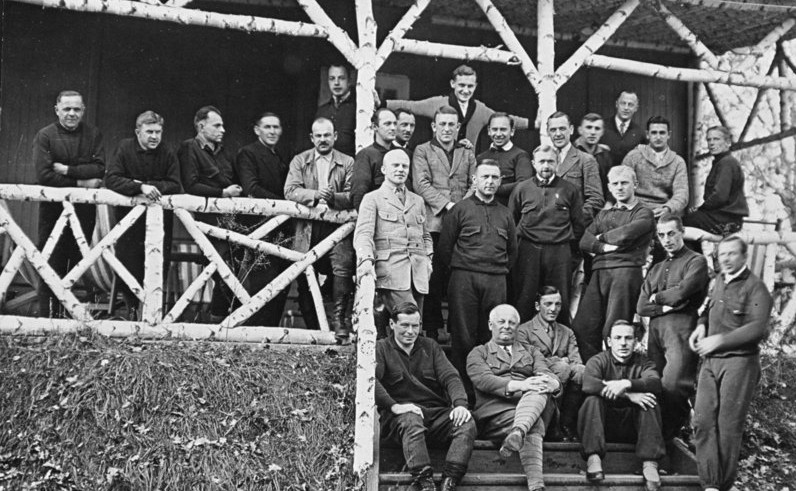
Немецкий персонал базы по испытаниям химического оружия «Tomka» (Шиханы, Саратовская область, 1928)

Масштабы нарушений договора, который не привёл к «духовной демобилизации», неясны по сей день. Однако известно, что гражданские воздухоплавательные клубы внезапно стали очень популярными после 1919 года — а после того, как Гитлер стал канцлером, его правительство смогло почти сразу воссоздать немецкие военно-воздушные силы. Начиная с того же года прусские полицейские силы стали обретать всё более военный облик как в своей организации, так и в подготовке своих членов. Хотя фрайкор, возникший в 1918 году, и был распущен, его члены массово и «с изобретательностью» создавали бригады по трудоустройству, велосипедные агентства, цирки, детективные бюро. Версальский договор ограничил число офицеров в армии до 4000, но в нём ничего не говорилось о сержантском составе — в итоге, в немецкой армии оказалось 40 000 сержантов и капралов.
Германские заводы, недавно производившие танки, были переименованы в «тракторные», а их лаборатории занялись исследованиями в области чрезвычайно тяжёлых тракторов (см. PzKpfw I). По всей Европе — в особенности, в Нидерландах и в Швеции — компании с немецкими собственниками работали над созданием новых танков и подводных лодок. Советский Союз считался самым безопасным местом для подобной работы, поскольку был максимально удалён от наблюдателей контрольной комиссии. Веймарская республика проводила выплату репараций, часто задерживая платежи, вплоть до 1932 года; уже после Второй мировой войны долги по репарациям были урегулированы Лондонским долговым соглашением 1953 года. В итоге выплата Германией репараций продолжалась вплоть до 2010 года.

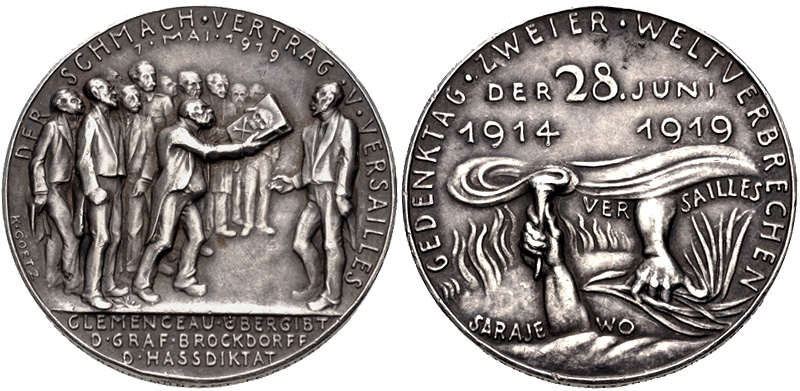
Памятная медаль, выпущенная в Веймарской республике по случаю 10-й годовщины Версальского договора: Клемансо передаёт Брокдорфу-Ранцау «диктат» с черепом и скрещёнными костями

## Оценки и влияние
Практически сразу после подписания Версальского договора в Веймарской республике началась кампания за отмену его условий, в особенности — пункта об ответственности за развязывание войны. По мере того, как воспоминания об отчаянном положении Германии на рубеже 1918—1919 годов стирались из памяти, всё большую популярность набирала версия об «ударе ножом в спину», нанесённом победоносной германской армии продажными политиками и евреями. Внешняя политика Веймарской республики строилась — в основном, если не исключительно — вокруг Версальского договора. Министерство иностранных дел Германии создало специальную секцию по вопросу об ответственности за развязывание войны, которая финансировала критические исследования по данной проблеме — а в пивных ресторанах Баварии молодой герой прошедшей войны Адольф Гитлер собирал толпы своими громкими и язвительными заявлениями о «постыдном мире». Советская пропаганда также использовала «неслыханный, грабительский мир» (Владимир Ленин), «горячечную фантазию мелкобуржуазного выскочки» (Лев Троцкий) и «цепи Версаля» (Иосиф Сталин) для дискредитации как Лиги Наций, так и капиталистической системы в целом. По мнению британского историка Алана Тейлора, Версальский мир изначально был морально несостоятельным. Его требовалось проводить в жизнь принудительно. Ни один немец не признавал договор справедливым соглашением, заключенным между равными, «без победителей и побежденных».  
Одновременно общественное мнение в Британии и США с каждым годом всё больше склонялось к представлению, что мирные соглашения, заключённые с Германией в 1919 году, были несправедливыми. Многочисленные мемуары и художественные произведения, вышедшие в течение десятилетия после окончания мирового конфликта (включая роман «На Западном фронте без перемен»), показывали широкой аудитории ужасы траншейной войны, которые испытали на себе солдаты с обеих сторон конфликта. Публикация конфиденциальных документов из довоенных архивов, произошедшая в тот же период, подорвала версию о том, что ответственность за войну несёт исключительно кайзеровское правительство — появились исторические труды, в которых «вина распределялась более равномерно».

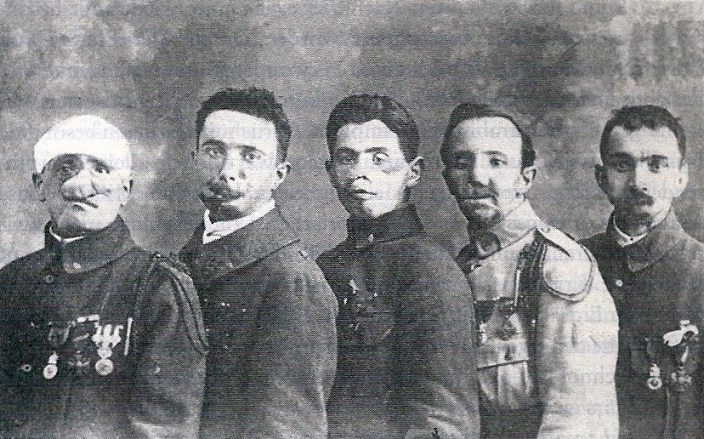
Инвалиды Первой мировой, присутствовавшие при заключении договора

Националистическим партиям удалось убедить широкие слои немецкого населения в том, что все проблемы Германии — высокие цены, низкая заработная плата, безработица, налоги, инфляция — имеют своим корнем «Версальский диктат». Идея о высокой стоимости участия в мировой войне, поражение в которой не позволило перенести расходы на другую сторону, не находила сторонников. Окончательная сумма репараций, установленная в Лондоне в 1921 году, составила 132 миллиарда золотых марок — что было многократно меньше расходов, понесённых любой из Великих держав в годы войны. Благодаря сложной системе дополнительных условий, в действительности Германия обязывалась заплатить менее половины от этой суммы: союзники получили 36 миллиардов марок, из которых только 3 миллиарда не являлись займами (в основном, американскими) правительству в Веймаре. Но эти сухие цифры не мешали убеждённости подавляющего большинства граждан Германии, что они платят слишком много. В итоге вопрос о репарациях способствовал ухудшению отношений между Германией и Антантой — а также и между самими союзниками по Великой войне — на протяжении большей части 1920-х и 1930-х годов.
Популярный после войны тезис о невозможности существования разделённой «Польским коридором» страны оспаривается современными исследователями, которые ссылаются на пример Аляски. Имевшие место транспортные проблемы были в большей степени связаны с неспособностью Германии и Польши наладить межправительственный диалог: реваншистские настроения в Германии были особенно сильны как раз в отношении Польши. Созданные в 1940 году, после Польской кампании, новые границы Рейха — несмотря на многочисленные заявления нацистской пропаганды о «восстановлении» — имели мало общего с теми, что существовали до 1914 года.

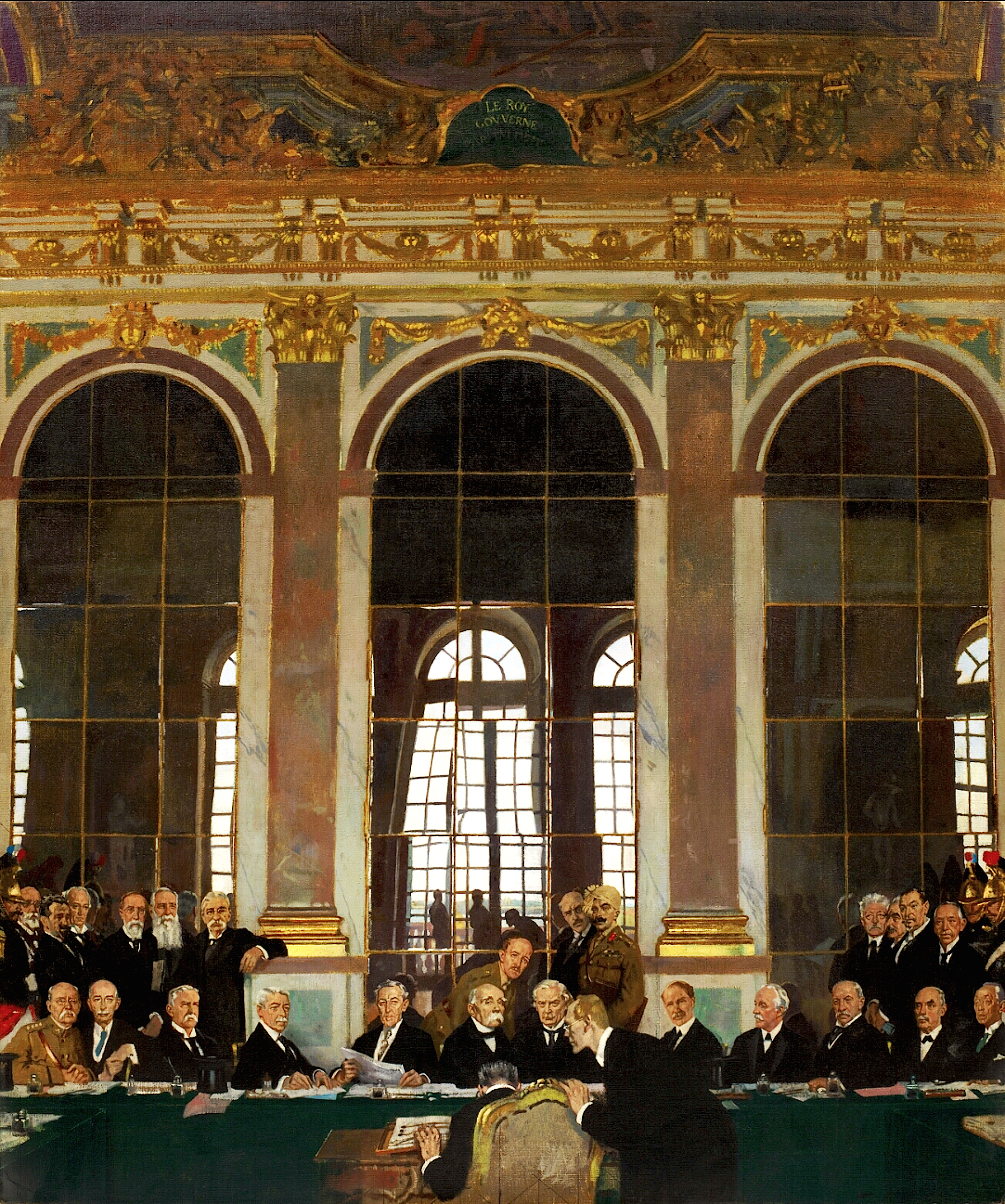
«Подписание мира в Зеркальном зале» (У. Орпен, Имперский военный музей)

К концу XX века были высказаны различные оценки условий договора: от «дискриминационных и грабительских», способствовавших началу Второй мировой войны — до избыточно мягких, позволивших Третьему Рейху быстро нарастить свои военные возможности в 1930-е. Многие десятилетия «обременительные» финансовые, военные и территориальные условия Версальского договора считались причиной роста популярности Гитлера в Германии: так журнал «The Economist» в 1999 году объявил Версальский мир «преступлением» (англ. the final crime), обеспечившим начало новой войны. Однако в XXI веке всё большее число исследователей полагает такую трактовку упрощённой — они склоняются к мнению, что пропаганде национал-социализма непопулярный в немецком обществе договор способствовал лишь благодаря ораторским способностям и политическому таланту будущего фюрера. Иначе говоря, договор стал «полезным риторическим инструментом» для склонения общественного мнения Германии в сторону нацизма.

## Историография
Историография Версальского мирного договора является частью «громадной» историографии Парижской мирной конференции: в 1970 году вышел историографический обзор Макса Гунценхойзера, содержавший 2300 наименований источников — книг, брошюр и статей — о событиях в Париже и Версале. В течение нескольких десятилетий после событий 1919 года подавляющее большинство источников писало о Парижской конференции практически исключительно в контексте Версальского мира, зачастую называя её «Версальской конференцией». Интерес историков к другим договорам, завершившим Первую мировую войну (Сен-Жерменскому, Трианонскому, Севрскому, Нёйискому), возрос уже после окончания Второй мировой войны. До конца XX века на историографию Версаля значительное влияние оказывала книга Кейнса «Экономические последствия мира», вышедшая тиражом в более чем 100 000 экземпляров и переведённая в течение первого года после своего появления на одиннадцать языков, включая немецкий.